# Alfred Hitchcock
Alfred Joseph Hitchcock (Londres, 13 de agosto de 1899-Los Ángeles, 29 de abril de 1980) fue un director de cine, productor y guionista británico. Pionero en muchas de las técnicas que caracterizan a los géneros cinematográficos del suspenso y el thriller psicológico, tras una exitosa carrera en el cine británico en películas mudas y en las primeras sonoras, que le llevó a ser considerado el mejor director de Inglaterra, Hitchcock se trasladó a Hollywood en 1939.
A lo largo de una carrera que duró más de medio siglo, Hitchcock configuró un estilo cinematográfico distintivo y muy reconocible. Fue innovador en el uso de la cámara para imitar la mirada de una persona, obligando de esta manera a los espectadores a participar de cierta forma de voyeurismo, empleaba encuadres para provocar ansiedad, miedo o empatía y desarrolló una novedosa forma de montaje fílmico. Sus historias a menudo están protagonizadas por fugitivos de la ley y sus actrices protagonistas suelen ser de pelo rubio. Muchos de sus filmes presentan giros argumentales en el desenlace y tramas perturbadoras que se mueven en torno a la violencia, los asesinatos y el crimen. Con frecuencia, los misterios que articulan las tramas no son más que señuelos (Macguffin, como los llamó el propio director) que sirven para hacer avanzar la historia pero no tienen mayor importancia en el argumento. Las películas de Hitchcock también abordan a menudo temas del psicoanálisis y tienen marcadas connotaciones sexuales. Gracias a los cameos en muchos de sus filmes, las entrevistas, los avances publicitarios de sus películas y el programa de televisión Alfred Hitchcock Presenta, el cineasta se convirtió en un icono cultural.
Hitchcock dirigió más de cincuenta películas a lo largo de seis décadas. Reconocido a menudo como el mejor cineasta británico; apareció primero de una encuesta realizada entre los críticos de cine en 2007 por el periódico The Daily Telegraph. El diario lo definió así: «Indudablemente el más grande cineasta nacido en estas islas, Hitchcock hizo más que cualquier otro director para dar forma al cine moderno, que habría sido completamente diferente sin él». La revista MovieMaker lo ha descrito como el director más influyente de todos los tiempos y es ampliamente considerado como uno de los artistas más importantes del séptimo arte.

## Biografía

### Primeros años

#### Infancia y educación

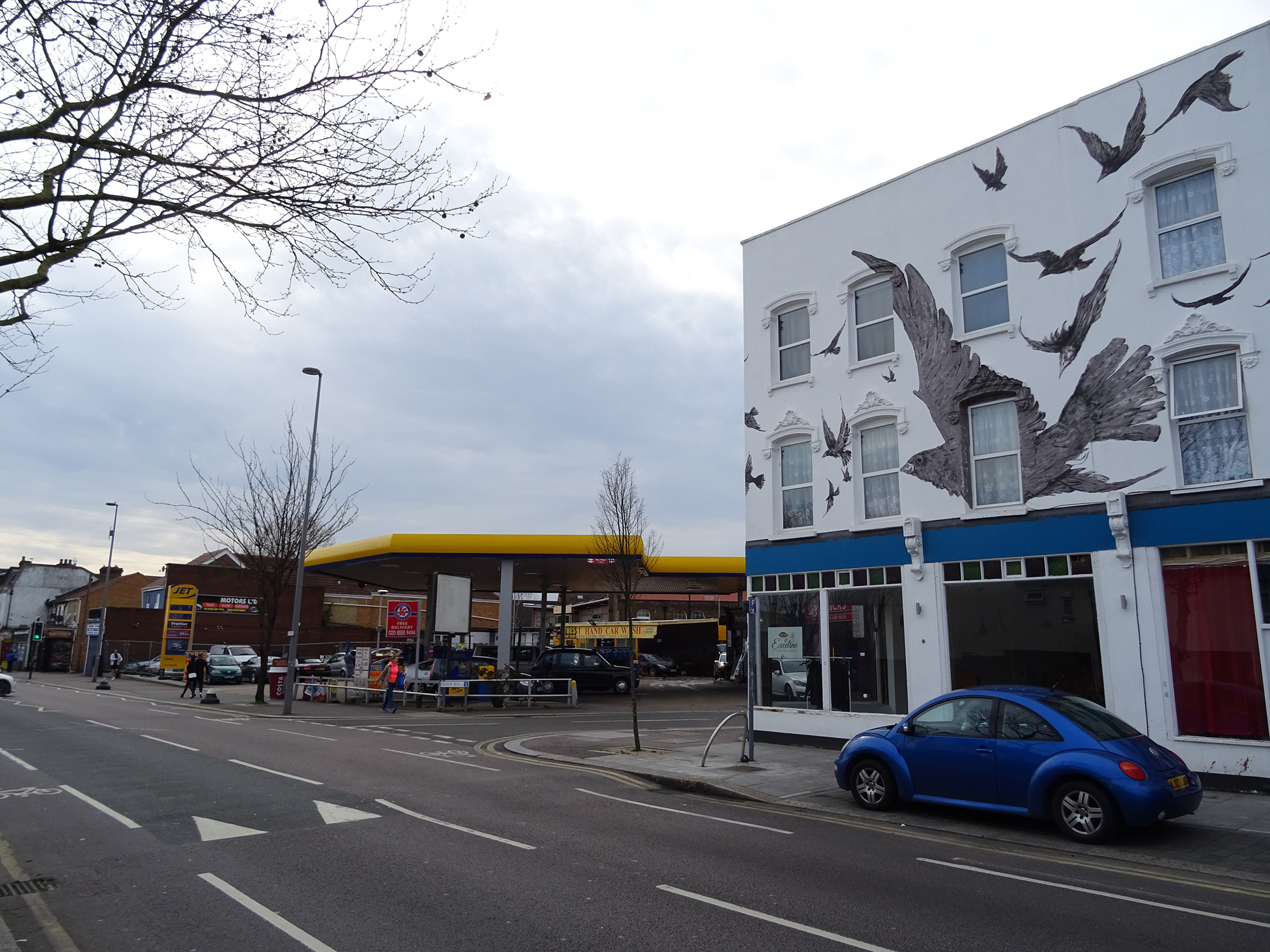
Gasolinera en el 517 de High Road, en Leytonstone. También se observa a la derecha un mural conmemorativo de la película The Birds.

Alfred Joseph Hitchcock nació el 13 de agosto de 1899, en el apartamento situado encima de la tienda de comestibles de sus padres en el número 517 de High Road, Leytonstone, al noreste de Londres. Fue el menor de los tres hijos del matrimonio entre William Hitchcock y Emma Jane Whelan: William Jr. —nacido en 1890—, Ellen Kathleen, conocida como «Nellie» —nacida dos años después—, y Alfred. Sus padres tenían ascendencia irlandesa y ambos fueron criados en la religión católica. Al respecto, el cineasta aseguró años después que tuvo «una estricta educación católica [...] No creo poder ser etiquetado como un artista católico, pero es posible que la educación infantil influencie la vida de un hombre y guíe su instinto». En El cine según Hitchcock del director francés François Truffaut, Hitchcock se describe como un «niño bueno», al que su padre solía llamar «ovejita sin mancha», y un «solitario» que carecía de compañeros de juego. Una anécdota que contaba frecuentemente era sobre una ocasión en que a los cinco años William le envió a la comisaría con una carta para el jefe de policía que, al leerla, le encerró en una celda y cinco o diez minutos después le dejó ir con la advertencia de que eso «es lo que se hace con los niños malos». Tal suceso le habría hecho temer a la policía por el resto de su vida.
Ese temor «afloraba una y otra vez en sus películas, especialmente en las que el protagonista era acusado equivocadamente de algún crimen y perseguido por las autoridades». En 1969, aseguró a un periodista que su único recuerdo nítido de Leytonstone fue la «noche del sábado [de diciembre de 1906] en la que el primer tranvía eléctrico hizo su recorrido inicial». Sin embargo, otra de sus memorias más antiguas se remonta a 1905, cuando vio una obra de teatro en la que el villano se acompañaba de una luz verde y música orquestal; «Recuerdo la luz verde [...] verde para la aparición de fantasmas y villanos». A los seis años, su familia se trasladó a Limehouse, donde se hicieron con dos comercios, separados por poco más de noventa metros, en Salmon Lane. Uno, el 175 de Salmon Lane, estaba dedicado a la venta de pescado y otro, el 130 de Salmon Lane, en el que la casa familiar compartía espacio con un negocio de fish and chips. De acuerdo con McGilligan (2003), Hitchcock formaba parte de una «familia numerosa y amorosa, con la que se mantuvo unido durante toda su vida» y sus padres eran «atentos y amorosos».
Tenía un vínculo más íntimo con Ellen, en contraste con William Jr., pues la diferencia de edad les alejó de tener una relación cercana, si bien Alfred le «tenía cariño y respeto». Desde 1907, recibió su educación inicial en la Casa Conventual Howrah en Poplar, en la que pasó dos años para después posiblemente estudiar por corto tiempo en la Wode Street School y el Salesian College de Battersea. El 5 de octubre de 1910, a los once años, ingresó al St. Ignatius' College, ubicado en Stamford Hill. Sobre ese lugar, señaló tiempo después: «Muy joven aún, me internaron en Londres en una institución de jesuitas, el «Saint Ignatius College» [...] Probablemente durante mi estancia con los jesuitas el miedo se fortaleció en mí». Detalló que en ese lugar se sentía aterrado por los castigos corporales y, en una conversación con la periodista italiana Oriana Fallaci, apuntó: «[los jesuitas] me asustaban mucho, con todo, y ahora mi venganza es aterrorizar a otras personas». No obstante, también dijo que le enseñaron «organización, control y, en cierta medida, análisis [...] Su educación es muy estricta y el orden es algo que surge de ello».
En sus registros escolares su fecha de nacimiento aparecía como el 13 de agosto de 1900, quizá hecho adrede por sus padres porque posiblemente estaba retrasado un año con su educación. Mientras que Adair (2002) lo describe como un estudiante «promedio o ligeramente superior a la media», el británico aseveró que generalmente «estaba entre los cuatro o cinco primeros de mi clase», aunque reconoció que le reprochaban «ser un alumno bastante distraído». Al finalizar su primer año en el centro educativo fue uno de los jóvenes destacados en latín, inglés, francés y religión, pese a que su materia favorita era geografía. Ese interés se reflejó en su estudio de los horarios y la red de autobuses de Londres —incluso se enorgullecía de haber viajado en todas las rutas de la capital británica— y en su memorización de las calles de Nueva York y las paradas en el recorrido del Expreso de Oriente.

#### Juventud y primeros trabajos
A falta de una mejor idea, tiempo después le dijo a sus padres que quería ser ingeniero, por lo que al dejar el St. Ignatius' College —el 25 de julio de 1913—, poco antes de cumplir catorce años, le inscribieron en la London County Council School of Engineering and Navigation de High Street en Poplar. En ese lugar estudió mecánica, electricidad, acústica, navegación, física, química y «todo tipo de clases de taller», de las que consideró que la química era la peor, pues no «podía [apañárselas] con ella. Derretir cosas con ácido sulfúrico. ¿A quién le importa?». En noviembre de 1914, consiguió un trabajo en la compañía W. T. Henley's Telegraph Works de Blomfield Street, una «modesta posición» en la que se encargaba de calcular tamaño y voltaje de cables, que compaginaba con clases nocturnas. El 12 o 14 de diciembre siguientes, su padre falleció a los 52 años por una enfermedad renal y enfisema pulmonar crónico. Hitchcock lo describía como «ausente», pero admitió que fue hasta después de su muerte que reparó «en que nunca estaba en casa, porque salía a trabajar duro para nosotros». También describió que los domingos, cuando la familia asistía a la iglesia y el teatro, era la única ocasión en que William «parecía relajarse».
Tras la muerte, Alfred y su madre continuaron viviendo solos en la residencia familiar en Salmon Lane, aunque Spoto (1984) apunta que hay indicios de que ambos regresaron por esa época a vivir a Leytonstone, quizá por la presencia en ese lugar de «muchos solícitos amigos de la familia». No obstante, por la falta de registros y el hermetismo de Hitchcock sobre esta etapa de su vida, es «imposible saber con certeza nada de esta mudanza». Por su parte, su hermano se encargó de los negocios de su padre. En su trabajo ganaba quince chelines semanales y pese a que las horas «eran largas», el ambiente «era cordial», aunque le aburrían sus labores y tendía a la procastinación. Por tanto, retomó sus clases nocturnas en la Universidad de Londres de cursos sobre economía, ciencia política, historia del arte y dibujo. A Truffaut le detalló que ya desde esos años se sentía atraído por el teatro y el cine: «Sentía un enorme entusiasmo por las películas, por el teatro y muy a menudo salía solo por la noche para asistir a los estrenos». A los dieciséis años descubrió la obra de Edgar Allan Poe y afirmó que probablemente fuera la impresión que le causaron sus historias lo que le llevó a dedicarse a rodar películas de suspenso. El británico disfrutaba sus ocupaciones y en su tiempo libre leía las obras de escritores como John Buchan, G. K. Chesterton y Gustave Flaubert.
A finales de 1917 o inicios de 1918, sus habilidades para el dibujo y sus clases de arte le ganaron su traslado al departamento de publicidad de la Henley's, donde ilustraba «anuncios publicitarios de los cables eléctricos» y consideraba que ese «trabajo me acercaba al cine». Desde ahí promovió la creación de una revista propia de la empresa —The Henley Telegraph—, de la que fungió como editor, administrador y su «más prolífico colaborador». En su primera edición, de junio de 1919, se estrenó con la publicación de su cuento Gas, en el que combinó drama y humor negro. Al cumplir dieciocho años, se sometió al examen físico para participar en la Primera Guerra Mundial, sin embargo, se le declaró «no apto para el servicio», a lo que señaló: «No me dijeron que tuviera defecto alguno; antes bien creo que no les gustó mi aspecto». Esto probablemente por la combinación de su temprana edad, la muerte de su padre y una enfermedad glandular. Por tanto, se unió al cuerpo de voluntarios de los Royal Engineers —encargados de la defensa del país—, con los que participó en sesiones informativas y ejercicios, aunque principalmente se limitaban a marchar alrededor de Hyde Park.

### Inicios en el cine

#### Famous Players-Lasky

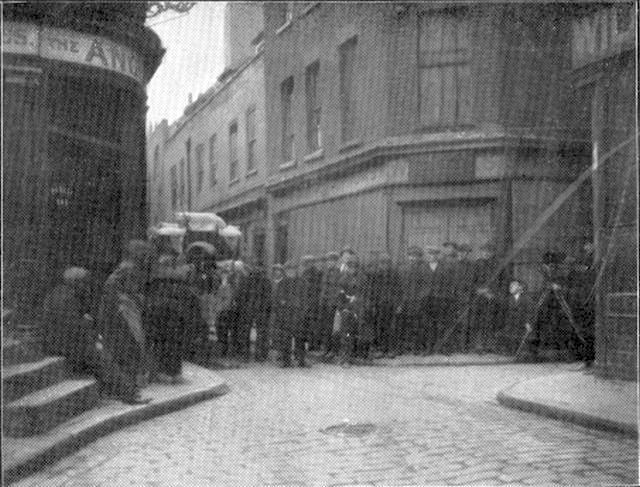
Fotografía tomada en 1922, durante la filmación de Number 13. Se aprecia a Hitchcock arrodillado a la derecha de la imagen.

En torno a 1919, leyó en una revista corporativa que la productora estadounidense Famous Players-Lasky abriría una sucursal en Islington, al norte de Londres, y que su primera producción sería The Sorrows of Satan, basada en la novela homónima de Marie Corelli. Sin dejar su trabajo en la Henley's, leyó el libro y realizó «varios dibujos que podrían ilustrar los títulos». Aunque presentó una carpeta con sus trabajos, el proyecto se suspendió y dio paso a las producciones de The Great Day y The Call of Youth, de las que también hizo diseños. Obtuvo un trabajo parcial que compaginó con el de la Henley's, al menos hasta el 27 de abril de 1921, al tiempo que logró una posición permanente en Famous Players-Lasky. En ese lugar participó como diseñador de los intertítulos de The Call of Youth (1920), The Great Day (1920), Appearances (1921), Dangerous Lies (1921), The Mystery Road (1921), The Princess of New York (1921) y The Man from Home (1922). En total, participó en las once películas que la productora hizo entre mediados de 1920 y 1922.
En el verano de ese año, se comenzó a rumorear que la empresa había abandonado la idea de producir filmes en Inglaterra, lo que tornó el trabajo en un «arréglense como puedan». Al laborar más horas por menos dinero Hitchcock logró salvarse del despido y mantenerse dentro del personal mínimo que mantuvo la compañía. Cuando los estadounidenses optaron por poner en renta los estudios, los empleados acudieron a las compañías inglesas que los alquilaban «para seguir trabajando y [Alfred consiguió] un empleo de ayudante de dirección». Aunque por esos tiempos descartaba tener un «especial interés» en ser director de cine, una de sus primeras oportunidades al respecto llegó aún durante el limbo en el que estaba el estudio, cuando entre 1922 y 1923 ayudó a Seymour Hicks con su filme Always Tell Your Wife. Por enfermedad o desacuerdos con Hicks, el director original Hugh Croise abandonó el proyecto —un cortometraje de comedia basado en una producción teatral de 1914—. Sin embargo, se desconoce cuáles escenas de entre las que todavía existen filmó Hitchcock y algunas fuentes apuntan a que la producción nunca se completó. Al respecto, Henry K. Miller en la página de Screenonline del British Film Institute indica que no hay evidencia de que se estrenara.
Por ese tiempo, recibió el encargo de dirigir la película Number 13, también llamada Mrs. Peabody. Kerzoncuf y Barr (2015) señalan que no hay fechas establecidas sobre su producción, pero lo más probable es que comenzara a inicios de 1922, en el que los autores llaman «periodo de transición» del estudio —1922 a 1923—. El cortometraje de comedia, cuya historia corrió a cargo de Elsie Codd, antigua colaboradora de Charles Chaplin, y que sería protagonizado por Clare Greet y Ernest Thesiger, trataría sobre el sueño de riqueza de una mujer de la limpieza. No obstante, pese a la inversión de Hitchcock, su tío John y la propia Greet, la película se canceló. El proyecto se archivó sin terminar, pues «los menguantes fondos de los estudios fueron desviados de la producción al pago de deudas y sueldos». Fue una «experiencia, en cierto modo, aleccionadora» que el cineasta se tomó a pecho. En el «periodo de transición», el estudio trabajó en tres obras más, aparte de Number 13 y Always Tell Your Wife: Tell Your Children (1922) —en la que Hitchcock se encargó de los intertítulos—, Flames of Passion (1922) —su primera colaboración con el director Graham Cutts y en la que probablemente trabajó en varias tareas en el plató— y Paddy the Next Best Thing (1923) —en la que posiblemente laboró como asistente—.

#### Gainsborough Pictures

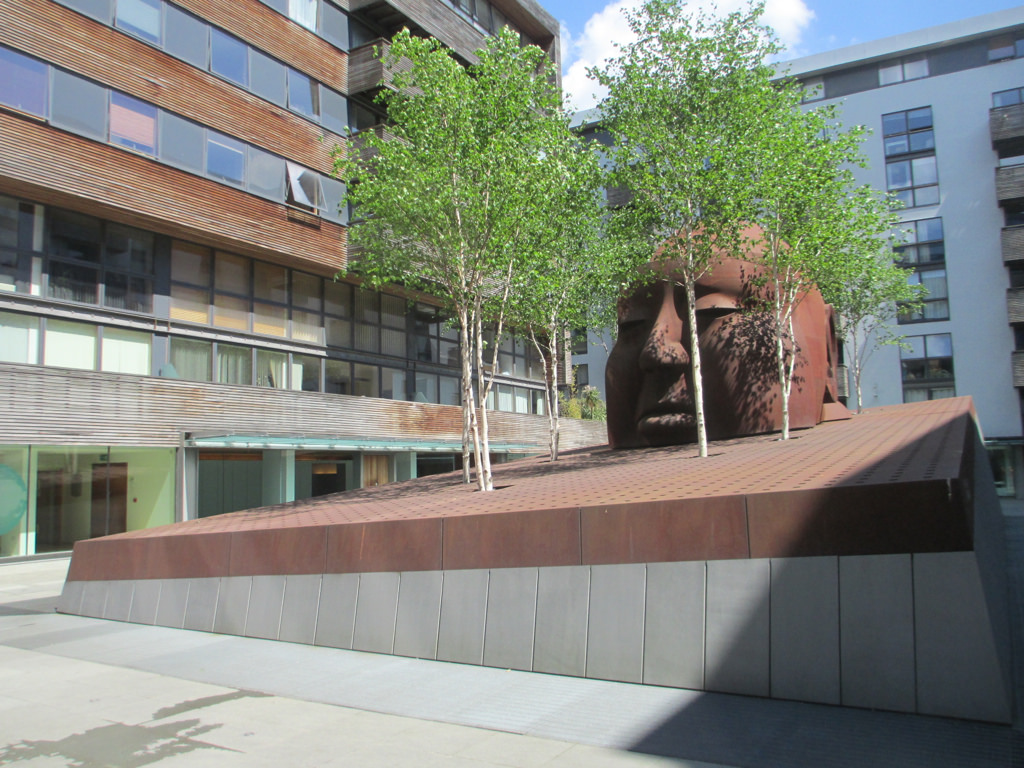
Escultura de Hitchcock en el lugar donde se encontraban los estudios Gainsborough, en Poole Street.

En el verano de 1923, los productores Michael Balcon, Victor Saville y el empresario John Freedman rentaron los estudios para la producción de Woman to Woman, cuya dirección corrió a cargo de Cutts y estuvo protagonizada por Betty Compson. Balcon contrató a Hitchcock como ayudante de dirección y más tarde el británico se ofreció para colaborar en otras tareas, como «escribir el [guion], los rótulos de la película, abocetar los decorados, preparar el reparto y supervisar el vestuario y la utilería». También fue durante este trabajo que Alfred conoció a su futura esposa, Alma Reville, que fungió como montadora y anotadora del filme. Para Kerzoncuf y Barr (2015), el filme tuvo un «éxito espectacular, tanto en la crítica como en el mercado» y según el propio cineasta se trató del «mejor y el que tuvo más éxito» de entre los cinco proyectos que Cutts dirigió y con los que él colaboró en este periodo. Tales circunstancias animaron la producción de The White Shadow y The Passionate Adventure.
Sin embargo, la primera, que se estrenó en febrero de 1924, fue un «rotundo desastre». El propio Balcon señaló en su autobiografía que habían firmado un acuerdo de dos películas con Compson y no planearon apropiadamente la siguiente producción, lo que les llevó a perder con este filme el dinero ganado con Woman to Woman. Aunque el fiasco dinamitó la unión Balcon-Saville-Freedman, Balcon continuó y compró —en febrero de 1924— las instalaciones en Islington, en las que fundó junto con Cutts los estudios Gainsborough, nombrados así por el pintor inglés Thomas Gainsborough. Consistían en dos estudios separados, creados a partir de una antigua central eléctrica, que abarcaban aproximadamente 6020 metros cuadrados, así como un área para exteriores ubicada en el techo. La primera película de la nueva compañía fue The Passionate Adventure, nuevamente con Cutts en la dirección y Hitchcock como director artístico, asistente de dirección y encargado de la adaptación del guion a partir de una novela del escritor Frank Stayton.
Hizo las mismas labores, incluyendo su trabajo con el guion —en este caso una adaptación de una novela de Raymond Paton—, en el siguiente filme, The Blackguard, obra que se llevó a cabo en el marco de un acuerdo entre los Gainsborough y el alemán Universum Film AG (UFA), por lo que se filmó en el estudio de Neubabelsberg, a las afueras de Berlín. Trabajar en ese lugar fue para Hitchcock una «experiencia enormemente productiva» y, según Ryall (1996), marcó el inicio de una etapa en la carrera del director «en la que se expuso a la influencia del más poderoso y dominante de los cines mudos europeos». Durante su estancia en Alemania visitó el estudio de Metrópolis (1927) de Fritz Lang y observó la filmación de Der Letzte Mann (1924) de Friedrich Wilhelm Murnau. A partir de ese momento, para el británico sus modelos siempre fueron los cineastas alemanes de 1924 y 1925, que intentaban «a toda costa expresar sus ideas en términos puramente visuales». Por su parte, McGilligan (2003) detalla que la visión de Murnau —«No importa lo que ves en el estudio. Lo único que importa es lo que ves en la pantalla»— marcó el enfoque de Alfred, es decir, que «la realidad no importa si la ilusión es efectiva». Aunque se suponía que Cutts dirigiría The Blackguard, Hitchcock hizo una «buena parte del trabajo» y, de acuerdo con Räder (2017), en esa película se vio la influencia del estilo del UFA y algunos de los motivos característicos de sus obras posteriores, como las escaleras, los espejos y las sombras.
Hizo desmontar el bosque empleado para la primera parte —Siegfried— de Die Nibelungen (1924) de Lang para permitir la construcción de la gran escalera que aparece en una de las escenas de The Blackguard. También aplicó la perspectiva forzada, influenciado por Murnau, en algunos segmentos, como el mismo de la escalinata para crear la ilusión de una gran masa de ángeles y la construcción de solamente un fragmento de la catedral de Múnich. El equipo retornó a Londres a principios de 1925 y siguió con la producción de The Prude's Fall, la última película Cutts-Hitchcock. El británico cumplió los mismos roles: director artístico, asistente de dirección y adaptó el guion a partir de una obra de May Edginton y Rudolf Besier. También se unió a un pequeño grupo, liderado por Cutts e integrado por Reville y la protagonista, Jane Novak, que filmó en exteriores en el lago de Como, Venecia y Sankt Moritz. En este sentido, apuntó: «[Cutts] tenía una amiguita y fuimos a rodar exteriores, a Venecia [...] Era realmente muy caro. Al parecer a la amiguita del director no le gustaba ninguno de estos exteriores y volvimos al estudio sin haber rodado nada».
Luego de las «desastrosas» filmaciones en localización en Italia y Suiza, Cutts se vio obligado a trabajar la película en Islington, cuyo rodaje comenzó en febrero de 1925. McGilligan (2003) señala que el filme reflejó su «problemática historia», con una trama «inconexa» y «escenas que parecían montadas apresuradamente para escenarios interiores». Los conflictos tras bastidores causaron la desaparición del equipo. La relación de Hitchcock y Cutts «estuvo marcada por la tensión» y, con el tiempo, el primero le arrebató al segundo la posición de «principal fuerza creativa en [los estudios] Gainsborough». Räder (2017) agrega que su diversidad y ambición «se convirtieron en un problema», puesto que Cutts las vio como una amenaza y finalmente manifestó que no quería volver a trabajar con él, por lo que Balcon le ofreció a Hitchcock dirigir una película. El cineasta aseguró que nunca lo había pensado, «estaba muy contento escribiendo guiones y haciendo el trabajo del [director artístico]. No me imaginaba en absoluto como director».

### Periodo británico

#### Primeras películas

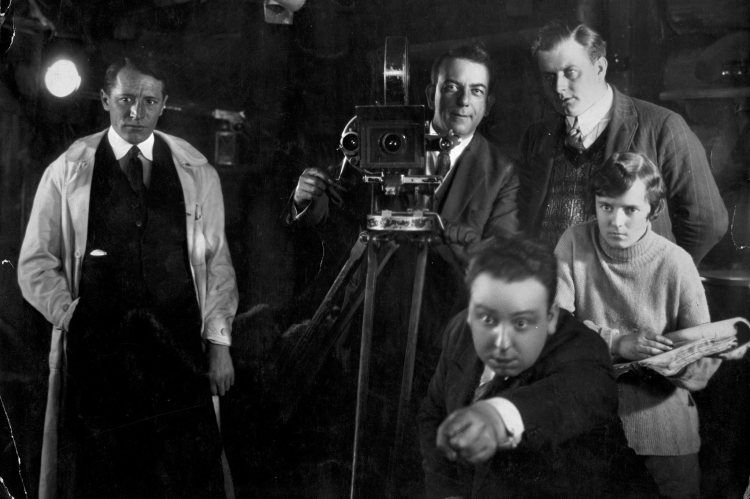
Imagen publicitaria de The Mountain Eagle. En primer plano está Hitchcock apuntando —«dirigiendo»— y Reville detrás de él, tomando notas.

Aunque para este momento había fracasado el acuerdo del estudio con el UFA, Balcon logró una alianza con el también alemán Emelka, por medio del productor Erich Pommer, lo que ayudó a financiar el primer proyecto terminado de Hitchcock como director: The Pleasure Garden. Participaron también Eliot Stannard como guionista, Gaetano di Ventimiglia como camarógrafo y Alma Reville como asistente del director y editora. Por el acuerdo, la filmación en interior se hizo en Geiselgasteig, a las afueras de Múnich, ciudad a la que llegaron el 5 de junio de 1925. Un día después, Hitchcock, Ventimiglia y el actor Miles Mander partieron a Italia para el rodaje en exteriores, mientras que Reville viajó a Cherburgo para recibir a las actrices Virginia Valli y Carmelita Geraghty, que llegaban en el Aquitania.
De acuerdo con el director, en los primeros días abundaron los contratiempos, pues Mander casi pierde el tren a Italia, les confiscaron diez mil pies de película virgen que no declararon en la frontera con Austria y les robaron diez mil liras. No obstante, el resto de la producción se llevó a cabo sin complicaciones en el estudio de Múnich. La experiencia tuvo un «efecto duradero» y desde ese momento «siempre preferirá el estudio a la filmación en locación». Las condiciones del proyecto y el acuerdo bilateral de los estudios, que implicaba la reducción del riesgo financiero, le dotó a Hitchcock de «relativa libertad para hacer el filme». Luego de que terminaran las grabaciones a finales de agosto, Balcon acudió a la primera proyección y consideró que la película poseía un «aspecto estadounidense» —lo que Gainsborough y Emelka buscaban— y se sintió lo suficientemente satisfecho como para dejar al cineasta en Alemania y encargarle un segundo filme, The Mountain Eagle. Para el crítico Dave Kehr de The New York Times, la escena final de The Pleasure Garden «parece un carrete de clips de los futuros motivos de Hitchcock». Por su parte, Spoto (1984) destaca «la vertiginosa escalera, el impulso al voyeurismo, el teatro como un ensayo al drama de la vida real».
Durante dos meses, Hitchcock y Reville regresaron a Londres para consultar con Stannard, encargado de elaborar el escenario a partir de la historia de Charles Lapworth en la que se basaría The Mountain Eagle. A inicios de noviembre, comenzó la filmación en exteriores en el Tirol austríaco y, semanas después, se grabaron los interiores en el estudio Emelka de Múnich. Según Garncarz (2002), la libertad creativa que el cineasta tenía se vio restringida por las prácticas de la producción británica, por lo que tuvo poca influencia en el elenco y el guion —incluso se quejó de este último y rechazó la elección de la actriz Nita Naldi como la profesora del pueblo—. El propio Hitchcock la consideró una «mala película», aunque Rohmer y Chabrol (1979) dicen que pese a sus extrañas tramas, ambos filmes —«susceptibles a interminables críticas»— establecieron su reputación. A sus veintiséis años, Alfred ya era un director con dos producciones y había hecho «casi todo lo que era posible detrás de la cámara, excepto ponerse frente a ella». Sin embargo, a su regreso a Inglaterra en enero de 1926, mientras Alma estaba ocupada con su trabajo en el estudio de Islington, Hitchcock se sentía cada vez más frustrado porque los distribuidores consideraban que los filmes no se podían estrenar.

#### El primer filme hitchcockiano

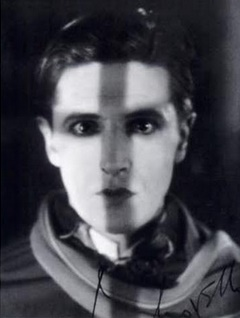
Imagen promocional de The Lodger: A Story of the London Fog, con Ivor Novello. Duncan (2003) señala que, aunque no se definía como un artista católico, Hitchcock a menudo empleaba la iconografía.

La compañía distribuidora de Balcon consideró que las películas de Hitchcock podrían «confundir y trastornar al público» por sus ángulos extraños, su rara iluminación de estilo alemán y los contrastes de luz y sombras, especialmente dado que la audiencia británica no estaba acostumbrada a esas características. Desocupado, el director, que todavía vivía con su madre, trataba de ver a Alma cada vez que podía y acudía a las reuniones de la recientemente creada London Film Society, en las que se exhibían filmes estadounidenses, alemanes y soviéticos. Según Adair (2002), estos últimos le enseñaron «lecciones importantes en el arte de la edición». Se ocupaba también con largas y solitarias comidas en el East End, sucedidas por prolongadas y tranquilas cenas con su madre. Igualmente se interrumpieron las cartas y llamadas con Reville, que estaba demasiado ocupada en los Gainsborough, que ya habían completado la adquisición de las instalaciones en Islington y presentaban un proyecto de nueve producciones para 1926.
The Pleasure Garden fue bien recibida luego de una proyección llevada a cabo en marzo, sin embargo, C. M. Woolf, de la compañía distribuidora, expresó su desagrado por los efectos «artistoides» del filme y se negó a estrenar las dos primeras producciones de Hitchcock. Aunque temía que fuera el fin de su carrera, recibió el encargo de una nueva cinta a finales de abril, que estaría basada en The Lodger (1913) de Marie Adelaide Belloc Lowndes —inspirada en los crímenes de Jack el Destripador—. De acuerdo con Balcon, «el intenso sentido de los personajes y la narrativa de Hitchcock podría equilibrar los aspectos misteriosos de la historia», mientras que el subtítulo añadido —«A Story of the London Fog»— «justificaría el toque fantasmagórico» propio de la influencia alemana en el cineasta. Hitchcock y Stannard se encargaron de la adaptación de la novela y a comienzos de mayo inició la producción. Para ese momento, el guion ya estaba dividido en escenas con decorados, utilería y mobiliario añadidos. La historia se centró en un nuevo inquilino, interpretado por Ivor Novello, en la casa familiar de los Bunting, cuya llegada coincide con una ola de crímenes cometidos por «El Vengador», un asesino nocturno exclusivamente de mujeres rubias.
La selección de Novello, cotizado actor de matinés, forzó a cambiar el final de la película, pues según Hitchcock «la historia queda comprometida porque la estrella no puede ser el malo», aunque aseguró que hubiera preferido concluirla con que su personaje «desapareciera en la noche y que no llegáramos a saberlo nunca [si era inocente o no]». Esta fue también la introducción del cineasta en uno de los elementos característicos del cine comercial, el sistema de las estrellas. La filmación empezó en la primera semana de mayo en Islington y contó con una casa de huéspedes de varios pisos diseñada por C. Wilfred Arnold. Nuevamente colaboraron Ventimiglia como camarógrafo y Reville como asistente del director y editora. El proyecto, que concluyó a mediados de julio con un costo de 12 000 libras, se trató del primer «filme hitchcockiano» de acuerdo con el propio Hitchcock, el primero «en el que saqué provecho de lo que había aprendido en Alemania [...] De hecho, se puede considerar que The Lodger es mi [primera película]». En este sentido, Nieves Moreno (2011) señala que la película estableció «los lineamientos temáticos de su carrera —mayormente vinculados al suspenso, los crímenes, el sexo y la violencia— y su forma de hacer cine».
Por su parte, Gottlieb considera que contiene casi todos los elementos principales de lo que más tarde se llamará el «toque Hitchcock» —incluyendo algunos motivos, como el «hombre equivocado» y la «rubia Hitchcock»—, mientras que McGilligan (2003) asegura que June Tripp y Novello ayudaron a establecer el modelo de las mujeres y hombres protagonistas que Alfred utilizará en sus obras posteriores. También se trató de su primer trabajo dentro del género del suspenso e incluyó su primer cameo, aunque consideró que se trató de una aparición estrictamente utilitaria, que más tarde se convirtió en superstición y luego en una broma. Sobre los aspectos visuales, Martínez Martínez (2011) apunta que predomina una estética «expresionista alemana que contrasta con la ambientación doméstica de la vida cotidiana», lo que tiene el objetivo de resaltar el tema central de la narración, el miedo. No obstante, Woolf la tachó de «terrible», una película que «simplemente vamos a colocar en el estante y vamos a olvidarnos de ella». Por esta razón, Balcon buscó la ayuda de Ivor Montagu, joven intelectual y partícipe de la London Film Society, para hacer cambios en la producción: se redujo el número de intertítulos, con lo que pasaron de trescientos a ochenta, se introdujeron dibujos del cartelista Edward McKnight Kauffer y se regrabaron algunas escenas. En años posteriores, Hitchcock omitió esta colaboración, temeroso de reducir «su propia estatura» al compartir mérito alguno. A mediados de septiembre, se presentó a la prensa y recibió críticas positivas, un éxito que permitió que el 7 de octubre se preestrenara The Mountain Eagle.

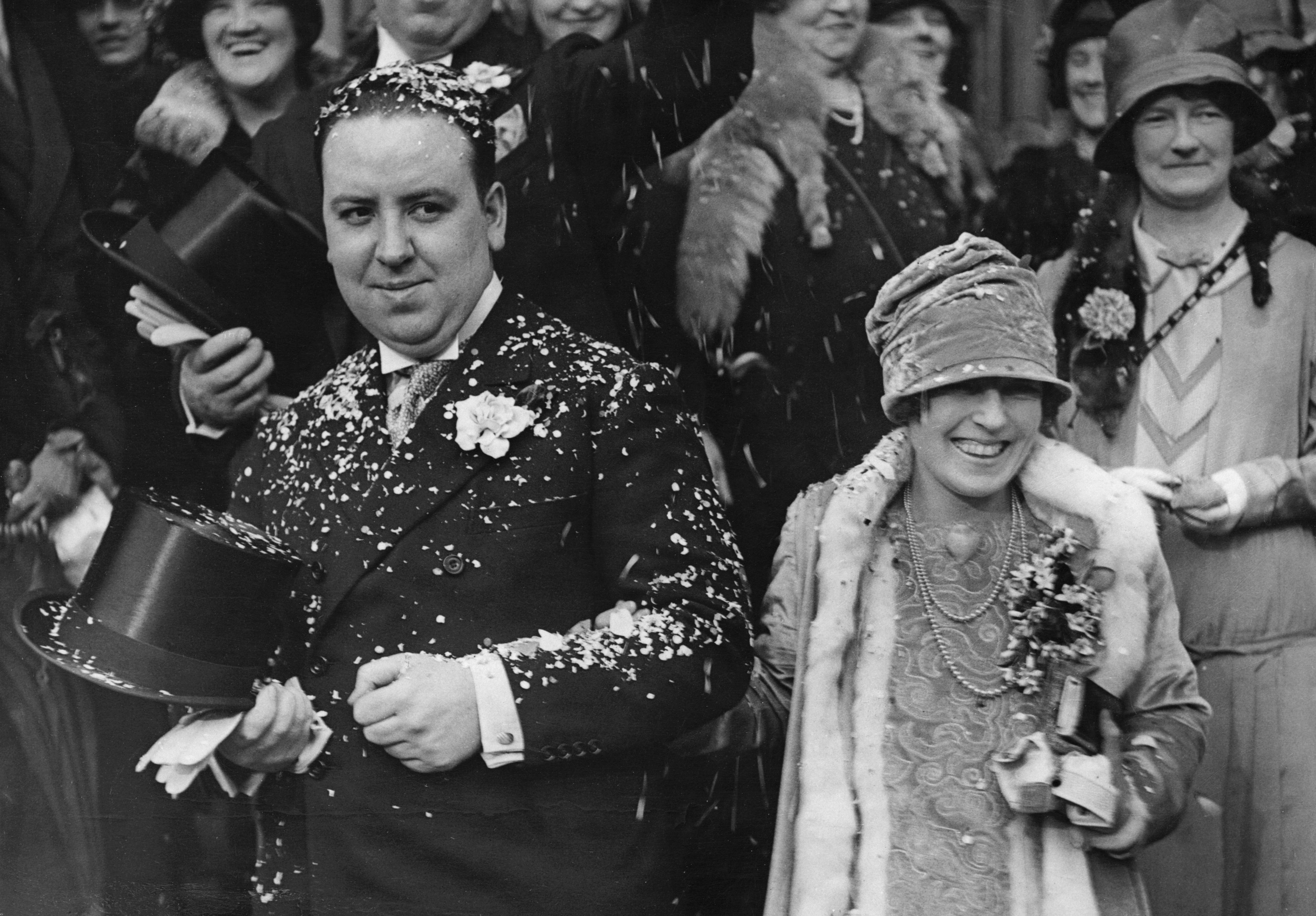
Los recién casados Hitchcock y Reville se establecieron en un apartamento en el número 153 de Cromwell Road.

El 2 de diciembre siguiente, Hitchcock y Reville se casaron en una pequeña ceremonia en una capilla lateral del Brompton Oratory, en Knightsbridge, en la que sus hermanos, William Jr. y Eva, actuaron como padrino y dama de honor, respectivamente. Adair (2002) detalla que fue durante el viaje de regreso de las filmaciones de The Prude’s Fall cuando el director le propuso matrimonio a Alma. La pareja viajó a Sankt Moritz para su luna de miel, lugar al que regresarían en repetidas ocasiones por su aniversario de bodas, para después retornar a Londres y celebrar la Navidad y el Año Nuevo en su nuevo apartamento en el número 153 de Cromwell Road. The Pleasure Garden se estrenó el 24 de enero de 1927 y tres semanas después, el 14 de febrero, The Lodger, que acarreó más interés de la audiencia por los comentarios y críticas de su primera presentación y se trató de la primera ocasión en que un director recibió «más buena prensa que los actores» de la película. De acuerdo con su contrato, Hitchcock aún le debía dos filmes a Balcon y al Gainsborough, producciones que fueron adaptaciones teatrales que se llevaron a cabo en rápida sucesión en 1927. La primera fue Downhill, grabada en marzo siguiente, que reunió nuevamente al cineasta con Novello, cuya obra coescrita con Constance Collier fue la adaptada. Presenta la historia de Roddy Berwick, un estudiante falsamente acusado de embarazar a una joven, que sigue un camino «colina abajo» —representado «torpemente», según Mark Duguid de Screenonline, con la escena de una escalera mecánica descendente— hasta que se restaura su honor.
Para Duguid es una de las películas más oscuras dentro de los primeros trabajos de Hitchcock y «su obra más persistentemente misógina», aunque rescata elementos como el entintado verde para las escenas de los delirios del protagonista, lo que retomará más tarde en Vertigo (1958). Por su parte, Spoto (1984) considera que el británico pretende desarrollar el motivo de la «explotación de las lealtades», más tarde abordado en Shadow of a Doubt (1943) y Strangers on a Train (1951). Duncan (2003) asegura que a Downhill tampoco le jugó a su favor «la peculiaridad de un hombre en sus treinta [Novello] interpretando a un escolar [...]». En la misma semana del 23 de mayo, se estrenó The Mountain Eagle, fríamente recibida por el público, y se presentó Downhill a la prensa, que fue sucedida por Easy Virtue, adaptación de una obra de Noël Coward sobre una mujer «divorciada incapaz de rehacer su vida». Hitchcock, desinteresado en la trama, completó la película gracias a una dirección «cuidadosamente pensada, aunque en cierto modo sosa», que consideró contenía el «peor intertítulo que jamás haya escrito». Montague también recibió el encargo de este proyecto, pero sus desacuerdos con el director sobre una escena condujeron a una «ruptura temporal de sus relaciones». El filme fue un fracaso e hizo inevitable el traslado de Hitchcock a la British International Pictures, lo que ya venía considerando desde meses atrás, si bien Rohmer y Chabrol (1979) piensan que probablemente se trató de una elegante forma del británico de «burlarse del Gainsborough y reclamar su libertad».

#### British International Pictures

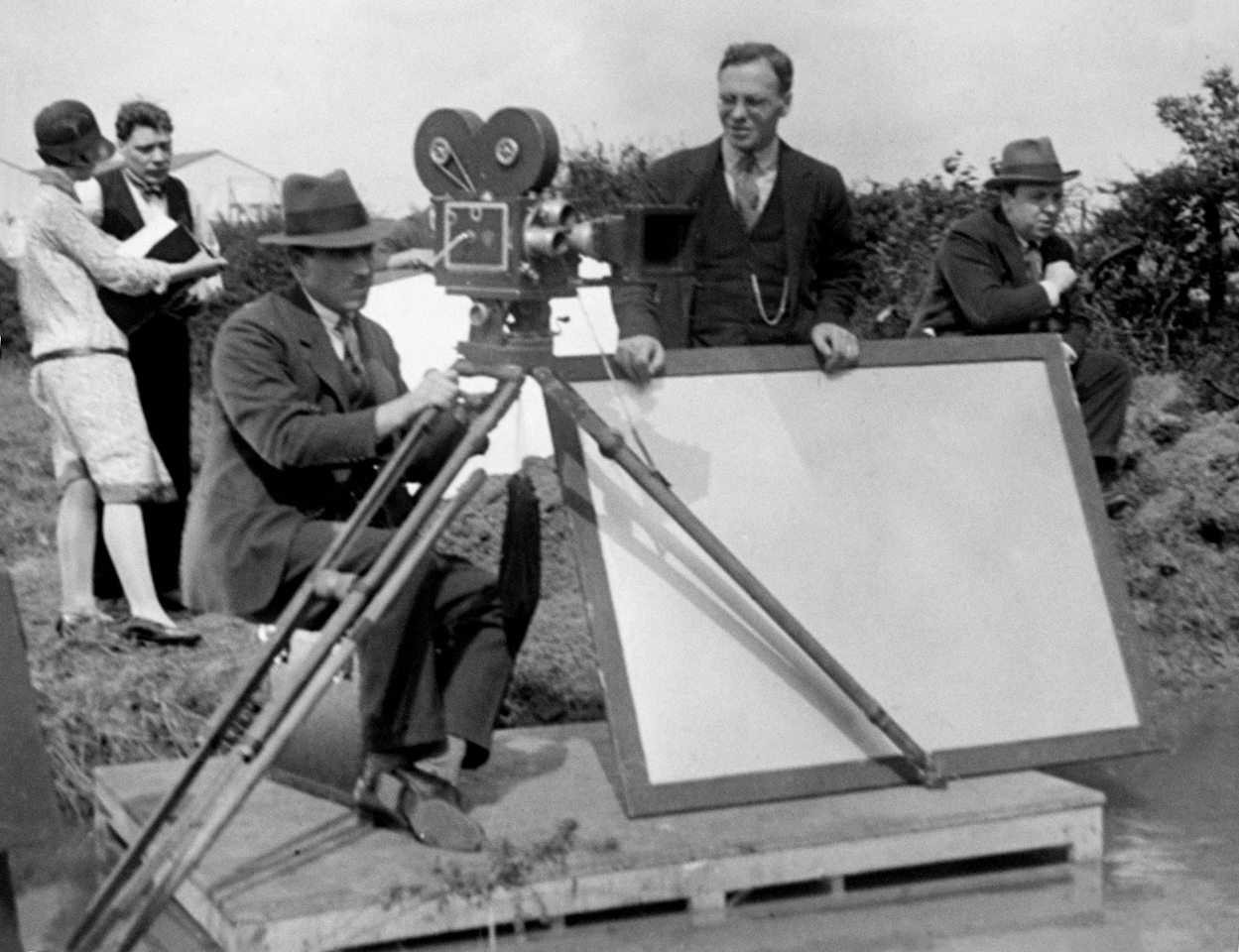
El desempeño del director de fotografía, Jack E. Cox (izquierda), durante el primer día de filmación de The Ring dio pie a una «duradera y fructífera relación» con Hitchcock (derecha).

Hitchcock firmó con el productor John Maxwell, dueño del recién establecido British International Pictures (BIP), que le dio más presupuesto y un mejor salario. Con 13 000 libras anuales, tres veces más que su paga con Balcon, era el director mejor pagado de la industria cinematográfica británica. El estudio le dio rienda suelta para su primera película, por lo que sometió a consulta un guion original que elaboró, con ayuda de Reville y sugerencias de Stannard, sobre dos boxeadores enamorados de la misma mujer. The Ring, cuya filmación inició en los últimos días de agosto y terminó a finales del verano, fue la producción inaugural del BIP, la primera historia original de Hitchcock para la pantalla grande y el que consideró el segundo filme hitchcockiano. Rohmer y Chabrol (1979) aseguran que la trama era un obvio «lugar común», aunque indican que Hitchcock nunca temió a esa clase de argumentos.
Aunque tuvo una favorable recepción crítica, fue un fracaso de taquilla, y mientras se presentaba a la prensa, el último día de septiembre, Hitchcock ya trabajaba en su siguiente filme: The Farmer's Wife, una comedia romántica —adaptación a cargo de Stannard de una obra teatral de Eden Phillpotts— sobre un agricultor viudo que decide casarse otra vez. Haeffner (2005) detalla que durante su paso en el BIP, Hitchcock se enfrentó a múltiples géneros cinematográficos, desde comedia hasta cine musical, y comenzó a experimentar en la manipulación de espacio, tiempo y psicología. The Farmer's Wife fue un ejemplo de ello por su patrón, convertido en motivo dentro de la película, de la representación de los pensamientos y sentimientos del protagonista. Al Cox caer enfermo, el propio director se hizo cargo de la fotografía durante buena parte de la filmación y también se encargó de la iluminación, aunque por su inseguridad «hacía una prueba de cada plano, que se llevaba al laboratorio, y mientras esperaba el resultado hacía ensayar la escena. The Farmer's Wife me costó mi trabajo, pero no era una película muy buena».
Al regresar del rodaje en exteriores en Devon y Surrey, Alfred le sugirió a Alma comprar una casa de campo y usarla como descanso de fin de semana. Al concluir la filmación ofreció una cena lujosa al reparto, a quienes les jugó una broma al ordenarle a los meseros que debían ser groseros y torpes. En su afán de autopromoción envió una carta abierta al London Evening News en noviembre en la que respondía preguntas que un periodista le formuló verbalmente; expresó su admiración por los métodos estadounidenses, detallaba las dificultades de dirigir actores provenientes del teatro y manifestaba su deseo por controlar todos los aspectos de sus producciones. Un mes después, para las tarjetas de felicitación de Navidad, dibujó el bosquejo original del que más tarde sería la «ampliamente reconocida» silueta de su rostro y, en Año Nuevo, su esposa le enteró que estaba embarazada. A The Farmer's Wife le siguió Champagne, concebida para promocionar la carrera de su protagonista, Betty Balfour, aunque a diferencia de la trama final —un padre le da una lección a su «irresponsable hija» al fingir la pérdida de todo su patrimonio—, Hitchcock originalmente la pensaba como una historia «de mendigo a millonario» en la que una trabajadora pobre de una fábrica del vino espumoso alcanzaba la lujosa vida de la gran ciudad.
Según le detalló a Peter Bogdanovich, se descartó esa trama porque se le consideró poco entretenida y se acabó desarrollando una «mezcolanza escrita a medida que avanzábamos con la filmación», que resultó en «probablemente, lo más bajo de mi producción». En el verano de 1928, la pareja compró la propiedad Winter's Grace, en Shamley Green, a unos 48 kilómetros al suroeste de Londres, por 2500 libras. La casa de once habitaciones y un jardín de 44 000 metros cuadrados fue «un retiro pacífico para ellos, un hogar silencioso y remoto para iniciar una familia», de acuerdo con su hija Patricia, nacida el 7 de julio de ese año en el 153 de Cromwell Road. Poco después, Hitchcock y Reville retomaron sus labores, por las que el director partió a Cornualles para su siguiente filme: The Manxman. Antítesis de Champagne, introdujo elementos que retomó en trabajos posteriores, como la «imagen de una ave amenazadora y un retrato ancestral que simboliza una tradición familiar», aunque para Rohmer y Chabrol (1979) carecía casi por completo del «toque Hitchcock». El propio Alfred consideró que el «único interés de The Manxman es el de ser mi última película muda» y rechazó la idea de Truffaut de que la había rodado «con cierta convicción». Además de su último largometraje mudo, fue su última colaboración con Stannard y se trató de una adaptación de una obra de Hall Caine que narra la historia de un «trágico triángulo amoroso», con ciertas similitudes con The Ring. Sin embargo, el resultado fue decepcionante tanto para el cineasta como para Maxwell, quien guardó el filme y le encargó otro proyecto a Hitchcock. Pese a lo que ambos pensaban, luego de su estreno al año siguiente resultó ser un éxito comercial y entre la crítica.

#### Del cine mudo al sonoro

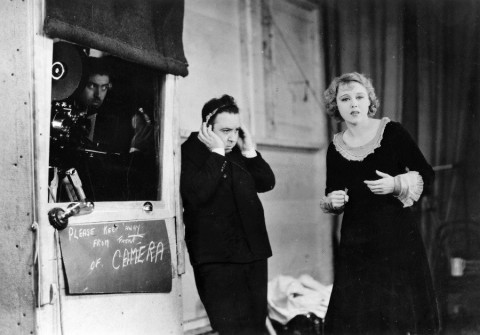
Hitchcock en una prueba de sonido con la actriz Anny Ondra para Blackmail (1929).

Para 1929, la BIP había comprado los derechos de la obra teatral Blackmail de Charles Bennett para su adaptación fílmica, que sería el nuevo encargo de Hitchcock. Su guion derivado recibió la aprobación en febrero de ese año y para finales de abril la producción estaba lista para el montaje final. Sin embargo, Maxwell consideró adecuado desarrollar una versión sonora, dado que el estudio había adquirido equipo para grabación de sonido. De esta forma se estrenaron dos filmes con ciertas diferencias en la historia gracias al audio añadido, así como el doblaje de la voz de la protagonista, Anny Ondra, puesto que se consideró que su acento no se correspondía con su papel de chica cockney. Tal fonomímica rudimentaria estuvo a cargo de la también actriz Joan Barry, que recitaba los diálogos de Ondra fuera de cámara mientras esta última movía los labios. Blackmail, el primer largometraje sonoro británico, narra la historia del detective Frank Webber y su pareja, Alice White, interpretados por John Longden y Ondra, chantajeados por un desconocido que descubre el intento de ambos de ocultar el asesinato que, en defensa propia, ella cometió.
La trama concluye con una escena culminante en el Museo Británico, uno de los primeros ejemplos del «típico clímax hitchcockiano», lugar que, sin embargo, no permitía el acceso al equipo completo de producción, por lo que algunas escenas se grabaron por medio del efecto Schüfftan y con fotografías del decorado del museo tomadas con exposición de treinta minutos. Para Glancy (2007), el estreno del filme fue un «evento cinematográfico importante» en el Reino Unido; la BIP aceleró la presentación de la versión hablada a la prensa, que la vio el 21 de junio, unas semanas después de que concluyera la filmación, mientras que la película muda se estrenó meses después. El autor asegura que la producción se benefició de una «ola de nacionalismo cinematográfico» que se reavivó con la llegada del cine sonoro. Yacowar (2010) sostiene que esta fue la primera película «subversiva» de Hitchcock, centrada en la relación entre personajes y que alternaba los papeles «de víctimas y victimarios escena a escena». Estableció una línea temática que el cineasta siguió en trabajos posteriores en sus primeros años hollywoodenses: «la descripción de los tormentos de una mujer [...] y, especialmente, la famosa noción de la "transferencia" de culpa».
El resultado, un éxito en la taquilla y la crítica luego de su estreno en noviembre de 1929, cimentó la carrera de Alfred y ganó la encuesta del Film Weekly, revista cinematográfica cercana al BIP, sobre el mejor filme de 1930. Gottlieb (2011) sostiene que aunque comúnmente se usa como ejemplo de la «transición [de Hitchcock] a un nuevo estilo de cine [...] [se adecúa más para mostrar] la continuidad entre el Hitchcock temprano y el tardío». Siguiendo el interés que creó la llegada del cine sonoro, la BIP planteó la revista Elstree Calling, la respuesta británica a The Hollywood Revue of 1929, que le permitió «mostrar a sus estrellas toda vez que explotaba la novedad del sonido sincronizado»  y en la que los directores del estudio debían contribuir con algún segmento. Se desconoce, sin embargo, exactamente cuánta fue la contribución de Hitchcock; Spoto (1984) sostiene que «supervisó a Gordon Harker en una o dos secuencias», mientras que otros autores plantean que fue responsable de hasta la cuarta parte de la producción. Por su parte, el cineasta desdeñó esta obra como algo «rigurosamente sin interés». En ese periodo, también dirigió el cortometraje An Elastic Affair, protagonizado por los dos ganadores de una competición creada por la Film Weekly y la BIP, en cuyo jurado estuvo involucrado, y habría participado, de acuerdo con algunas fuentes, en otra revista del estudio, Harmony Heaven. Igualmente fundó la «Hitchcock Baker Productions Limited», una productora encargada únicamente de «generar constantemente noticias sobre su vida y sus proyectos» que mantuvo hasta su traslado a Estados Unidos y que le ganó una mayor presencia en los medios, así como una protección frente a los «fuertes impuestos generados por sus enormes ganancias».
Luego del éxito de Blackmail, Maxwell le encargó un nuevo proyecto: la adaptación de la obra teatral Juno and the Paycock de Sean O'Casey, que narraba la historia de una familia irlandesa corrompida luego de enterarse de una posible herencia. Empero, de acuerdo con el cineasta, se le dificultó encontrar la forma de «contarla de una forma cinematográfica» e incluso acabó por sentirse avergonzado ante las buenas críticas. Al respecto, Janet Moat de Screenonline asegura que aunque tuvo una acogida calurosa, acabó por considerarse una «decepcionante obra temprana de Hitchcock». El director retornó al suspenso con Murder!, adaptación —que hizo junto con Walter Mycroft— de la novela Enter Sir John de Clemence Dane y Helen Simpson, que relataba los esfuerzos de un actor convertido en detective para demostrar la inocencia de una intérprete acusada de asesinato. Filmada simultáneamente junto con una versión en alemán con un reparto diferente, que recibió el nombre de Mary, representó el primero —y uno de sus pocos— whodunit, un estilo que desdeñaba «porque generalmente el interés reside únicamente en la parte final». Significó también, según Gubern (2016), el primer uso en la historia del cine —concurrente con La edad de oro (1930) de Luis Buñuel— de la voz en off «como monólogo interior de un personaje».

#### Punto más bajo

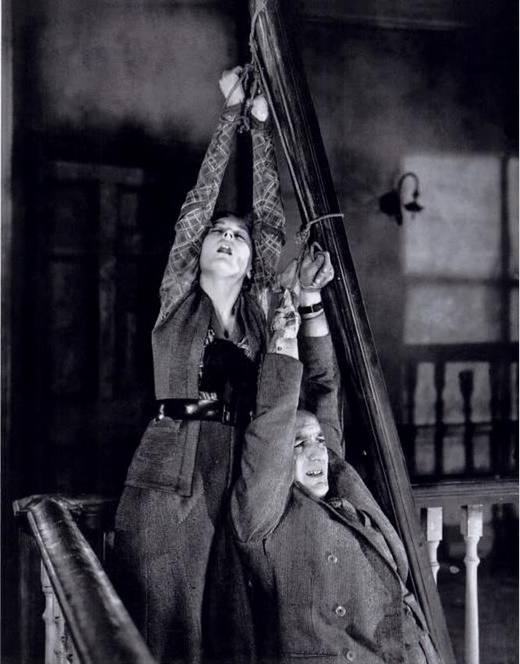
Imagen de Number Seventeen (1932) con Ann Casson y John Stuart, cuya trama avanza gracias al uso del Macguffin, elemento recurrente dentro de la obra hitchcockiana.

«No era un asunto que yo hubiese escogido y no hay nada que decir de ello», le dijo Hitchcock a Truffaut sobre su siguiente película: The Skin Game, filmada entre finales de 1930 e inicios de 1931. Se trató de un nuevo encargo de Maxwell, adaptación de la obra teatral del mismo nombre de John Galsworthy sobre el enfrentamiento entre una familia de terratenientes y unos nuevos ricos. Diversos autores plantean una indiferencia total del cineasta —que comenzaba a frustrarse por el elevado número de adaptaciones de obras teatrales que debía hacer— para con el filme, un éxito comercial y entre la crítica, aunque criticado tiempo después por su excesivo uso de los diálogos. A lo largo del año de 1931, la familia Hitchcock se embarcó en un viaje alrededor del mundo, que incluyó paradas en África y el Caribe, y el matrimonio hizo una travesía separada a París. En su afán por alejarse de las obras teatrales y con la idea en mente desde antes del estreno de The Skin Game en enero de 1931, Hitchcock apuntó a una historia original para su siguiente producción, la primera de ese tipo desde The Ring. El resultado, trabajo conjunto de Alma y Alfred a partir de una historia de Dale Collins, fue Rich and Strange, que se estrenó en diciembre de ese año.
Abordaba el problemático periplo de los Hills, una pareja clasemediera que pretende escapar de su monótona vida; «Me gusta mucho esta película y debiera haber tenido éxito», aseguró el inglés al respecto e incluso, según Rohmer y Chabrol (1979), fue su filme favorito dentro de su periodo británico. De acuerdo con Yacowar (2010), «anticipa el cinismo de su gran periodo estadounidense [...] y conduce directamente a las producciones [con] Cary Grant, particularmente To Catch a Thief y North by Northwest», empero, «al ser más extraña que rica [en alusión al título del filme], recibió el rechazo de la crítica y el público», lo que Hitchcock atribuyó a que «los personajes parecieron mal dibujados y los actores poco convincentes; en realidad, los actores eran adecuados, pero quizá habría sido preciso reunir un reparto más atractivo». Para uno de sus biógrafos, Donald Spoto, fue «una de sus películas más abiertamente autobiográficas». En este sentido, aunque algunos autores señalan que podría haber estado inspirada en sus viajes de ese año con Alma, Taylor (1980) discrepa al considerar que tuvieron un «reducido efecto específico en [su] concepción».
Alfred, afectado por el fracaso y con una deteriorada relación con Maxwell y los directivos de la compañía productora, aceptó furioso encargarse de Number Seventeen, adaptación de una obra de teatro de Joseph Jefferson Farjeon —que recayó también en sus manos, las de Alma y las de Rodney Ackland—, por estimarla un «manojo de clichés». Su «venganza» fue hacerla una parodia de las películas de suspenso y aventura, al filmarla con tonos irónicos que, sin embargo, pasaron desapercibidos para el estudio y la audiencia. En este sentido, Mark Duguid de Screenonline destaca la absurdidad de la escena de persecución filmada con modelos a miniatura, algo que retomó para el inicio de The Lady Vanishes (1939). No obstante, para algunos autores Number Seventeen también representó la primera ocasión de lo que acabaría por convertirse en un elemento característico de la obra hitchcockiana: el Macguffin —término que acuñó años después— una «excusa argumental, por lo general carente de relevancia, que sirve para que la trama avance». En el caso de este filme, es un collar de diamantes el que actúa como tal elemento. Ya desde el verano de 1932, Hitchcock tenía en consideración a los Estados Unidos, por lo que le permitió a la agencia estadounidense Joyce-Selznick sugerir su nombre a varios estudios y aunque algunos mostraron interés, los efectos de la Gran Depresión y el elevado salario que pedía impidieron que se alcanzara un acuerdo.
En abril de ese año, se anunció que pasaría a encargarse de la supervisión, y no dirección, de películas durante los siguientes doce meses en la BIP. No obstante, en realidad su relación con la compañía estaba terminando y su última colaboración fue una quota quickie, Lord Camber's Ladies, de la que figuró como productor. Según Spoto (1984), esa adaptación de The Case of Lady Camber de Horace Annesley Vachell debía ser su última oportunidad para dirigir, pero «abrumado por el desánimo y la depresión, y sin ninguna idea de cuál era el destino que tenía en el cine», la dejó en manos de Benn Levy, el escritor de la versión hablada de Blackmail. Sus diferencias condujeron a la ruptura de su relación, que acabó por ser el alejamiento más abrupto y prolongado en la vida de Hitchcock. Por otra parte, las últimas películas del británico habían minado su reputación con el público, la crítica y el estudio, e incluso el propio cineasta aseguró que «durante este período mi reputación era muy mala, pero por suerte yo no lo sospechaba». Finalmente, luego de la cancelación de dos proyectos más en los que se planeaba su participación, la BIP terminó su contrato. En 1933, firmó con el productor independiente Alexander Korda un convenio que, sin embargo, concluyó después de que el húngaro no lograra conseguir los recursos y el dinero necesario para las producciones.
Más tarde, se acercó al también independiente Tom Arnold, que lo contrató para dirigir Waltzes from Vienna, un musical sobre la familia Strauss. Lo que para algunos autores se trató de un acto de desesperación, terminó por describirlo como el «punto más bajo» de su carrera. Un «musical sin música» grabado en los estudios Lime Grove de Gaumont-British, en Shepherd's Bush, tratado con una displicencia que extendió también a los protagonistas: una de ellas, Jessie Matthews, lo describió como un «joven arrogante que no sabía nada de musicales». Se estrenó en febrero de 1934 y resultó ser un «fracaso abismal». No obstante, esta producción le permitió reencontrarse con Michael Balcon, que se desempeñaba como director ejecutivo de producción de Gaumont-British, y hablar sobre sus intenciones de adaptar las historias de Bulldog Drummond junto con Charles Bennett. Hitchcock le compró a la BIP los derechos cinematográficos del personaje por 250 libras y seguidamente se las revendió a Balcon por el doble, dinero que luego utilizó para encargarle al escultor Jacob Epstein un busto de su antiguo colega. La «segunda oportunidad», como Alfred le llamó, se concretó cuando los dos firmaron un contrato de cinco películas para Gaumont-British.

#### Gaumont-British y el éxito internacional

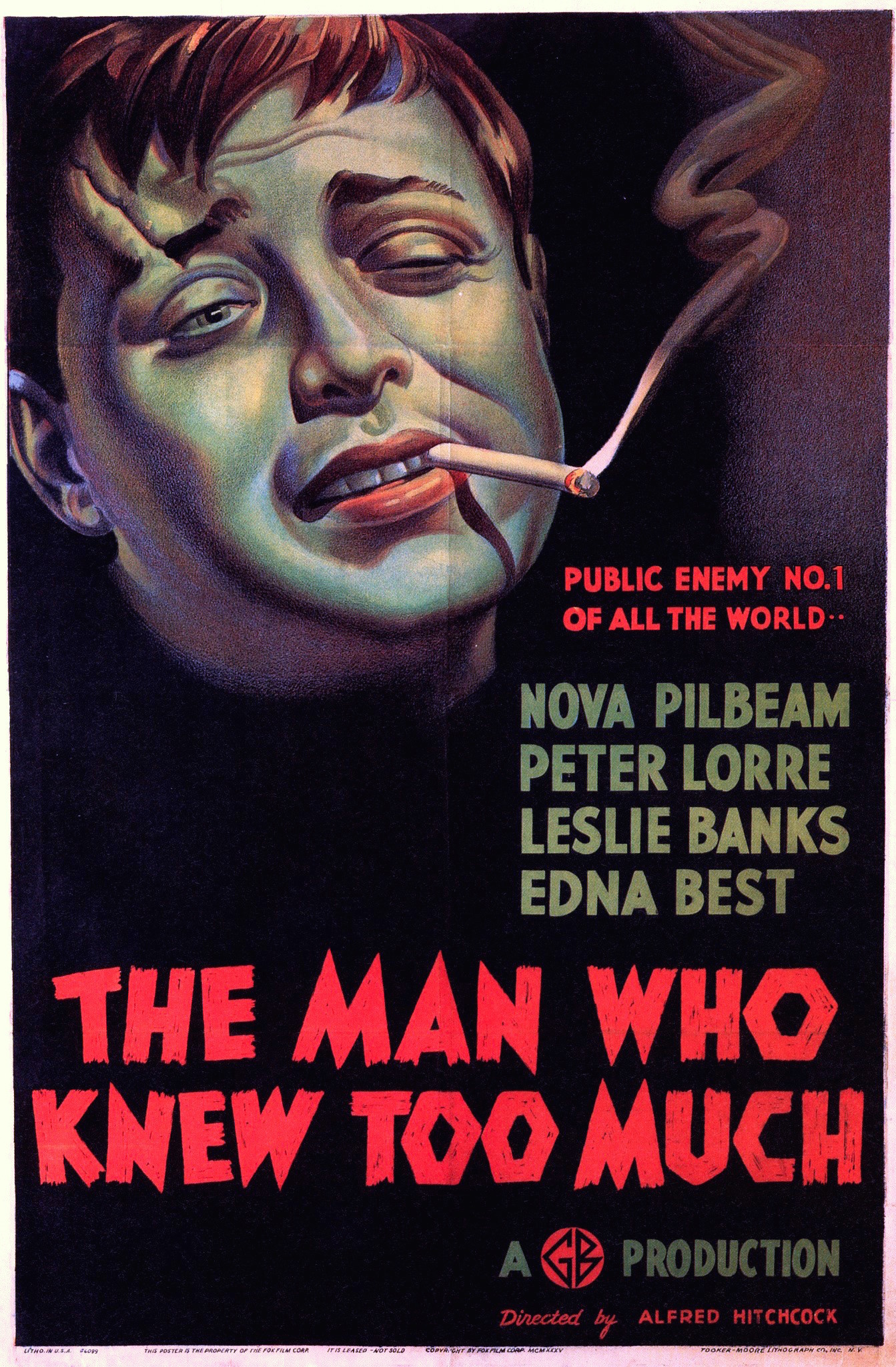
The Man Who Knew Too Much, su primera obra en Gaumont-British, fue también su primer éxito a nivel internacional. Para Ackroyd (2015), en este momento estaba ya completamente establecido el «Hitchcock thriller».

Hitchcock y Bennett comenzaron a trabajar en el guion, pero la idea de Bulldog Drummond's Baby degeneró en una película diferente: The Man Who Knew Too Much, el primer éxito internacional del cineasta. El filme narra cómo el matrimonio Lawrence, de viaje en Suiza con su hija Betty, se ve inesperadamente involucrado en una conspiración para asesinar a un diplomático. Luego de reuniones de trabajo en Cromwell Road, la idea final del proyecto se concretó entre abril y mayo de 1934 —con la participación también de Montagu, Reville y Angus MacPhail, supervisor y montador de guiones—, a lo que dio paso el rodaje que se efectuó entre el 29 de mayo y el 2 de agosto siguientes. Nuevamente aparece en la trama un Macguffin —el mensaje interceptado— y para una escena culminante en el Royal Albert Hall se volvió a emplear el efecto Schüfftan, con lo que se compensó la falta de recursos del estudio para contratar una gran cantidad de extras. De acuerdo con McGilligan (2003), Hitchcock capitalizó los temores ingleses al resurgimiento de Alemania en este largometraje. La obra, sin embargo, tuvo que superar las opiniones negativas de C. M. Woolf —a cargo del Gaumont-British mientras Balcon hacía un viaje laboral en Estados Unidos—, que incluso anunció que sería grabada nuevamente por otro director. Según Taylor (1980), Hitchcock le «rogó de rodillas» que la dejara como estaba, a lo que accedió después de un tiempo, persuadido por Montagu.
También enfrentó a la Junta de Censores Cinematográficos Británicos y los problemas que acarreó una escena inspirada en el sitio de Sidney Street por el uso de armas que hacía la policía. Su retorno al género del suspenso se estrenó en diciembre del mismo año y el «enorme éxito» en el Reino Unido que resultó ser le restableció su dañada reputación. Para celebrar la acogida, Hitchcock y Bennett llevaron a sus familias a Sankt Moritz para celebrar la Navidad. Siguiendo la misma línea de su primera película con Gaumont-British, Hitchcock trabajó en The 39 Steps, adaptación que hizo junto con Reville y Bennett de la novela Los treinta y nueve escalones, de John Buchan. La historia sigue los esfuerzos de Richard Hannay, acusado erróneamente del asesinato de una mujer y perseguido por la policía y los asesinos, de probar su inocencia, un tema que se convirtió en uno de los más comunes de su obra y que retomó más tarde en diversos largometrajes de su periodo estadounidense. Al igual que con el filme previo, buscó dotarla de un «ritmo rápido de humor y suspenso», a la vez que persistió en el uso del Macguffin como elemento de la trama. Se estrenó con gran éxito en junio de 1935; Balcon viajó a Estados Unidos para encargarse de la distribución en ese país, donde fue bien recibida en ciudades como Chicago, Washington D. C. y Nueva York, urbe en la que se exhibió por dos semanas en el Roxy Theatre y acumuló 77 000 dólares de ganancias.
En palabras de Chapman (2018), fue mayoritariamente a partir del éxito de The 39 Steps que Hitchcock comenzó a recibir propuestas laborales en Hollywood. Coinciden con esta apreciación Rohmer y Chabrol (1979), para quienes se trató de la película más famosa de su periodo británico. La retribución que recibía por su contrato con Gaumont-British le permitió costearse una colección de arte, dar rienda suelta a algunas de sus «pasiones» —como la comida y bebida— y mantener sus dos hogares; el londinense albergaba la familia durante la semana y Shamley Green era su retiro habitual los fines de semana. Mantuvo su cercanía con algunos familiares, además de su madre y hermano, y a su alrededor agrupó a un equipo de colaboradores frecuentes que también eran amistades. Con su hija Patricia ya en edad escolar, Alma retomó más profundamente su labor con Alfred. Posterior al estreno de The 39 Steps, los tres tomaron vacaciones y viajaron a Roma, donde Hitchcock organizó un encuentro privado con el papa. Además, en ese periodo el director buscó y contrató una nueva secretaria, Joan Harrison. Mientras se exhibía su último filme, ya trabajaba con Bennett en el siguiente, Secret Agent, basada en dos cuentos de W. Somerset Maugham, la tercera película relacionada con espionaje y, según Spoto (1984), la «más abierta fábula moral» en su obra hasta ese momento. En este sentido, dentro de la trama —«un hombre con la misión de asesinar a un espía alemán»— un elemento central es que, aún hecho por razones morales, «el asesinato tiene consecuencias». No obstante, Duncan (2019) lo considera un trabajo «serio y discordante» y coincide con el propio Hitchcock en que la trama no avanza; para el británico una de las debilidades de la producción fue el «exceso de ironía».
Pese a lo anterior, Rohmer y Chabrol (1979) destacan la abundancia de rasgos hitchcockianos y el uso de uno de los métodos favoritos del director, «el abrupto cambio de tono», aunque reconocen que este trabajo es menos «satisfactorio» que el previo. No obstante, la producción le ayudó a consolidarse en Hollywood como un cineasta de «estatus "internacional"», lo que buscó reforzar con su siguiente obra, Sabotage, inspirada en El agente secreto de Joseph Conrad, cuya trama gira en torno a una mujer que descubre que su marido es un terrorista involucrado en una conspiración antigubernamental. Luego de concluir el montaje de Secret Agent, Hitchcock viajó con Montagu y Bennett a Suiza, en enero de 1936, una vez recibido el visto bueno del estudio para adaptar la obra de Conrad. Trabajaron el guion y, a su regreso a Londres, comenzó la filmación a finales de abril siguiente; hubo diferencias con la obra original, como el intento de «suavizar la personalidad siniestra» del protagonista. Una vez completada y estrenada, no fue del todo bien recibida por la audiencia, lo que Hitchcock le achacó a una escena en que una explosión acaba con la vida de un niño, y el relativo fracaso que resultó ser abonó a los aprietos financieros que atravesaba el Gaumont-British. Por su parte, Cohen (1995) especula que el resultado en la taquilla acabó por persuadir a Hitchcock de alguna vez intentar adaptar nuevamente una obra literaria de tal magnitud.
Desde la perspectiva de Rohmer y Chabrol (1979), Hitchcock dirigió Sabotage únicamente con el «prestigio personal» en la mente. Es decir, bajo el entendido de que se haría de una forma «acádemica, fría y ostentosa», pero que podría acarrear beneficios a futuro. Abundan en que, «habiendo filtrado» los artículos críticos y laudatorios, «desarrolló una segunda personalidad que se correspondía con la idea que los demás tenían de él». En este sentido, Spoto (1984) afirma que, alcanzado su cénit ponderal y su creciente sensación de ineptitud social, acabó representándose como «una presencia enigmática e impredecible», incluso para quienes lo conocían desde tiempo atrás. Un desacuerdo con respecto a la construcción de una línea de tranvía para una escena terminó con la relación profesional entre Hitchcock y Montagu, que solamente volvieron a encontrarse una vez más antes de la muerte del cineasta. El Gaumont-British también desapareció súbitamente poco después, cuando en diciembre de 1936, Isidore Ostrer, uno de los responsables del estudio, ordenó despidos —incluidos los de Montagu y Balcon— y otras medidas, que resultaron en el fin de la compañía productora. En adelante, Hitchcock y Balcon mantuvieron una «intermitente relación cordial». Libre de contratos nuevamente, retornó, con un acuerdo de dos filmes, a uno de los primeros estudios de su carrera, los Gainsborough, cuyos ejecutivos mantenían relación con los Gaumont-British.

#### Retorno a los Gainsborough

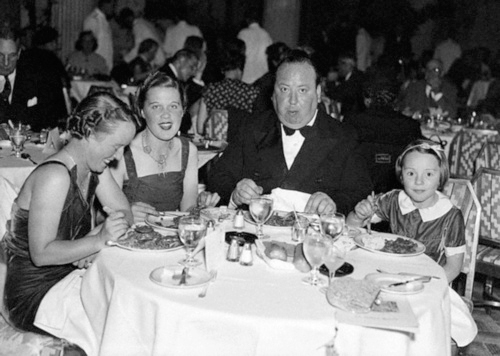
En 1937, Hitchcock, acompañado de su familia y Joan Harrison, viajó por vez primera a los Estados Unidos.

A finales de 1936, la familia Hitchcock, Bennett y Harrison viajaron a Sankt Moritz por la Navidad. En ese lugar, Alfred y Charles trabajaron en su último libreto juntos, la base de Young and Innocent, inspirado en A Shilling for Candles de Josephine Tey, pues el guionista había aceptado una oferta laboral de Universal en Hollywood. En la misma línea que The 39 Steps, pero con un tono más «ligero», desarrolla los esfuerzos de un hombre, falsamente acusado de asesinato, por limpiar su nombre con la ayuda de la hija del comisario de policía. Al igual que en filmes previos y posteriores en su carrera, se plantea una «pareja empujada por las circunstancias, socios renuentes al principio, pero finalmente amantes». Al respecto, Rohmer y Chabrol (1979) la caracterizan como una anticipada «película del periodo estadounidense de Hitchcock». En este momento el director padecía su «quinta o sexta» crisis profesional, retratada en las descripciones que se hicieron de sus cabeceos en el plató o en el aumento de bromas y «sarcasmo defensivo» que caracterizó su comportamiento en este periodo.
Con la pérdida de uno de sus «colegas más valiosos», Hitchcock ahora afrontaba la disyuntiva de abandonar su cómoda vida en Londres en la búsqueda del éxito en Estados Unidos. Listo el guion, el rodaje se desarrolló entre finales de marzo y principios de mayo en los Pinewood Studios. Spoto (1984) destaca algunas escenas, como una que utilizó la instalación más grande de los estudios para construir un escenario a cinco metros de altura y filmar un automóvil antes de caer, mientras el protagonista intenta rescatar a la actriz principal —un acto similar al que grabó años después en North by Northwest—. Además de un plano aéreo que involucró la grúa más grande de Inglaterra, dos días de ensayos y un barrido de 45 metros, con un constante reenfoque de los lentes, que acaba por delatar al verdadero asesino en lo que representa su primer uso de la cámara como «ojo revelador» y que es, para Duncan (2019), una de las mejores tomas de su carrera. A finales de la primavera, la familia se trasladó a Sussex, donde inscribieron a Patricia en un internado, y en el verano siguiente viajaron a Italia y, por primera vez, a Estados Unidos.
El 22 de agosto de 1937, los Hitchcock y Harrison arribaron a Nueva York en el RMS Queen Mary, en un viaje que el cineasta instruyó promocionar a sus publicistas y que, en apariencia, era meramente una vacación. Con un telegrama a su asistente en esa ciudad, el productor David O. Selznick externó su interés en contratarlo: «Estoy claramente interesado en Hitchcock como director y creo sería interesante que usted lo contactara y charlara con él». Al momento de su partida, ya había entablado conexiones con Selznick y otros estudios, como Metro-Goldwyn-Mayer (MGM) y RKO Pictures. Los cuatro retornaron a Londres a inicios de septiembre, en el SS Georgic, con lo que Hitchcock pudo ultimar los detalles de Young and Innocent y comenzar el desarrollo de su filme final con los Gainsborough. Sin embargo, fue hasta octubre que encontró el guion de ese proyecto, escrito por Sidney Gilliat y Frank Launder con base en The Wheel Spins de Ethel Lina White, y originalmente planeado para su rodaje un año antes en manos de otro director, Roy William Neill, en un proyecto que fracasó tras una serie de peripecias que sufrió el equipo en Yugoslavia. El resultado fue The Lady Vanishes, que gira en torno a la desaparición de una anciana pasajera en un tren, y que significó su reencuentro con Jack E. Cox y su regreso a Islington.

#### Última producción

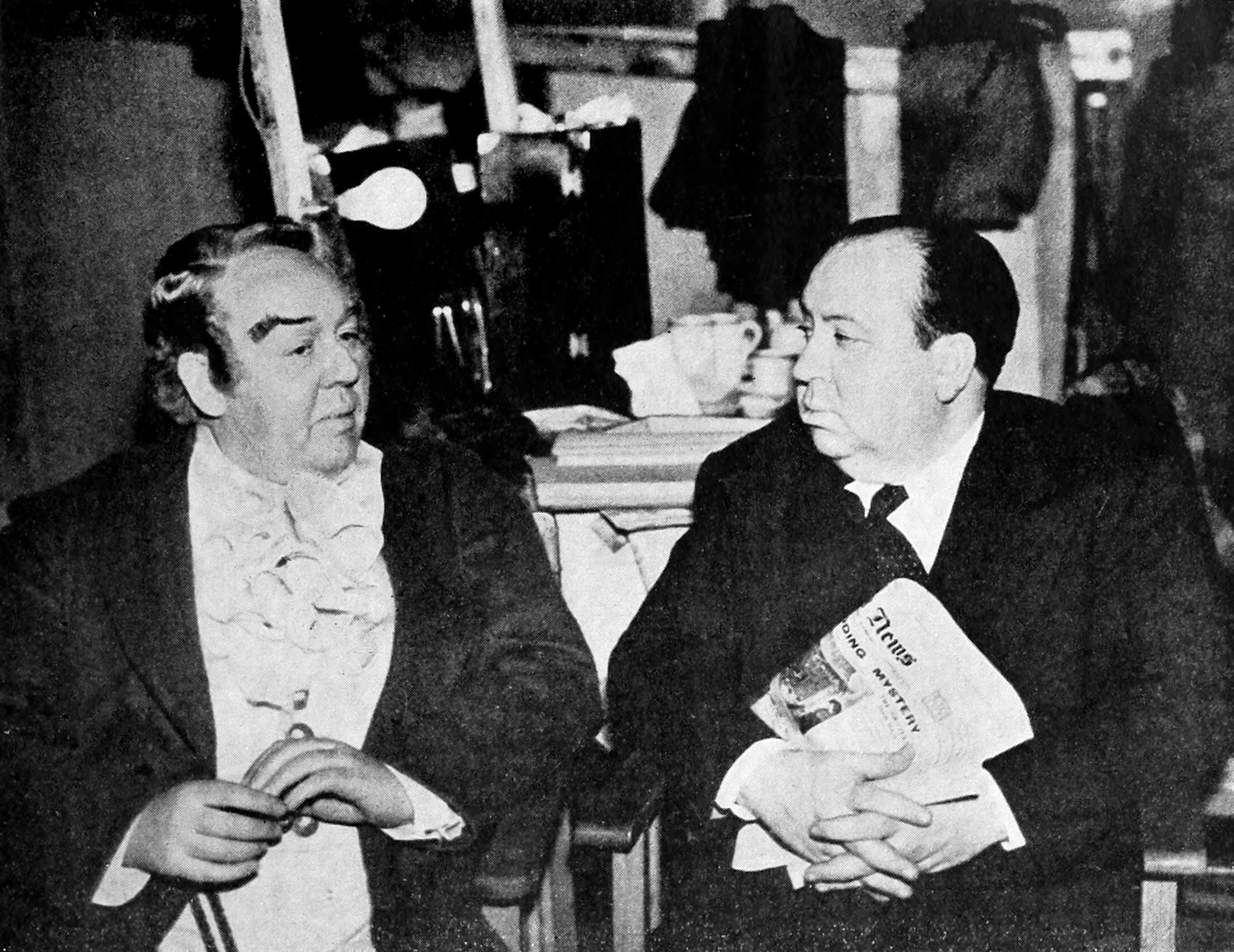
Hitchcock y el actor Charles Laughton en el plató de Jamaica Inn, la última producción del periodo británico del cineasta.

Aunque los meses de rodaje estuvieron «repletos de nerviosismo y dificultades, y nuevamente se publicaron relatos de un director fatigado», el filme se estrenó con éxito en otoño del año siguiente. Mientras trabajaba en el rodaje, continuaban las negociaciones para su traslado a Estados Unidos y, para noviembre, la MGM había terminado con sus intentos de firmar un contrato. Habiendo finalizado su acuerdo con los Gainsborough, se reunió en la primavera de 1938 con Charles Laughton —fundador, junto con Erich Pommer, de Mayflower Pictures—, donde se le propuso dirigir Jamaica Inn, basada en la novela homónima de Daphne du Maurier, de quien leyó y se interesó en otra de sus obras, Rebeca. Para este momento, comenzaba a concretarse un acuerdo con Selznick y se había planteado que su primer filme en Estados Unidos relataría la historia del RMS Titanic e incluso había afirmado a un reportero, sobre su posible traslado: «El asunto todavía está en el aire. Pero si voy a Hollywood, solo trabajaría para Selznick». En este mismo periodo aceptó la propuesta de Laughton, planeada para iniciar la filmación el 1 de septiembre siguiente, para lo que trabajó el guion con Gilliat. Al respecto, años después le aseguró a Truffaut que se trató de «una empresa totalmente absurda» y a Laughton lo calificó de «amable bufón».
Con ese filme, el último de su periodo británico, regresó al cine histórico —por primera vez desde Waltzes from Vienna— y, de acuerdo con Rohmer y Chabrol (1979), anticipa lo que después haría con Under Capricorn. En un intento por acelerar las negociaciones, el 1 de junio, Alfred y Alma partieron nuevamente en el RMS Queen Mary a Estados Unidos  —por lo que el guion de Jamaica Inn quedó en manos de Harrison—, donde llegaron cinco días después. El 15 de junio, el director se reunió con Selznick y, al día siguiente, con Samuel Goldwyn, en negociaciones comandadas por su agente, Myron Selznick —hermano de David—. El primero le informó que existía la posibilidad de que una adaptación de Rebeca fuera la segunda colaboración entre los dos; ya con más confianza, Hitchcock aumentó el sueldo solicitado de cincuenta mil a sesenta mil dólares —setenta y cinco mil dólares al incluir los gastos— por dieciséis semanas de producción, planteando iniciar el 1 de marzo de 1939, y añadió un salario de 150 a 200 dólares para Harrison, su «secretaría y chica del guion». Nuevamente se reunió con Goldwyn el 23 de junio e incluso llegaron a hablar sobre un acuerdo, pero el productor era renuente a avanzar sin que David O. Selznick «despejara el camino». Luego de días de indecisión tanto de Hitchcock, como de los estudios, un ultimátum de Myron convenció a David y, el 2 de julio, presentó una propuesta.
Selznick planteó una película —«Titanic»— más cuatro años de posibilidad de extensión, que elevarían a un filme anual con su supervisión hasta 1943, por cincuenta mil dólares —setenta y cinco mil al término del acuerdo—, veinte semanas de producción y aceptando lo relacionado con Harrison. Myron persuadió a un «decepcionado» Hitchcock de aceptar el planteamiento y, el 12 de julio, su hermano anunciaba la unión Selznick-Hitchcock. Dos días después se firmaron los documentos legales y, el 20 de julio, Alfred y Alma regresaban a Londres en el SS Normandie, para abocarse en completar Jamaica Inn. Ambientado en siglo XIX, el filme narra la historia de un grupo de ladrones en el suroeste de Inglaterra. Mientras tanto, luego de su estreno en octubre, The Lady Vanishes resultó ser un éxito internacional, la película británica más popular hasta ese momento y le hizo merecedor del premio al mejor director del Círculo de Críticos de Cine de Nueva York. En contraste, Jamaica Inn, estrenada después de la partida del cineasta, resultó ser un fracaso. En noviembre siguiente, el proyecto del Titanic naufragó frente a la adaptación de Rebeca, que sería la primera película en Estados Unidos de Hitchcock por decisión de Selznick. Más tarde, se enteró de que su traslado a Norteamérica debía postergarse porque el productor se encontraba ocupado en otros proyectos.
El británico centró sus últimos meses en el Reino Unido en lo relacionado con las fiestas decembrinas y en la bebida. Según Spoto (1984), en su felicitación por la Navidad, Selznick externó su preocupación «por los informes que acababa de recibir de que la obesidad de Hitchcock había dado como consecuencia secundaria una ligera diabetes  [sic]». El premio que The Lady Vanishes le valió al director, instó al productor estadounidense a modificar su acuerdo para añadir la exclusividad con Selznick International Pictures de dos producciones anuales, a cambio de un creciente salario anual. En febrero de 1939, la pareja vendió su propiedad en Shamley Green y terminó su contrato por su apartamento en Cromwell Road; Alfred pasó tiempo con su madre y Alma preparó el embalaje y envío de las pertenencias. El 1 de marzo, la familia Hitchcock, Harrison, una criada, una cocinera y dos perros —el Spaniel Eduardo IX y el Sealyham terrier Mr. Jenkins— partieron de Southampton en el RMS Queen Mary con destino los Estados Unidos.

### Periodo estadounidense

#### Comienzos con Selznick

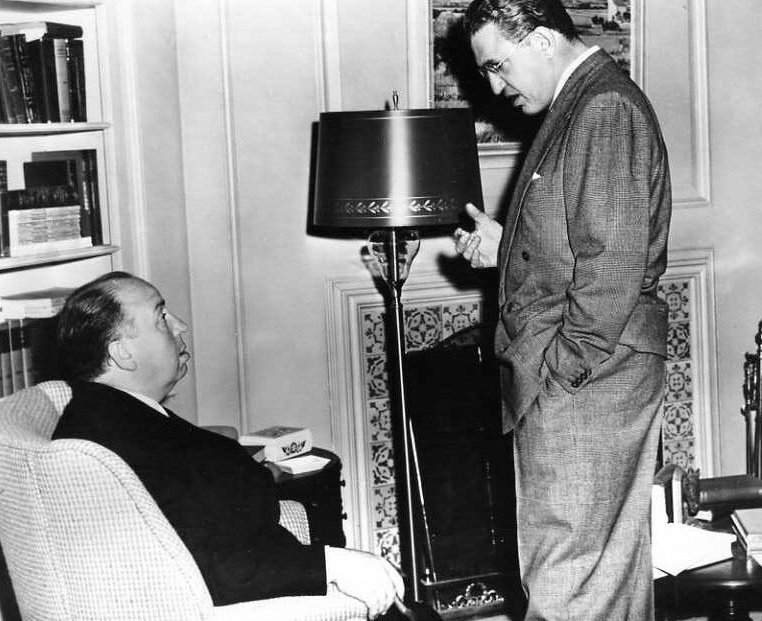
Según Ackroyd (2015), luego de rechazar tajantemente una primera propuesta de libreto, David O. Selznick le dejó en claro a Hitchcock que Rebecca «era su filme, con su edición, sus personajes y su enfoque».

La comitiva llegó a Nueva York el 6 de marzo de 1939 y antes de comenzar a trabajar, Hitchcock y su familia viajaron a Florida y La Habana, además el director participó en una conferencia en la Escuela de Drama de Yale y en un evento de la Universidad de Columbia. Según Adair (2002), los Hitchcock «permanecieron en Manhattan durante la mayor parte de marzo, disfrutando de las obras de teatro, las atracciones y los restaurantes», mientras la oficina de Selznick buscaba promocionar la llegada del director. Para inicios de abril, ya se habían establecido en Los Ángeles, en un apartamento de Wilshire Boulevard; años después, el cineasta le aseguró a Truffaut que «no me atraía Hollywood como lugar. Lo que quería era entrar en los estudios y trabajar en ellos». Por tanto, continuó sus trabajos con Harrison en la adaptación del guion de Rebecca en la oficina que se les asignó en la sede de Selznick International en Culver City, aunque poco después el estudio les designó al escritor Philip MacDonald para las labores y, como resultado, el 3 de junio entregaron a Selznick una propuesta de libreto de noventa páginas.
Para asombro de Hitchcock, el productor se dijo «sorprendido y decepcionado más allá de [lo que pueden decir] las palabras» y en un extenso memorándum detalló los errores de la propuesta, principalmente por algunos de los elementos añadidos —como una escena retrospectiva donde se mostraba a Rebeca— y los toques cómicos agregados, al tiempo que exigía fidelidad al libro de du Maurier: «Compramos Rebecca y pretendemos hacer Rebecca, no una versión distorsionada y vulgarizada de una obra que ha demostrado ser un éxito». Unos meses después se presentó una nueva propuesta, desarrollada por Harrison y Robert Emmet Sherwood, y el 8 de septiembre inició la filmación del largometraje, que aborda la historia de una joven que contrae matrimonio con un aristócrata atormentado por la memoria de su primera esposa, Rebeca, fallecida en extrañas circunstancias, a la vez que se enfrenta, en su nuevo hogar en la mansión de Manderley, con el ama de llaves obsesivamente dedicada a Rebeca.
Pese a la intención de Selznick de mantener fiel la adaptación a la obra original, el final se modificó y resultó en la muerte efectivamente accidental de Rebeca —frente al asesinato a manos de su marido, presente en la novela—, para cuya representación Hitchcock se limitó a enfocar consecutivamente distintos objetos del escenario sin acudir a escenas retrospectivas. Se trata, en palabras de Parrondo Coppel (2007), de la primera película correspondiente al género de «cine gótico femenino» —caracterizado por la toma de elementos de las novelas góticas de los siglos XVIII y XIX, como «la mansión o el castillo, los sirvientes siniestros o la habitación prohibida»— y al subgénero de «romances góticos». No obstante, para el director no se trató de una «película de Hitchcock. Es una especie de cuento [...] Era una historia bastante pasada de moda, de un estilo anticuado. [...] a la que le falta sentido del humor». Por su parte, Straumann (2008) destaca cómo en la primera obra del británico en Estados Unidos el «exilio y la memoria ocupan un papel central» y la forma en que, en la escena inicial, la protagonista parece regresar a la antigua integridad de Manderley, ilusión instantes después destruida por una nube.

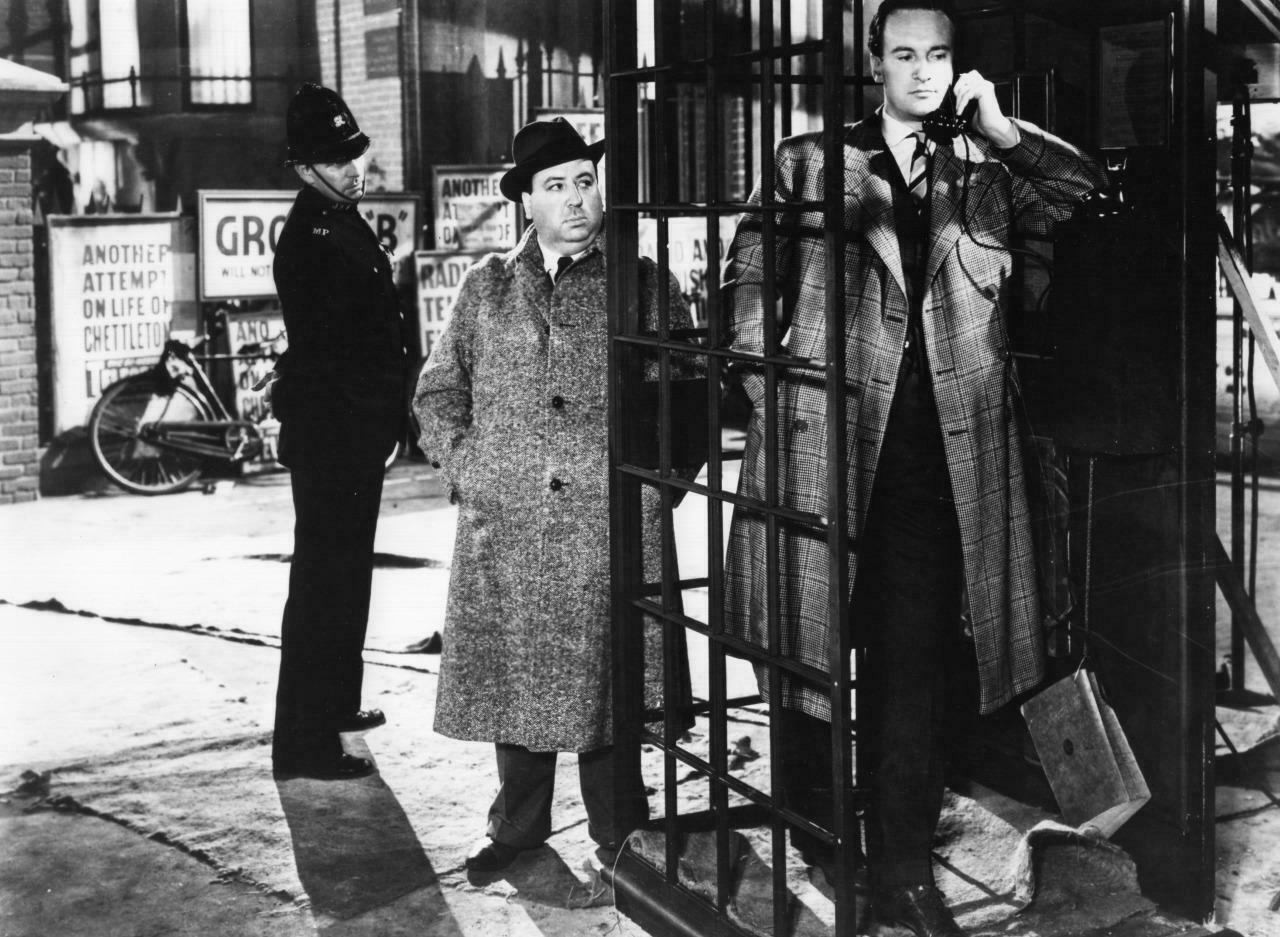
Hitchcock y George Sanders en Rebecca, segundo cameo del director en la película, probablemente recortado por órdenes de Selznick.

Asimismo, Rohmer y Chabrol (1979) la consideran la «primera manifestación de un talento maduro» y plantean que en este punto se puede hablar de un «cuerpo de trabajo» de Hitchcock, que desde ese momento tendrá dos polos: uno la «fascinación, despersonalización, en términos psicoanalíticos, esquizofrenia; en términos filosóficos, amoralismo; en términos baudelaireanos, la asunción del mal, condenación» y otro el «reconocimiento de sí mismo, aceptación, confesión, comunión absoluta». La producción se enfrentó a una serie de problemáticas, comenzando por el creciente temor del equipo británico por la invasión alemana de Polonia y la declaración de guerra del Reino Unido a la Alemania nazi —Alfred constantemente enviaba telegramas para preguntar sobre su madre y su familia—, el «diluvio de memorandos» en los que Selznick le expresaba a Hitchcock sus preocupaciones sobre la película y el creciente presupuesto que acabó por superar el millón de dólares. Además, el productor no estaba conforme con el estilo de trabajo del cineasta y reafirmaba su autoridad ordenando «ángulos adicionales, reescribiendo diálogos y haciendo que Hitchcock regrabara múltiples escenas», de tal forma que 36 días planeados de filmación acabaron siendo 63.
De acuerdo con Spoto (1984), el director ejerció sobre la protagonista, Joan Fontaine, una «especie de tiranía moral» —«Parecía desear una total posesión de mí», dijo la actriz—; buscando que la aprensión del personaje fuera real, el cineasta incluso le hacía creer que a nadie del reparto le agradaba o sentía aprecio por ella. La película totalizó 132 minutos —el filme hitchcockiano más largo hasta ese momento— y luego de su estreno en marzo de 1940 recibió el premio de la Academia a la mejor película —a nombre de Selznick—, el galardón a mejor fotografía en blanco y negro —para George Barnes— y le valió a Hitchcock su primera —de cinco en su carrera— nominación en la categoría a la mejor dirección. Ya mejor adaptados a su nueva vida en California y con Patricia inscrita en la Escuela Marymount, en octubre de 1939, rentaron la casa de Carole Lombard —que, junto con su esposo Clark Gable, entabló amistad con los Hitchcock— en el 609 de Saint Cloud Road, en Bel-Air. Sin iniciar siquiera la filmación de Rebecca, Alfred buscaba ya su siguiente proyecto, que llegó de la mano del productor independiente Walter Wanger y basado en Personal History, autobiografía del periodista Vincent Sheean.
Esta situación dio a Selznick y Hitchcock una breve pausa a su «educada pero tensa relación». El acuerdo se signó el 26 de septiembre de 1939, con un pago pactado de cinco mil dólares semanales por el «préstamo» del cineasta, enfurecido por recibir únicamente la mitad del monto. Él, Harrison, Alma y su antiguo colaborador Charles Bennett, contratado por Wanger a petición suya, desarrollaron el guion en febrero de 1940. Este segundo filme en suelo estadounidense resultó ser Foreign Correspondent, relato ambientado en los albores de la Segunda Guerra Mundial que versa sobre un reportero, recién llegado a Europa, que descubre una conspiración relacionada con un diplomático secuestrado y un tratado secreto. Grabado entre el 18 de marzo y el 29 de mayo de ese mismo año, con una libertad que el director solo había vivido en sus años con Michael Balcon, fue el largometraje más caro de su carrera hasta ese momento con un costo de 1.5 millones de dólares. Se ha comparado su estilo con el de The 39 Steps, The Man Who Knew Too Much y The Lady Vanishes al punto de que, según Chapman (2018), ha sido considerado un filme de transición entre el Hitchcock británico y el estadounidense; incluyó además elementos propagandísticos enfocados en «contrarrestar el aislacionismo estadounidense», como una escena final en la que el protagonista lanza una «desesperada transmisión de radio transatlántica» en medio de un bombardeo alemán.
Terminadas las filmaciones, Alfred retornó a Inglaterra para llevar a su madre a los Estados Unidos y aunque le rechazó, Emma aceptó trasladarse permanentemente a Shamley Green —donde más tarde le acompañarían Nellie y William Jr.—. La crítica vio con buenos ojos la película tras su estreno el 16 de agosto; el Blitz comenzó un par de semanas después, por lo que el cineasta buscó desesperadamente contactar con su madre —posteriormente se enteró de que estaba a salvo— y se enfrentó al repudio de parte de la prensa y la comunidad teatral y cinematográfica británicas que lo veían, así como a otros connacionales en Estados Unidos, como desertor. Mientras tanto, Selznick consideraba nuevas posibilidades de cederlo y acabó por pactar un nuevo contrato —firmado el 24 de junio— que estipulaba 2750 dólares semanales y un bono de quince mil dólares si se completaban dos películas en un año. Tal acuerdo resultó en el traspaso de Hitchcock a RKO Pictures por un año para dirigir dos filmes a partir de septiembre siguiente.

#### RKO Pictures

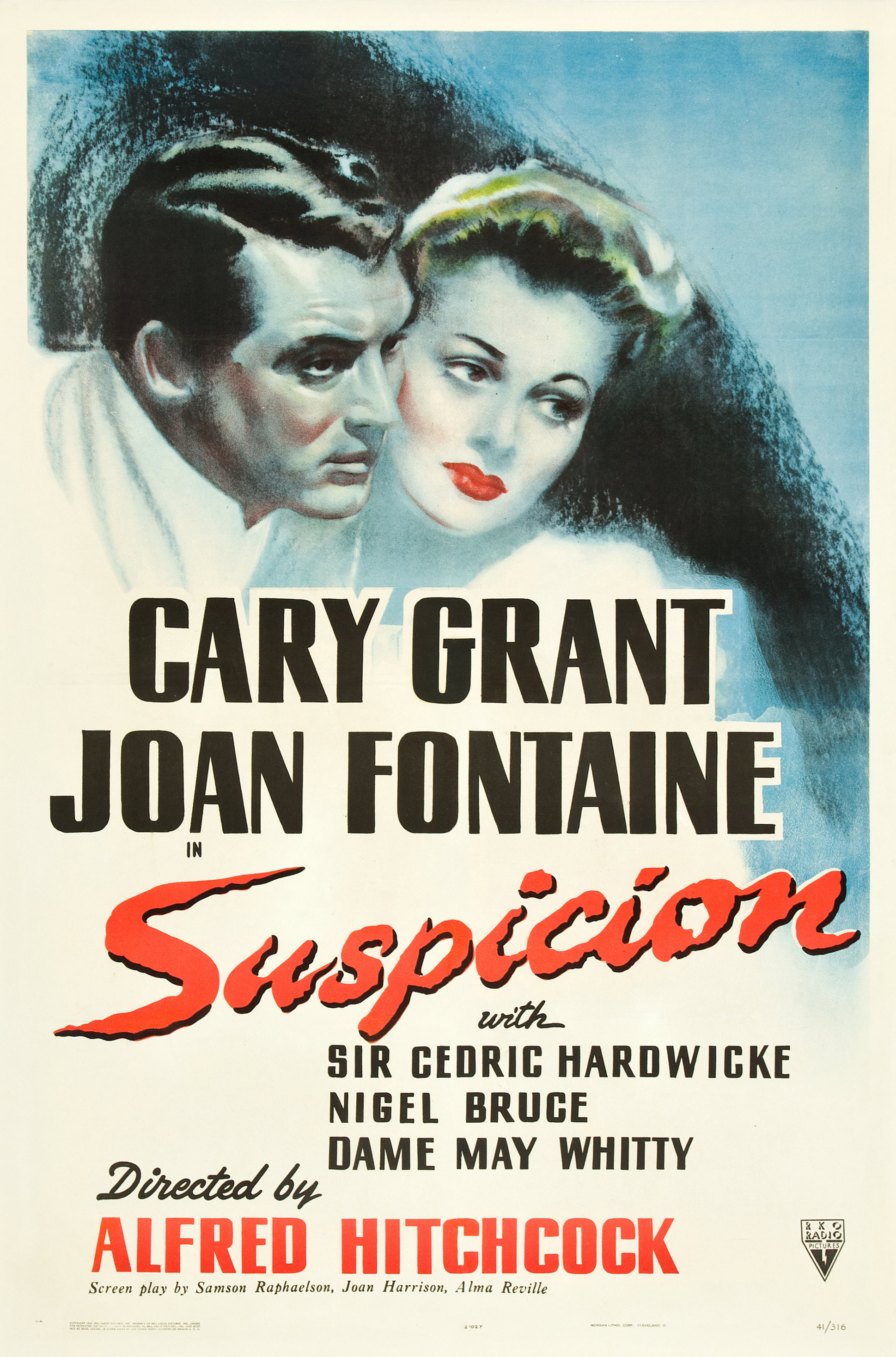
Sobre Suspicion, protagonizada por Joan Fontaine y Cary Grant, años después Hitchcock reconoció que el final no era el que planeaba para el filme.

Cuando su contrato con el estudio comenzó, aceptó la asignación de una comedia alocada —con guion ya acabado— y un tanto como favor a su protagonista, Lombard. En el largometraje, Mr. & Mrs. Smith, los Smith —encarnados por Lombard y Robert Montgomery— descubren que su matrimonio es jurídicamente inválido, en lo que representa la última comedia en su carrera que no contará con elementos de suspenso. «Seguí, más o menos, el [guion] de Norman Krasna. Como no comprendía el tipo de personajes que presentaba la película, me dedicaba a fotografiar las escenas tal y como estaban escritas», aseveró el director a Truffaut. A inicios de 1941, la Academia de Artes y Ciencias Cinematográficas anunció que Rebecca estaba nominada en once categorías de los premios Óscar y Foreign Correspondent en seis. Con el éxito de este último filme, la familia Hitchcock hizo el depósito inicial para adquirir su primera casa estadounidense, el Cornwall Ranch, cerca de Scotts Valley.
Por esos tiempos, Hitchcock buscaba un programa de radio y aunque condujo reuniones y llamadas telefónicas, Selznick rechazó la idea. Lo único que acabó logrando fue una versión en radio de The Lodger, transmitida el 22 de julio de 1940 en el programa Forecast. Igualmente, se había comprometido con Alma a retomar sus viajes decembrinos a Sankt Moritz, una —según Spoto (1984)— «oferta de paz» por haberla relegado en los trabajos de guion en los primeros tres filmes de su periodo estadounidense. El viaje, sin embargo, se vio frustrado por los acontecimientos en Europa. Mr. & Mrs. Smith resultó ser un éxito de taquilla y entre la crítica luego de su estreno en enero de 1941; un mes después comenzó a trabajar en su segundo largometraje con los RKO Pictures: Suspicion, basada en Before the Fact de Anthony Berkeley Cox. Significó su primera colaboración con Cary Grant, que acabaría por ser uno de sus protagonistas favoritos, y su reencuentro con Fontaine, en una narración ambientada en Inglaterra y centrada en una esposa que sospecha que su marido intenta asesinarla.
El guion, desarrollado por Alfred, Samson Raphaelson, Harrison y Alma, aún se trabajaba cuando ya se llevaba a cabo la filmación. En este sentido, el director se vio forzado a ceder en el final, originalmente planeado para retratar a un efectivamente asesino Grant acabando con la vida de su esposa por medio de leche envenenada. En última instancia, se mantuvo un final feliz, aunque se conservó una escena con el protagonista y un vaso de leche con una luz dentro para hacer del objeto el centro de atención. La grabación se extendió del 10 de febrero al 24 de julio de 1941 y dio paso a su estreno en noviembre siguiente, cuando resultó un éxito y se convirtió en la película más taquillera de ese año para RKO Pictures.
Aún laborando en Suspicion, Hitchcock, junto con Reville y Harrison, produjo la idea de su siguiente proyecto, en el que buscaría retomar uno de los temas recurrentes de su obra: la trama del hombre falsamente acusado, en este caso, de sabotaje. Para este momento, el británico había visto frustrados sus intentos de hacer una nueva versión de The Lodger y en un esfuerzo por contentarlo, Selznick elevó a tres mil dólares semanales su salario y le permitió trabajar su nuevo proyecto bajo la supervisión de John Houseman. No obstante, mientras se desarrollaba la escritura del guion, Harrison decidió dejar el equipo en la búsqueda de una carrera en solitario, aunque permaneció en buenos términos con el cineasta, y en su lugar llegó Peter Viertel. El producto final se vendió a Universal Pictures por 120 000 dólares en lo que representaba la primera de dos películas que el estudio pactó con Selznick para que Hitchcock dirigiera. Sin embargo, los acontecimientos del 7 de diciembre en Pearl Harbor acabaron con la neutralidad estadounidense y autorizaron a Viertel —y Dorothy Parker, que también colaboró con el guion— a hacer adiciones al libreto.

#### Universal Pictures

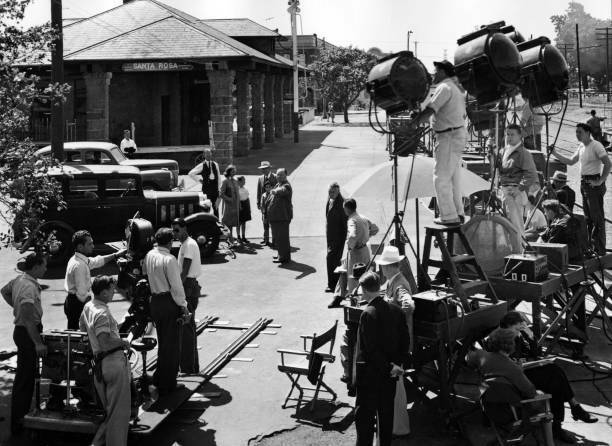
Imagen tomada en el plató de Shadow of a Doubt, que Freedman (2015) considera un «momento crucial» en el proceso de americanización de Hitchcock.

Saboteur se filmó entre octubre de 1941 y enero de 1942, en un contexto de poco presupuesto y «mínima interferencia» por parte de los productores. La entrada de Estados Unidos en la Segunda Guerra Mundial permitió el desarrollo de una historia «sobre una conspiración fascista», previamente limitada por «temores de que, al ser percibida como antifascista, atrajera una investigación bipartidista del Congreso», aunque sin mencionar por nombre a Alemania o a las potencias del Eje. Tales reducidos recursos económicos del estudio obligaron al director a aceptar como protagonistas a los actores Robert Cummings y Priscilla Lane —de quien afirmó: «No era una mujer para un [filme] de Hitchcock»— en una película que aborda la historia de un hombre falsamente acusado de sabotaje, obligado a perseguir a los verdaderos culpables —una quinta columna de fascistas estadounidenses— para limpiar su nombre y que presenta un final culminante con una pelea en la cima de la Estatua de la Libertad, para lo que se construyó una réplica del brazo, mano y antorcha del monumento.
Para el propio Hitchcock, el largometraje evoca a The 39 Steps y se adelanta a lo que presentará en North by Northwest, aunque consideró —en palabras de Ackroyd (2015)— al reparto y al guion como «lejos de ser perfectos». El resultado fue una película «popular», pero no un éxito. Al respecto, Rohmer y Chabrol (1979) sostienen que el cineasta optó por «darnos un popurrí de sus trabajos ingleses, retomando ciertos elementos y elaborándolos al punto de la exageración». Boggs y Pollard (2006) sostienen que Saboteur «recuerda a la audiencia [...] que el mal puede surgir prácticamente en cualquier lugar» y tal narrativa se retomó en su siguiente película, Shadow of a Doubt. Sobre sus primeros trabajos en suelo estadounidense —con excepción de Mr. and Mrs. Smith—, Wood (2002) plantea que Hitchcock fue cauto al zambullirse en la cultura estadounidense: «[Sus] primeros filmes "estadounidenses" están ambientados en Inglaterra (Rebecca, Suspicion) o son picarescas películas de aventura (Foreign Correspondent, Saboteur) en los que la cualidad estadounidense de los protagonistas es más incidental que esencial». No obstante, con sus siguientes obras, «comienza a lidiar con las realidades y mitologías [...] de "Estados Unidos"».
Alfred, un padre «estricto, pero devoto», consiguió para Patricia un papel en la obra de Broadway Solitaire cuando la joven adolescente comenzó a sentirse interesada por la actuación. Asimismo, la muerte en un accidente aéreo de Lombard, también en enero de 1942, condujo a la familia a buscar un nuevo hogar, lo que consumaron en el verano siguiente con un pago de 40 000 dólares: una casa en el número 10 957 de Bellagio Road, en Bel-Air, donde Hitchcock vivió el resto de su vida. Fue en mayo siguiente, cuando Hitchcock recibió de Gordon McDonell, esposo de una empleada de Selznick, la idea —basada en una historia real— que originó Shadow of a Doubt, originalmente pensada como Uncle Charlie: un asesino se refugia de la policía en el hogar familiar de su hermana en un pueblito estadounidense, pero es cuestión de tiempo para que su sobrina dude sobre sus verdaderas intenciones. Durante el desarrollo del guion el director contrató al escritor Thornton Wilder, en un intento por darle a su obra «un aroma [estadounidense] tan intenso como fuera posible», y se apoyó en la autora Sally Benson para agregarle «toques familiares».
Junto con la trama principal, el filme también se centra en el pueblo de Santa Rosa, cuyos habitantes son «incapaces de lidiar, comprender o realmente ver» al «caluroso» pariente que visita a su familia y se aborda un tema recurrente de la obra hitchcockiana: la «pretensión» —«los roles teatrales que adoptamos, a menudo sin saberlo y sinceramente, en la vida diaria»—, tal como se mostró años después en filmes como Rear Window, North by Northwest o Psycho. Para Freedman (2015), Shadow of a Doubt es un elemento «crucial» en la americanización de Hitchcock y a partir del que «surge como un cineasta predominantemente estadounidense y crea sus trabajos más profundamente enraizados en la cultura» de ese país. El autor añade que el británico «toma como preocupación central la persistencia de la maldad en la civilización estadounidense». Las filmaciones iniciaron en agosto de 1942 y el siguiente mes —la mañana del 26 de septiembre—, cuando se trabajaba en las escenas en interiores en Universal, recibió la noticia del fallecimiento de su madre; Spoto (1984) plantea que el guion reflejó la crisis personal que vivía, sin posibilidades de viajar a Inglaterra mientras recibía de su hermano William constantes informes de la menguante salud de Emma, aquejada por problemas renales y obstrucción intestinal. Por tanto, el escritor teoriza que tales características justificarían el que, con el paso de los años, Hitchcock la reconociera como su obra favorita.

#### 20th Century-Fox

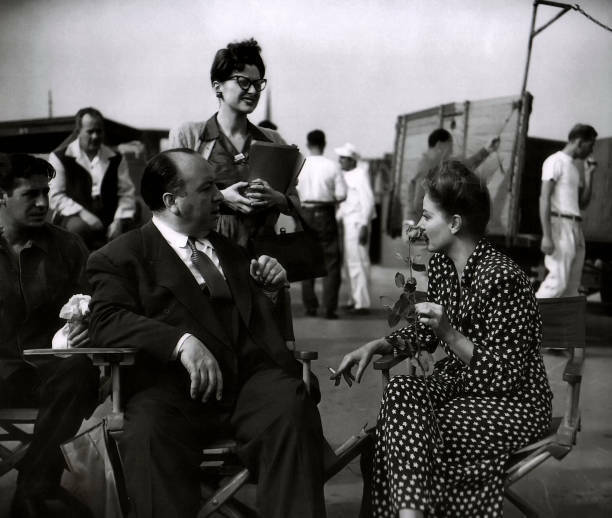
Hitchcock y Tallulah Bankhead en el escenario de Lifeboat, uno de los filmes más controversiales en la carrera del director y —en palabras de Chapman (2019)— un fracaso como propaganda.

El 19 de noviembre de 1942, se concretó nuevamente su traslado, esta vez a 20th Century-Fox, en un acuerdo que Selznick pactó por cuarenta semanas para dos películas y que le signficaría una ganancia de trescientos mil dólares —menos de la mitad para Hitchcock—. Esta situación le otorgó a Alfred la oportunidad de enfrentar la filmación de una película con el menor espacio posible. Poco después, la tragedia familiar se repitió en enero de 1943 con la muerte de William en un aparente suicidio. No hay registro de la reacción de Alfred a ninguna de las dos pérdidas; hombre reservado, mantuvo su imagen de «serenidad profesional y siguió trabajando».
Sin embargo, para finales de ese año ya había perdido unos 45 kilogramos de peso, lo que condujo a Selznick a externar sus preocupaciones: «Estoy sincera y seriamente preocupado por la asombrosa pérdida de peso de Hitch. Espero que tenga un médico [...]». También recibió una valoración médica y se le detectó cardiomegalia y una hernia abdominal, de la que rechazó operarse. Para el desarrollo de la idea de su siguiente largometraje, Hitchcock buscó a Ernest Hemingway y, después de que declinara la oferta, a John Steinbeck. La colaboración entre ambos resultó, sin embargo, poco exitosa —el escritor acabó por considerarlo «uno de esos esnobs ingleses de clase media»— y el guion terminó en manos de Jo Swerling, que finalizó su desarrollo de la mano del propio Hitchcock.
El producto fue Lifeboat, que aborda la supervivencia de un grupo de pasajeros de un barco hundido por un submarino alemán y su enfrentamiento con el capitán nazi del navío, grabada en un enorme tanque del estudio y para la que se emplearon rociadores de agua y ventiladores. El filme recibió malas críticas al ser interpretado como una «sutil celebración del inquebrantable carácter nazi y una denuncia de los débiles y divididos estadounidenses», aunque le valió su segunda nominación a la mejor dirección en los premios de la Academia. Chapman (2019) afirma que Lifeboat resultó ser una de las películas más controversiales de Hitchcock y un fracaso como propaganda: «su alegoría [del enfrentamiento entre el fascismo y la democracia] era demasiado confusa e insistía demasiado en las divisiones políticas y sociales de los personajes "buenos"». En este sentido, el director indicó:

Quisimos mostrar que en aquel momento estaban presentes en el mundo dos fuerzas, las democracias y el nazismo. Las democracias estaban en completo desorden, mientras que los alemanes sabían todos adonde querían ir. Se trataba pues de decir a los demócratas que les era absolutamente necesario tomar la decisión de unirse y agruparse, de olvidar sus diferencias y divergencias [...]
Hitchcock a Truffaut sobre Lifeboat.

Por su parte, Rohmer y Chabrol (1979) destacan la ambición de la historia y la ausencia «del suspenso, del melodrama», con lo que la trama era «completamente dependiente de la verdad de los personajes». Finalizados los trabajos del filme, en diciembre de 1943, Hitchcock retornó a Inglaterra, instado por su conocido Sidney Bernstein —al frente del área de cinematografía del Ministerio de Información del Reino Unido—, para sumarse al esfuerzo de guerra y dirigir dos cortometrajes de propaganda —algo que ya había acordado con Bernstein el verano anterior—. Años después, detalló cómo viajó «en un bombardero, sentado en el suelo; a medio camino, sobre el Atlántico, el avión tuvo que volver atrás y salí de nuevo dos días más tarde».

#### Propaganda de guerra
Ya en Londres visitó amistades y a su hermana en Shamley Green al tiempo que se hospedaba en el hotel Claridge's. No obstante, no pudo sino sorprenderse por la destrucción causada en la ciudad por los bombardeos; «Solía estar solo en el hotel Claridge's y las bombas caían, y las armas, y estaba solo y no sabía qué hacer», escribió al respecto. Asimismo, para este momento ya coqueteaba con la idea de adaptar el libro The House of Dr. Edwardes de John Palmer —historia de un enfermo mental que toma el control de un psiquiátrico durante la ausencia del director— y con unirse a Bernstein en lo que supondría la oportunidad de ser su propio productor, pero para lo que requeriría terminar su unión con Selznick.
Taylor (1980) sostiene que Hitchcock pasó ocho meses de 1944 en tierras británicas y recibió un salario de diez libras semanales por su trabajo con el Ministerio. Sin embargo, Kerzoncuf y Barr (2015) señalan que los registros apuntan a una estancia más corta —diciembre de 1943 a finales de febrero de 1944— en la que laboró en la «planeación, preparación, filmación y edición inicial de los cortos». Tales filmes, Bon Voyage y Aventure Malgache, estaban hablados en francés y destinados a exhibirse en Francia «en cuanto los alemanes perdieran terreno, para que el público francés comprendiera bien los problemas de la Resistencia». El primero, que abordaba el escape de un piloto de la Real Fuerza Aérea británica de un campo de prisioneros de guerra nazi, fue grabado en los Associated British Studios en Welwyn Garden City e introdujo un concepto que el cineasta utilizó años después en Stage Fright: la «analepsis falsa». Sin embargo, el segundo no se estrenó y no vio la luz sino hasta 1993; Hitchcock detalló al respecto: «Nos dimos cuenta de que los franceses libres estaban muy divididos entre sí y precisamente este tipo de conflictos fue el tema [de Aventure Malgache]».

#### Últimas películas con Selznick
Selznick estaba decidido a retomar directamente sus trabajos con Hitchcock, siendo el siguiente la adaptación del libro de Palmer y para cuyo guion el británico pidió colaborar con Ben Hecht. Regresó a Estados Unidos en marzo de 1944 y ambos comenzaron a desarrollar el libreto en lo que Spoto (1984) describe como una «fructífera» colaboración que produjo un «vehículo romántico» para dos «estrellas en ascenso» de Selznick: Ingrid Bergman y Gregory Peck. Sin embargo, para ese momento, y ante la muerte de Myron Selznick el mismo mes de su retorno, Hitchcock ya había externado a David que su relación concluiría al terminar las dos películas restantes de su contrato —varias veces modificado y extendido—. Spellbound, el relato de una psiquiatra (Bergman) enamorada del nuevo director del hospital psiquiátrico (Peck) al que comienza a tratar al descubrir que sufre amnesia aparentemente causada por la culpa de haber cometido un asesinato, se filmó en un plazo de 48 días comenzando en el verano siguiente.

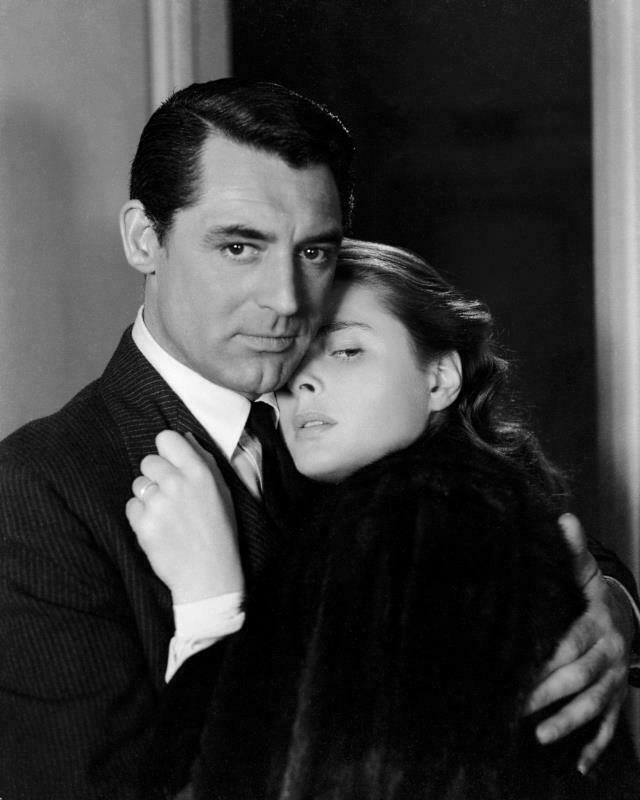
Cary Grant e Ingrid Bergman en Notorious, obra que Rothman (2012) considera, junto con Shadow of a Doubt, el mayor logro de Hitchcock en su primera década en Estados Unidos.

La obra incluye una escena de dos minutos —en representación de los sueños del protagonista— publicitada como creación de Salvador Dalí, pero en realidad regrabada por William Cameron Menzies. Al respecto, el cineasta detalló que buscaba la colaboración con el español por el «aspecto agudo de su arquitectura [...] las largas sombras, el infinito de las distancias, las líneas que convergen en la perspectiva». No obstante, «Dalí inventó cosas bastante extrañas que no fue posible realizar» y, en última instancia, el director acabó por despreciar su filme como una «historia de caza del hombre, [solo] que aquí envuelta en pseudopsicoanálisis». Luego de su estreno, el 31 de octubre de 1945, la película se convirtió en un éxito en la taquilla —el mayor hasta ese momento en la carrera de Hitchcock y uno de los más grandes en Hollywood en la década de 1940— y entre la crítica, a la vez que le valió su tercera nominación al Óscar por la dirección. Al terminar las grabaciones, desde octubre de 1944, Hitchcock decidió usar sus doce semanas de vacaciones estipuladas por contrato y viajó nuevamente al Reino Unido, para retomar sus pláticas con Bernstein.
Durante su estancia en suelo británico, y a solicitud de Bernstein, supervisó la edición de un documental sobre los campos de concentración nazis luego de la liberación. Gladstone (2005) sostiene que el cineasta —resaltando la posibilidad de que la gente desconfiara de las imágenes— aconsejó el uso de planos largos y barridos, la filmación de alemanes forzados a visitar los campos y el uso de una escena final en la que se recuperaran los objetos personales de las víctimas en Auschwitz. El trabajo, sin embargo, se archivó y fue hasta 1985 que vio la luz; Adair (2002) asevera que Hitchcock nunca habló de él «aparentemente porque las imágenes lo habían afectado». Luego de unas diez semanas en Londres —en las que Alfred y Sidney discutieron la creación de la productora, que recibiría el nombre de Transatlantic Pictures—, regresó a Nueva York, donde habló con Hecht sobre su siguiente obra. En diciembre de 1944, ambos trabajaron el guion de Notorious.
Empero, las objeciones de Selznick les obligaron a desarrollar dos versiones más del libreto y, en el verano de 1945, finalizaron sus trabajos en Los Ángeles. El resultado fue la historia de la hija (Bergman) de un nazi reclutada por un agente estadounidense (Cary Grant) para espiar a un amigo de su padre en Río de Janeiro. La trama incluyó como Macguffin el uranio que sería empleado para crear una bomba atómica, idea que les surgió luego de visitar a Robert Andrews Millikan en el Instituto de Tecnología de California y les ganó, según sostuvo el propio Hitchcock, una vigilancia por parte del Buró Federal de Investigaciones. Un poco convencido Selznick acabó por vender el guion, al director y a los actores a RKO Pictures por 800 000 dólares y cincuenta por ciento de las ganancias y, por tanto, Hitchcock pasó a ser su propio productor. La filmación se produjo entre octubre de 1945 y febrero de 1946, y unos meses después, en agosto, fue bien recibida por la crítica y por los espectadores. «Notorious es la quintaesencia de Hitchcock», dijo Truffaut, mientras que para Rothman (2012) «transformó [las películas de] suspenso de Hitchcock de la década de 1930 en verdaderos filmes estadounidenses» y creó un «paradigma», complementado con obras como To Catch a Thief y North by Northwest, ambas también con Grant como protagonista.

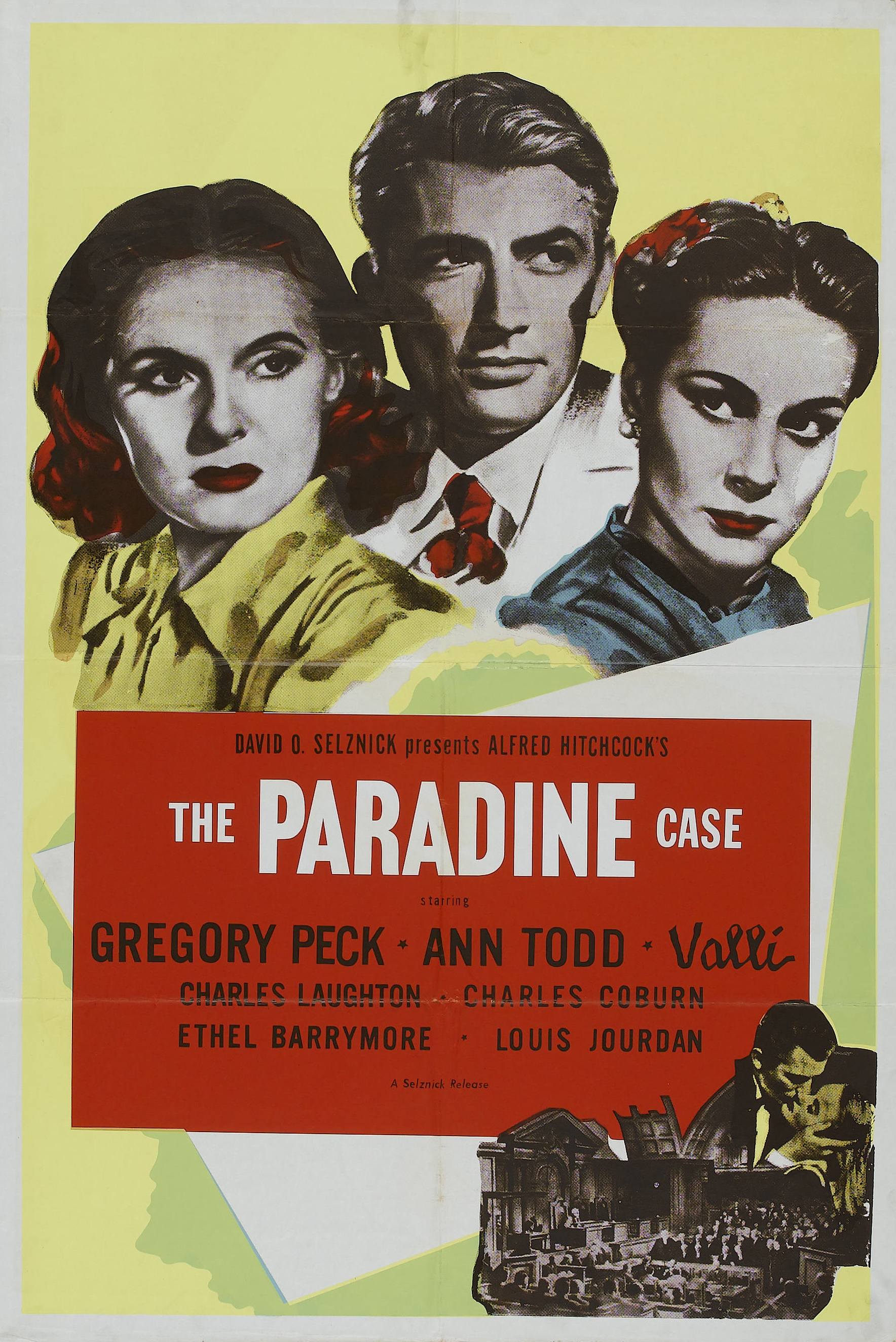
The Paradine Case fue el último proyecto que Hitchcock y Selznick hicieron juntos.

Mientras Hitchcock planeaba lo que sería Transatlantic, Selznick hizo un último intento por retenerlo: un nuevo contrato, por tiempo indefinido, pero excluyendo la exclusividad, a cambio de una película anual con él y por un salario cien mil dólares más un porcentaje de las ganancias. Pero el cineasta, que ganaba para ese entonces cinco mil dólares semanales, rechazó la propuesta y se encaminó a cumplir con el último filme con el que estaba obligado contractualmente para con Selznick. The Paradine Case fue su última colaboración, adaptación de la novela homónima de Robert Smythe Hichens y en la que una mujer contrata a un exitoso abogado para su defensa antes las acusaciones en su contra de asesinar a su marido. Luego de casi un año de problemas con el guion y de que el propio Selznick acabara por escribirlo él mismo, el 19 de diciembre de 1946 comenzaron las filmaciones, que se desarrollaron en un ambiente de «sombría confusión» y con un Hitchcock «a la vez ansioso y distraído».
El director no consideró adecuadas las elecciones de protagonistas —Peck y Alida Valli—. Un año después, con su estreno, resultó ser un fracaso en la taquilla al recaudar 2.2 millones de dólares frente a los 4.25 millones que costó —el filme más caro hasta ese momento para Hitchcock—. Sin embargo, en palabras de Ackroyd (2015), logró resistir a la crítica gracias, en gran medida, al resto de actores. Igualmente, al término de las grabaciones, en mayo de 1947, Selznick se expresaba frustrado por no lograr que Hitchcock firmara un nuevo contrato: «No estoy recibiendo más que falsas promesas para dar largas al asunto». Finalmente, en diciembre de ese año, Hitchcock y Selznick terminaron su relación; el británico emprendió con Bernstein la productora Transatlantic Pictures, cuyo primer filme ya habían comenzado a desarrollar.

#### Transatlantic Pictures
La primera producción de Transatlantic Pictures fue Rope, primera película a color de Hitchcock y uno de los «experimentos técnicos más atrevidos de su carrera», pues se grabó con tomas continuas de cinco a veinte minutos y se limitó a diez cortes de edición, con lo que dar la apariencia de tratarse de un único plano secuencia. En este sentido, de acuerdo con Raubicheck y Srebnick (1991), se alejó de las «secuencias de montaje cuidadosamente editadas consideradas la marca distintiva de Hitchcock». Algunos autores sostienen que en Rope se abordó el tema de la homosexualidad. Al respecto, el guionista del largometraje, Arthur Laurents, aseguró que el británico «sabía exactamente lo que hacía con esta historia»: «Hitchcock quería salirse con la suya [...] con el elemento homosexual del libreto», pero «siendo un ferviente católico probablemente pensó que estaba mal».
Fabian Brathwaite de IndieWire plantea que el cineasta «desafió los límites del Código Hays con sus referencias a la obvia relación romántica entre sus dos asesinos protagonistas». Protagonizada por John Dall y Farley Granger, supuso también la primera de cuatro colaboraciones de Hitchcock con James Stewart, actor que, apunta Martinelli (2021), representó —junto con Cary Grant— «el prototipo de lo que hemos llamado Homo hitchcockus  [sic]: el caballero blanco, estadounidense, de clase media, dotado de racionalidad, sarcasmo, valentía, curiosidad, terquedad y habilidades de investigación». No obstante, Grant había sido considerado primero para el papel que finalmente interpretó Stewart, lo mismo que Montgomery Clift con el de Dall. El largometraje fue una adaptación de la obra teatral homónima de Patrick Hamilton, a su vez inspirada en el crimen cometido por Leopold y Loeb; aunque Under Capricorn debía ser la primera película de Transatlantic Pictures, la indisponibilidad de Ingrid Bergman forzó al británico y a Bernstein a decidirse por Rope, adaptada a finales de 1947 por Hitchcock con la colaboración inicial de Hume Cronyn y más tarde de Laurents.

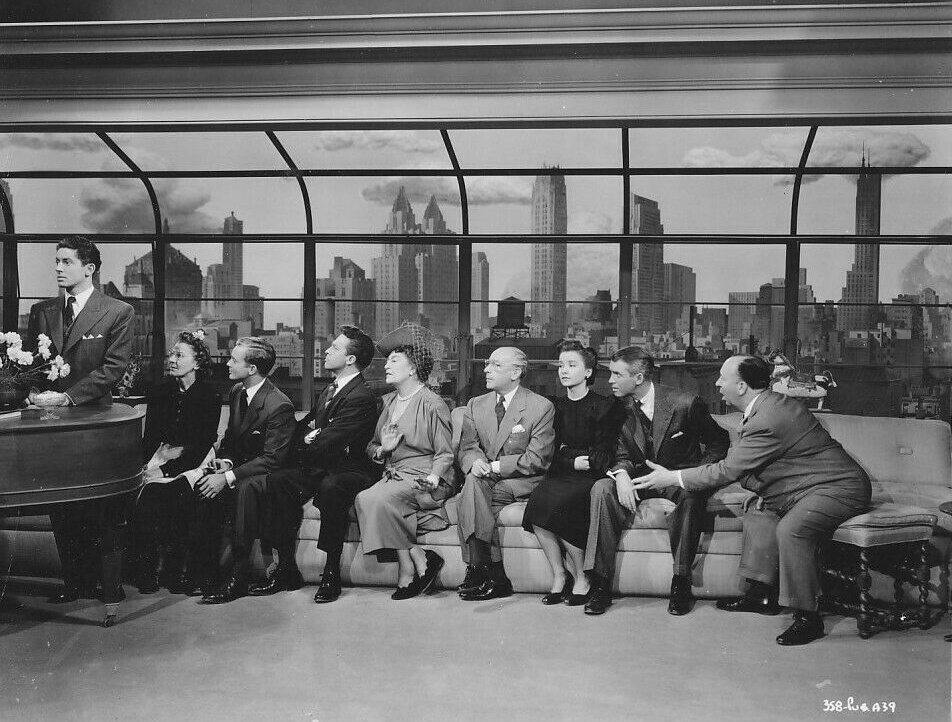
Hitchcock y el elenco de Rope, que Adair (2002) considera uno de los «experimentos técnicos más atrevidos» de su carrera.

Hacer la película tomó trece días —dieciocho según el director— e implicó la construcción de dos escenarios —uno para las grabaciones y otro para los ensayos— y un sistema de luces que avisaba a intérpretes y equipo técnico de los movimientos que debían hacer. Años después, Hitchcock le dijo a Truffaut que «cuando pienso en ella, me doy cuenta de que era completamente [estúpida] [la idea de filmar un largometraje «que no constituyera más que un solo plano»] porque rompía con todas mis tradiciones y renegaba de mis teorías sobre la fragmentación del [filme] y las posibilidades del montaje para contar visualmente una historia». Martinelli (2021) señala que hay discrepancias sobre el éxito comercial de la película: «El filme ha pasado a la historia como un relativo fracaso, pero eso solo es parcialmente cierto. Glancy [...] la califica de "moderadamente exitosa" y esa es probablemente la definición más precisa». Sobre las críticas, el mismo autor detalla: «Rope es también una de las muchas películas de Hitchcock que fue fríamente recibida por la crítica en el momento de su estreno, para posteriormente ser redescubierta y aclamada como obra maestra».
En febrero de 1948, mientras finalizaba los trabajos de Rope, Hitchcock comenzó a preparar Under Capricorn, adaptación de la novela del mismo nombre de Helen Simpson y ambientada en Australia en 1831; el filme, en cuyo guion colaboraron Reville y Cronyn, al igual que James Bridie desde Glasgow —y manteniendo comunicación con el cineasta por vía telefónica y telegráfica—, sigue la historia de una dama inglesa infelizmente casada con un exconvicto —interpretado por Joseph Cotten— y las complicaciones que provoca la visita de su prima. El cineasta optó por llevar a cabo la filmación del nuevo largometraje en los Elstree Studios de Inglaterra, país al que viajó el 27 de marzo siguiente y donde, según Spoto (1984), le recibieron con una «alarmante frialdad». También en ese lugar, su hija, ya de veinte años, se inscribió en la Real Academia de Arte Dramático. Hitchcock había planteado emular el estilo técnico de Rope e igualmente rodarla a color, a la vez que buscó entusiasmar a Bergman en su papel protagónico. Sin embargo, años después insistiría en que únicamente hizo la película para complacer a la actriz. Por otra parte, en su conversación con Truffaut, admitió: «Toda mi conducta en este asunto fue culpable y casi infantil», y renegó de la colaboración de Cronyn y Bridie, a la vez que reprochó su «embriaguez de conseguir, con la colaboración de Ingrid Bergman, una pluma para mi sombrero». Durante el rodaje, Hitchcock se fracturó el primer dedo del pie, la producción enfrentó una huelga de trabajadores y hubo fricciones entre el director y la protagonista, además, las tomas largas eran una «pesadilla técnica» de acuerdo con el cámara Jack Cardiff.
Luego de su estreno en septiembre de 1949, recibió críticas «poco entusiastas» y su desempeño en la taquilla fue «pésimo», a lo que se sumó el rechazo de Bergman de participar en la publicidad del filme al verse envuelta en un escándalo por su relación extramarital con el director italiano Roberto Rossellini. Esta fue también la última colaboración entre la actriz sueca y Alfred, una ruptura que el británico resintió principalmente «porque ella le abandonaba por otro director» —en palabras de Laurents—. Una excepción fueron las elogiosas críticas francesas, especialmente las recibidas de parte de personajes como Jacques Rivette, Jean Domarchi, Rohmer y Chabrol; Florence Jacobowitz, citada por Sterritt (2011), plantea una relación, por sus temáticas y motivos, entre Under Capricorn y otros largometrajes de la carrera de Hitchcock, previos y posteriores, como Blackmail, Rebecca, Vertigo o I Confess —la «majestuosa belleza de Under Capricorn presagia la de I Confess», sostuvieron Rohmer y Chabrol (1979)—, y en su conclusión encuentra una «creencia en la redención, recuperación y esperanza que se mueven en una nueva dirección, hacia "un mundo de posguerra que necesita reinventarse"». A partir de esa postura, Sterritt (2011) dice: «Esto sintetiza acertadamente la posición de la película como un trabajo de transición narrativa y temática».
Mientras eso ocurría, entre diciembre de 1948 y marzo de 1949, Alfred y Alma trabajaron en la adaptación y el guion de Stage Fright —basada en Man Running de Selwyn Jepson—, en la que también colaboró Whitfield Cook. Esa película, filmada igualmente en los Elstree Studios de Inglaterra, fue la primera desarrollada en el marco de un acuerdo entre Hitchcock y Jack Warner —firmado a inicios de 1949— para desarrollar cuatro películas en un periodo de seis años y medio, por un salario total de un millón de dólares. El trato le daba «una libertad sin precedentes en su elección del material, actores y escritores», y le otorgaba las funciones de productor y director de los filmes. También fue la última adaptación oficialmente reconocida de Reville; Lane y Botting (2014) sostienen que su participación e influencia convirtieron la historia original del hombre equivocado en una investigación liderada por una mujer, con especial énfasis en la identificación de la protagonista con la «búsqueda de la verdad». A partir de ese momento, afirman las autoras, «gradualmente las mujeres [en la obra] de Hitchcock dejan de ser adecuadamente estudiadas».
Esa aparentemente típica obra hitchcockiana del hombre inocente falsamente acusado contiene un giro argumental inesperado pues, por primera vez, el inculpado realmente es culpable. En el verano de 1949, los Hitchcock y Cook viajaron a Londres con un guion terminado de 113 páginas, que dio pie a la filmación a partir del 13 de junio. El filme, completado en septiembre siguiente y en cuyo reparto Hitchcock incluyó, en un papel menor, a Patricia, retoma la historia de Eve —Jane Wyman— y su amigo Jonathan —Richard Todd—, buscado por la policía por el asesinato del marido de su amante, Charlotte —Marlene Dietrich—. Terminado el trabajo, la familia retornó a California y Hitchcock «se encontró —por vez primera en años— profesionalmente inactivo», pues el fracaso de Under Capricorn llevó al fin de Transatlantic Pictures y al término de su relación profesional con Bernstein, además, el banco que financió el largometraje embargó el producto final, por lo que «se mantuvo inaccesible por varios años». Fue en esas circunstancias en las que el británico iniciaba la década de 1950, que significó —según Schatz (2015)— su «apogeo» como «cineasta y como artista comercial, así como un período de control casi absoluto como autor y, literalmente, como propietario de su obra».

#### Apogeo

##### Warner Bros.

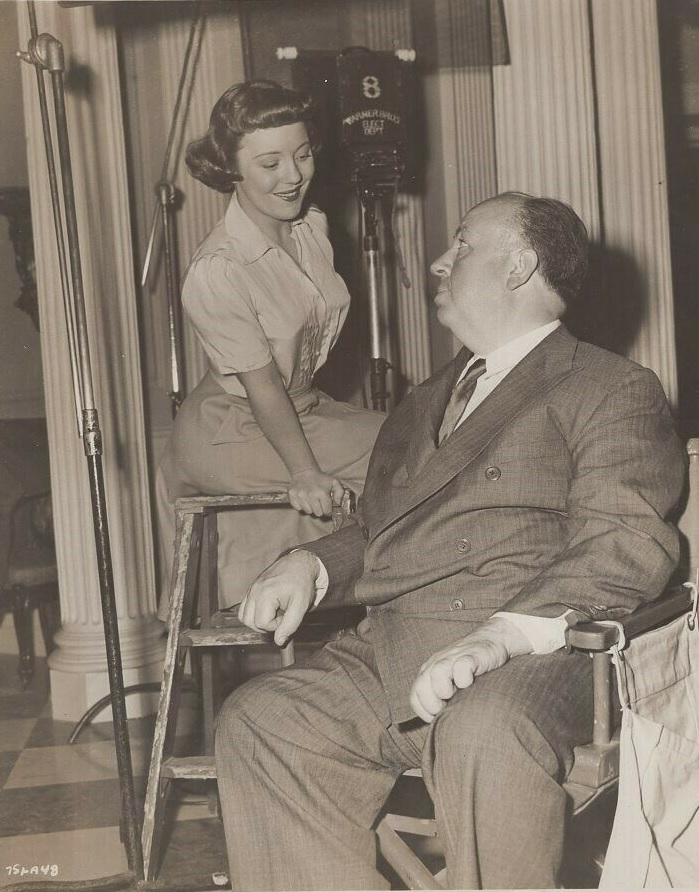
Hitchcock y su hija Patricia en el plató de Strangers on a Train. Esta película fue el primer trabajo de Hitchcock con el director de fotografía Robert Burks, su «más importante colaborador» —según Skerry (2013)—.

Hitchcock pasó siete meses inactivo, periodo en el que se ocupó en la mejora de los viñedos que poseía en Santa Cruz y repartía su tiempo entre su casa en Bel-Air y una hacienda que tenía en la bahía de Monterrey, a la vez que visitaba los restaurantes más famosos de sus vecindarios y organizaba cenas para sus colaboradores más cercanos. Resume Spoto (1984) que «volvió a los esquemas de comer y beber que había intentado moderar durante los periodos más activos. Los kilos de peso regresaron rápidamente [...]». A partir del estreno de Stage Fright, el cineasta inició una tradición de preestrenos a estudiantes universitarios, con una plática el 12 de abril de 1950 en la Universidad de California en Los Ángeles en la que mostró escenas de su filme, cuya recepción crítica fue poco favorable. Para ese momento, ya había leído la recién publicada novela Strangers on a Train de Patricia Highsmith y apuró la compra de los derechos para su adaptación cinematográfica —en cuyo acuerdo pidió a sus representantes mantener secreto su nombre—; ocho días después, se cerró el trato por 7500 dólares.
Para finales de julio, Cook y Alfred ya habían desarrollado una adaptación de 75 páginas y, posteriormente, para el desarrollo del guion acudió al escritor Raymond Chandler —luego de que lo rechazara Dashiell Hammett—. Sin embargo, la relación entre ambos fue complicada —el escritor detestó las reuniones de trabajo conjunto, que hacían en su hogar en La Jolla, a las que describió como «terribles sesiones de parloteo». Esas juntas terminaron luego de que Chandler le dijera, en una de esas ocasiones, a su asistente: «Mira a ese gordo bastardo tratando de bajarse de su auto»— y, luego de descartar sus borradores, Hitchcock contrató a Czenzi Ormonde, asistente de Ben Hecht. El cineasta escogió a Washington, Nueva York y Connecticut como locaciones para la filmación y grabó partidos entre Estados Unidos y Australia en la Copa Davis para usar las imágenes en el filme.
Hacia mediados de octubre, con el guion —obra de Ormonde, Reville y Barbara Keon— y el reparto completos, este último encabezado por Farley Granger y Robert Walker —y en el que también incluyó a su hija, Patricia—, iniciaron las grabaciones del largometraje, que incluyeron escenas en la Estación Pensilvania de Nueva York y en un parque de diversiones construido ad hoc en Chatsworth y que terminaron a finales de diciembre. En la obra, Bruno Anthony —Walker— le propone al tenista Guy Haines —Granger—, que conoce en un tren, el aparente crimen perfecto: intercambiar asesinatos y con ello librarse uno de su padre y el otro de su esposa. Esta película inauguró las colaboraciones del británico con el director de fotografía Robert Burks —su «más importante colaborador» y una de las razones para considerar que 1951 a 1964 fue el «mejor periodo» en la carrera de Hitchcock, de acuerdo con Skerry (2013)—.
Varios autores destacan elementos de la película, como la temática de los «dobles» —representada incluso con el cameo de Hitchcock— o la «transferencia de la culpa», y encuentran similitudes con otras obras, como Shadow of a Doubt. Por su parte, McGilligan (2003) resume sus influencias de esta forma: «Si Strangers on a Train era teutónica [alemana] en su trabajo de cámara, [también] era rusa en su magia de montaje»; «Con la ayuda de Robert Burks, Hitchcock creó un oscuro mundo de siluetas y tinieblas; se convirtió en un artista del claroscuro, lo que refleja la dominante atmósfera de culpa y ansiedad», añade Ackroyd (2015). No obstante, más allá de sus temáticas, Spoto (1984) sostiene que este largometraje «revela a un artista decidido a recuperarse después de un periodo de decepción en su trabajo y en sus relaciones». A finales de año, Alfred y Alma viajaron a Santa Cruz —donde el cineasta negoció la venta de su primera cosecha de uvas— y, a lo largo del año siguiente, la familia emprendió un extenso viaje por Europa, que incluyó paradas en Sankt Moritz y en países como Alemania, Países Bajos, Noruega y Suecia, antes de su regreso a Estados Unidos el 12 de junio de 1951.
Strangers on a Train se estrenó en junio siguiente y fue un éxito comercial y entre la crítica; sin embargo, el británico continuó con un nuevo periodo de inactividad ante la falta de material con el que hacer su siguiente proyecto. En enero de 1952, su hija contrajo matrimonio con el empresario Joseph E. O’Connell, al que conoció durante el viaje familiar a Europa y, con ello, concluyó su carrera como actriz. Por esas fechas, Alma le sugirió retomar el proyecto de adaptación de la obra Nos deux consciences de Paul Anthelme —cuyos derechos había adquirido en 1947 y de la que hicieron un tratamiento un año después—, que desarrolla la historia de un sacerdote católico erróneamente acusado de un homicidio al verse imposibilitado de revelar la verdadera identidad del asesino por el sigilo sacramental; para febrero, los Hitchcock ya trabajaban en un nuevo tratamiento de lo que daría pie a I Confess.

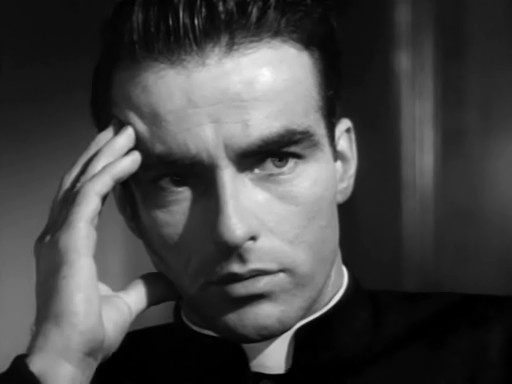
Montgomery Clift en I Confess, la película de Hitchcock «más explícitamente religiosa». La obra también aborda el tema —central en su obra según los críticos de Cahiers du Cinéma— de la «transferencia de la culpa».

Dos escritores —George Tabori y William Archibald— se ocuparon del guion y se escogió a Quebec para las grabaciones por su abundancia en «iconografía religiosa, los hábitos sacerdotales, y las imágenes de Cristo crucificado». Sin embargo, el estudio se mostró reticente a aceptar la idea del proyecto, lo que se resolvió cuando Hitchcock le propuso hacer una quinta película únicamente por un porcentaje de las ganancias y al eliminar algunos elementos polémicos del libreto. El 1 de junio, Montgomery Clift firmó como el protagonista del proyecto, mientras que Anne Baxter asumió el protagónico femenino en reemplazo de Anita Björk, despedida por tener un hijo ilegítimo. Las filmaciones, iniciadas el 21 de agosto, se llevaron a cabo en medio de tensiones por el errático comportamiento de Clift y su alcoholismo. En parte por esas circunstancias, Hitchcock renegó del filme y le dijo a Truffaut que «no se debería haber realizado».
Para Navidad de ese año, en celebración de su vigesimosexto aniversario de boda, los Hitchcock viajaron a Sankt Moritz, mientras la película estaba en posproducción. Se estrenó el 13 de febrero de 1953 en Quebec y recibió una «tibia acogida»; Taylor (1980) sostiene que el «fracaso» de un proyecto tan anhelado fue, inevitablemente, entristecedor para el británico, que posteriormente habló en raras ocasiones de él. Mientras tanto, buscaba ya su siguiente obra, con la que completar sus cuatro filmes con Warner Bros. Su idea era adaptar The Bramble Bush de David Duncan, sin embargo, Alma y él no lograron desarrollar un guion satisfactorio, por lo que pasó a considerar una historia de Anthony Berkeley Cox sobre un médico rural que asesina a su esposa. Empero, el actor que había considerado para el papel, Alec Guinness, no estaba disponible, por lo que también descartó esa posibilidad. Finalmente, optó por una reciente y exitosa obra de teatro, Dial M for Murder de Frederick Knott, estrenada en Londres en junio de 1952 y en Nueva York cuatro meses después.
Fue durante su colaboración con Warner Bros. que Hitchcock comenzó «a consultar estrechamente con el estudio la promoción de sus películas» y fue también, a partir de esos momentos, que en la publicidad se le comenzó a denominar el «Maestro del suspenso». En esta etapa de su carrera cultivó una amplia red de relaciones y contactos, además de que se cimentó su imagen, gracias a tropos publicitarios —como sus anécdotas sobre su supuesto temor a la policía—, como la de un «inglés digno, pero exagerado, con un ingenio macabro». Dial M for Murder fue para el cineasta un filme run for cover; en su guion colaboró el propio Knott y Ray Milland y Grace Kelly se encargaron de los papeles protagónicos. Ambientada en Londres, aborda la historia de un hombre que chantajea a otro para que asesine a su esposa. Inicialmente, Hitchcock buscó grabarla en esa ciudad, sin embargo, no fue posible dadas las intenciones del estudio de hacerla una de sus películas tridimensionales.
Para este fin, durante el rodaje principal —llevado a cabo entre el 30 de julio y el 25 de septiembre siguientes— Hitchcock hizo construir una fosa para multiplicar el número de planos contrapicados y con ellos empleó el relieve «para acrecentar la sensación de reclusión» y destacar algunos elementos importantes para la trama, como un teléfono o unas tijeras; esta primera y única experiencia con el cine tridimensional le hizo sentir «terriblemente molesto y frustrado», además de que, en ese periodo, perdió dieciocho kilogramos de peso. Por otra parte, Kelly se convirtió rápidamente en una de sus actrices favoritas y en una amiga cercana de Alma y él; de manera inesperada, en octubre siguiente, se le pidió a la actriz presentarse a pruebas de vestuario para protagonizar el siguiente filme de Hitchcock, Rear Window —basado en un relato corto de Cornell Woolrich—, el primero dentro de un acuerdo que había firmado con Paramount Pictures. Su agente, Lew Wasserman —que ocupaba esa posición desde 1944 tras la muerte de Myron Selznick—, había negociado ese contrato mientras Alfred trabajaba en Dial M for Murder e implicaba nueve largometrajes, libertad casi absoluta y le garantizaba la propiedad de cinco de esas producciones al cabo de ocho años de su lanzamiento.

##### Paramount Pictures

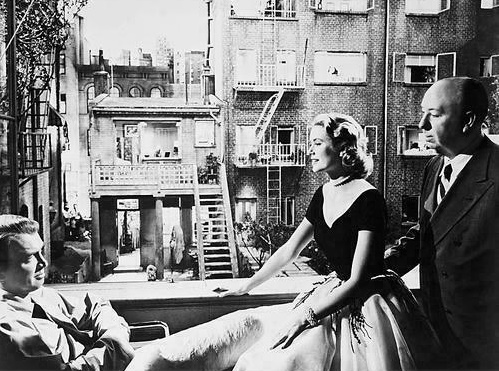
Grace Kelly, James Stewart y Hitchcock en el plató de Rear Window. Como Lifeboat (1944) o Rope (1948), esta película se desarrolló en un espacio cerrado y con ella Hitchcock estudió el voyerismo.

Su nuevo contrato planteaba que dirigiría y produciría cinco de los proyectos, mientras que los restantes cuatro únicamente los dirigiría y cada una de esas obras le darían 150 mil dólares de sueldo y un porcentaje de las ganancias. Además, la garantía de obtener la propiedad de cinco filmes al cabo de ocho años, cláusula añadida casi subrepticiamente por Wasserman, tendría, a futuro, implicaciones «astronómicas». En este contexto, y pese a su creciente salario en Warner Bros., fue desde 1954 que comenzó a ganar mucho más dinero. Tenía «hábitos extravagantes», con un consumo constante de «exquisiteces gastronómicas» de Inglaterra y Europa, vino costoso, antigüedades y arte —con obras de Maurice Utrillo, Paul Klee, Chaim Soutine o Amedeo Modigliani—, además de que mantuvo una actitud «atenta» para con su familia y amistades.
Rear Window fue para Hitchcock «la posibilidad de hacer un [filme] puramente cinematográfico». Para desarrollarlo sus agentes se acercaron al guionista John Michael Hayes, al que se le propuso colaborar en el libreto; Rohmer y Chabrol (1979) afirman de esta nueva adición al equipo del cineasta que fue, en gran parte, por sus diálogos —«incisivos, cínicos para no decir sucios»— que las películas de este periodo tienen una «obvia relación entre sí». La obra profundizó en la idea del «confinamiento» abordada en Dial M for Murder y se centró en un voyerista, «un mirón»: L. B. Jeffries —James Stewart—, un fotógrafo, confinado por una fractura, que se entretiene espiando a sus vecinos, lo que finalmente le convence de que en uno de los departamentos se cometió un asesinato.
En sus nuevos estudios, Alfred tenía una oficina en las instalaciones de Melrose Road, a unos cuarenta kilómetros de su casa en Bellagio Road. Ackroyd (2015) señala que, desde ese lugar, «planeó y puso en efecto algunas de las mejores películas de su carrera» y en él constituyó el equipo de lo que se denominó la «edad de oro» de Hitchcock; para Rear Window al director de fotografía Burks se sumó la diseñadora de vestuario Edith Head, el productor Herbert Coleman, el editor George Tomasini y, por cuatro filmes, Hayes. El tratamiento que este último ya había desarrollado para la película se envió en septiembre de 1953 a Paramount; el 12 de octubre, dio inicio la preparación en el plató. Se requirió de un mes para construir el escenario, que representaba la parte trasera de un complejo departamental con 31 apartamentos, ocho de ellos con cuartos amueblados, inspirado en Greenwich Village, de doce metros de altura por 56 de largo. Fue el proyecto más grande en el plató de Paramount hasta ese momento. En noviembre, dos meses después de completar Dial M for Murder, comenzaron las grabaciones de Rear Window, en las que el director usó constantemente los planos subjetivos y el efecto Kuleshov —«la expresión más pura de la idea cinematográfica»—.

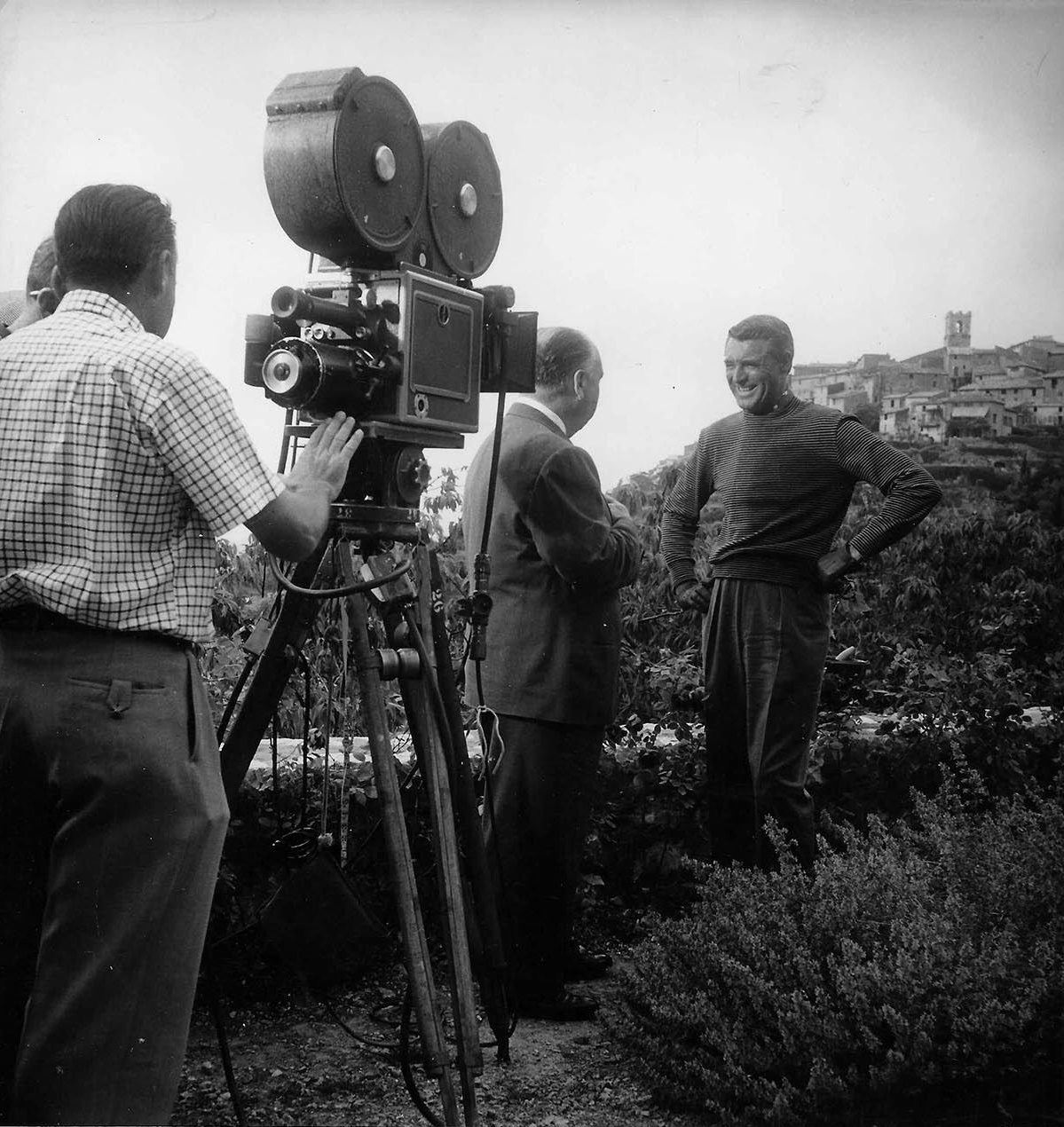
Hitchcock y Cary Grant en las grabaciones de To Catch a Thief. Un encuentro entre el cineasta y André Bazin, celebrado durante las filmaciones, dio inicio al «debate crítico sobre Hitchcock como un artista serio que había conseguido fama internacional».

En enero, finalizaron los trabajos del largometraje que, en términos generales, se produjeron sin contratiempos y con un Hitchcock más entusiasmado y de mejor humor. Dial M for Murder se estrenó en el verano de 1954, aunque en su mayoría fueron proyecciones en formato regular de dos dimensiones, y resultó ser un éxito en la taquilla. Otro éxito de audiencia, y entre la crítica, fue Rear Window también estrenada en esas fechas, el 11 de agosto. Previamente, a inicios del año, cuando completaba este último proyecto, el estudio le planteó retomar la adaptación de To Catch a Thief, novela de David Dodge cuyos derechos había comprado dos años atrás. Quedó Hayes nuevamente a cargo de la adaptación y el guion —«competente» y con «explosiones ocasionales de ingenio e insinuaciones sexuales»— estaba terminado para abril de 1954; la obra —ambientada en la Riviera Francesa— gira en torno a un antiguo ladrón de joyas que, acusado de nuevos robos, busca limpiar su nombre atrapando al verdadero culpable. Kelly retornó al protagónico femenino y de su contraparte masculina se encargó un semirretirado Cary Grant, atraído por un telegrama que únicamente le preguntaba si estaría interesado en trabajar con la actriz y con Hitchcock.
En mayo, el cineasta envió a Francia a un equipo encabezado por Coleman para filmar escenas de persecución y otras de fondo, mientras él promocionaba Dial M for Murder en Londres, para poco después trasladarse a la Riviera Francesa. En junio, se llevaron a cabo las grabaciones en exteriores; en ese momento, tuvo un encuentro con André Bazin, crítico francés y fundador de Cahiers du Cinéma —de lo que emanó un ensayo publicado en la revista—, lo que «inició el debate crítico sobre Hitchcock como un artista serio que había conseguido fama internacional». Por órdenes del estudio, se filmó con el formato VistaVision, una alternativa del CinemaScope que producía una «imagen nítida, ancha, horizontal, con excelente profundidad de campo», pero poco popular fuera de Paramount y problemático con los primeros planos. Los trabajos ya estaban terminados para septiembre y, con ello, finalizó la que sería su última colaboración con Kelly, que, más tarde, se instaló permanentemente en la Riviera como nueva princesa de Mónaco, aunque, en años posteriores, mantuvieron visitas ocasionales.
Para Rohmer y Chabrol (1979), To Catch a Thief es un «popurrí de las temáticas —incluidas las musicales— del periodo estadounidense» del director, lo mismo que Saboteur (1942) lo fue con su periodo británico. Inmediatamente pasó a trabajar en su siguiente producción, que previamente había definido y comenzado a preparar: una adaptación de The Trouble with Harry de Jack Trevor Story, cuyo guion había encargo a Hayes antes de viajar a Francia. «Finalicé To Catch a Thief una tarde a las 17:30 y para las 19:30 Harry estaba ya en marcha», afirmó al respecto Hitchcock, que había leído el libro en 1950. En la historia, un cadáver es sepultado y exhumado hasta cuatro veces en un día por varias personas que creen, por alguna u otra razón, que son las responsables de su muerte. El libreto estaba casi completo para abril de 1954 y por ello se apuró la compra de los derechos cinematográficos, concretada mediante un acuerdo de once mil dólares y manejada por sus agentes sin mencionar su nombre, como solía hacer. En agosto, en medio de los trabajos de To Catch a Thief y ya con un presupuesto de un millón de dólares aprobado por Paramount para el filme, Hitchcock envió a Coleman a Nueva York con la tarea de encontrar una actriz, dado que Kelly, su idea inicial, no estaría disponible.
Finalmente, la seleccionada fue Shirley MacLaine, luego de que Coleman la viera en la obra teatral The Pajama Game; The Trouble with Harry era su primer largometraje. Al elenco lo completaron John Forsythe, Mildred Natwick, Mildred Dunnock y Edmund Gwenn —en su cuarta participación en un filme de Hitchcock— y rápidamente iniciaron, en septiembre mismo, las filmaciones en Craftsbury (Vermont), pues el británico quería aprovechar el paisaje otoñal. Sin embargo, los estragos causados por las malas condiciones climatológicas lo hicieron casi imposible y por ello la mayoría de las grabaciones se hicieron en un plató interior montado en un gimnasio escolar de Morrisville —y diálogos regrabados en Hollywood por el constante sonido de la lluvia en el techo del lugar—. Para mediados de octubre, el grupo se vio forzado a retornar a California; a su regreso, el cineasta finalmente pudo contratar al compositor Bernard Herrmann, al que pretendía desde hacía varios filmes y con lo que iniciaría una larga colaboración.

##### Personaje audiovisual

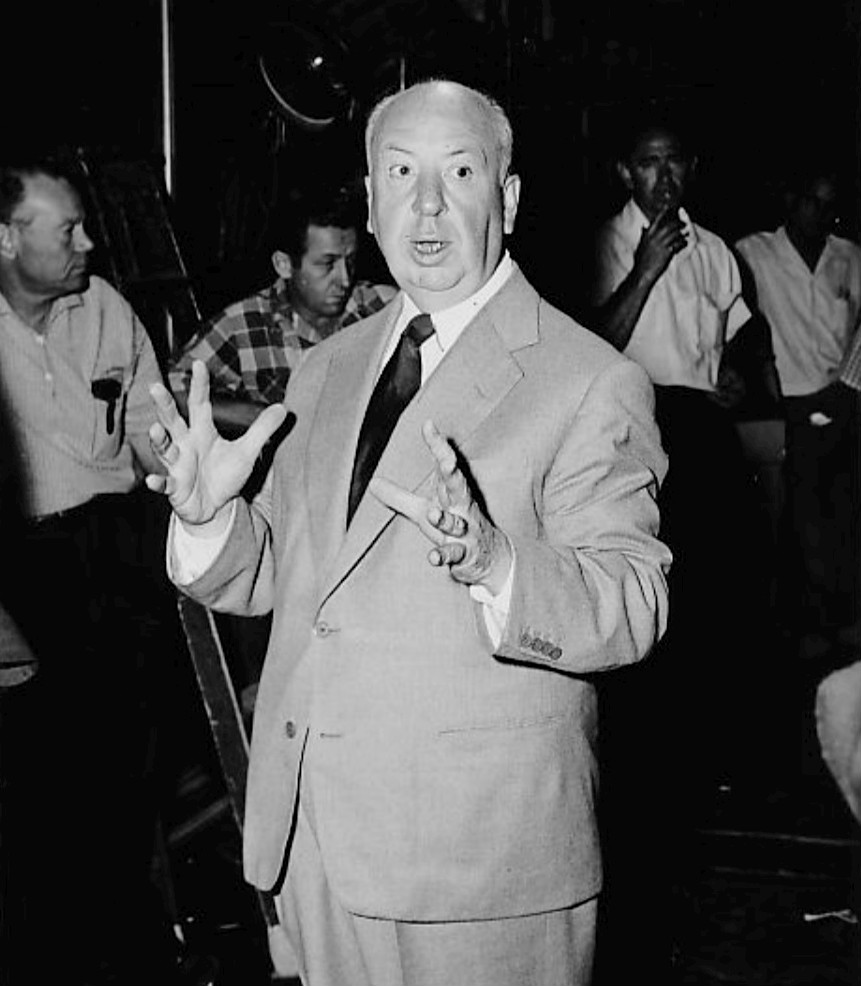
Hitchcock en el plató de Alfred Hitchcock Presents en septiembre de 1955. La serie le permitió al cineasta crear un «auténtico personaje audiovisual».

«Respondía a mi deseo de trabajar con los contrastes, de luchar contra la tradición, contra los [clichés]. En The Trouble with Harry, saco el melodrama de la noche oscura para llevarlo a la luz del día», le dijo Alfred a Truffaut respecto del largometraje, uno «muy británico», que —aseveran Rohmer y Chabrol (1979)— «es el que más ha hecho en Francia por la reputación de su director». Para Navidad, los Hitchcock regresaron a Sankt Moritz y, en enero de 1955, viajaron a París para supervisar el doblaje de To Catch a Thief. En esa ocasión, el director tuvo su primer encuentro con unos jóvenes Claude Chabrol y François Truffaut para una entrevista de Cahiers du Cinéma, que se publicó poco después, en la edición de febrero, e «incitó un intenso debate crítico». A lo largo de los siguientes dos años, la revista publicó frecuentes artículos y dedicó dos números fundamentalmente a su obra. Hitchcock estaba en medio de uno de sus periodos de mayor actividad y, antes de regresar a Estados Unidos, le había pedido a Hayes comenzar a desarrollar su siguiente trabajo, una nueva versión de The Man Who Knew Too Much. Regresó a Bel-Air a mediados de enero y se unió al guionista en los trabajos, lo que resultó en una adaptación de setenta páginas.
Al mismo tiempo que estaba en pláticas con su agente Wasserman, quien le había propuesto iniciar un proyecto televisivo. En marzo, se celebró la 27.ª edición de los premios de la Academia, en la que Rear Window recibió cuatro nominaciones —aunque ninguna estatuilla—, incluida la de mejor dirección para Hitchcock. Un mes después, el 20 de abril, el director recibió la ciudadanía estadounidense, solicitud que había postergado por largo tiempo y que su esposa ya había completado hacía diez años. Poco después, partió al Reino Unido para determinar las localizaciones de su nuevo filme y para contratar actores extranjeros que asumieran los papeles secundarios; para los protagónicos ya se había decidido por Stewart y por Doris Day, intrigado por la actuación de esta última en la película Storm Warning (1951). En las siguientes semanas, se llevó a cabo la filmación —en sitios como Londres y Marrakech—, marcada por algunos inconvenientes, como un casi disturbio entre los extras por un rumor de que no recibirían su paga si no podían ver la cámara.
Adair (2002) añade que Day se mostró afligida por las condiciones del rodaje en Marruecos, como el calor extremo, así como la falta de indicaciones por parte de Hitchcock. Esta situación llegó al punto en que la actriz le aseguró al director que se retiraría del filme si él quería sustituirla, a lo que un sorprendido Alfred respondió asegurándole que su trabajo estaba siendo «perfecto». El filme, en el que el hijo de una pareja es secuestrado cuando el hombre accidentalmente obtiene información sobre un asesinato, incluye una presentación, por parte de Day, de la canción Que Será, Será (Whatever Will Be, Will Be), con la que alcanzó las primeras posiciones en las listas de éxitos. Para el cineasta, la primera versión de la película era obra de un «aficionado talentoso» y la segunda de un «profesional». Esta fue también su última colaboración con Hayes, para quien su sueldo se había quedado corto y le había disgustado la insistencia de Alfred de incluir en los créditos del guion a su viejo amigo Angus MacPhail, un «alcohólico empedernido» que realmente no contribuyó al libreto —según Haynes—. El Sindicato de Guionistas resolvió el asunto dándole la razón a Haynes. Las filmaciones de The Man Who Knew Too Much finalizaron en julio siguiente y, el 4 de agosto, se estrenó To Catch a Thief.

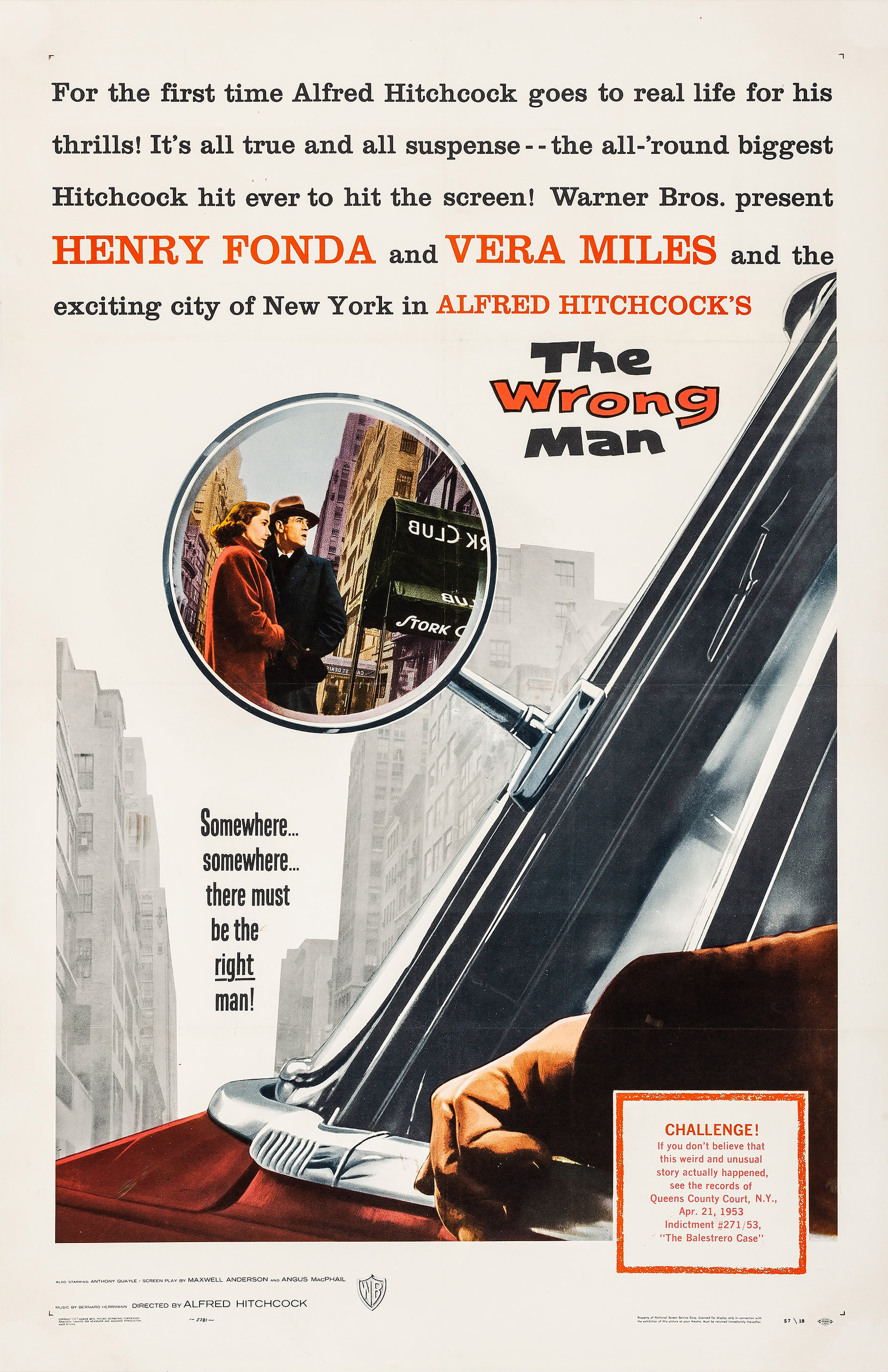
Según Taylor (1980), The Wrong Man, fue «poco más que un interludio», previo a que «Hitchcock pudiera hacer la película que realmente quería hacer».

Aunque no tanto como Rear Window, To Catch a Thief fue un éxito entre la audiencia y acumuló 4.5 millones de dólares en América del Norte. Más tarde, durante la primera presentación de la película en Londres, Alfred y Alma conocieron a la reina Isabel II y al príncipe Felipe en el Odeon Leicester Square. Asimismo, luego de las negociaciones —en las que se le prometió un elevado sueldo por poco trabajo—, Hitchcock accedió al programa televisivo para la CBS por 125 o 129 mil dólares por episodio, así como los derechos de cada capítulo, para lo que montó la compañía Shamley Productions y recurrió a su otrora colaboradora Joan Harrison para que fungiera como productora. Igualmente, para ese momento, ya había autorizado el uso de su nombre y apariencia en revistas de misterio y antologías de cuentos que, aunque ocasionalmente incluían prefacios supuestamente escritos por él, en realidad, más allá del nombre, su participación en esas obras fue prácticamente nula. A finales de agosto, retornó a la Warner Bros. para cumplir su promesa de hacer un filme sin sueldo, pero a cambio de un porcentaje de las ganancias.
Sería la adaptación de la historia del músico Christopher Emmanuel Balestrero, acusado erróneamente en enero de 1953 de robo a mano armada; antes de que se aclarara el asunto —cuando fue atrapado el verdadero ladrón—, Balestrero enfrentó los procedimientos judiciales y su esposa sufrió una crisis nerviosa. La historia se había detallado originalmente en un artículo de Herbert Brean para la revista Life  y el estudio poseía los derechos de un tratamiento desarrollado por el mismo autor. Para el guion, el cineasta acudió a MacPhail y pidió que se contratara también al escritor Maxwell Anderson. El 30 de septiembre de 1955, se estrenó en Barre (Vermont) The Trouble with Harry, que resultó ser un fracaso en la taquilla, pues no alcanzó el éxito deseado en Estados Unidos, aunque sí lo fue en Europa —se proyectó seis meses en París y fue bien acogida en Reino Unido—. Dos días después, se hizo lo propio con el programa Alfred Hitchcock Presents, con un primer episodio —Revenge— dirigido por Hitchcock. Para Benoliel, Esposito, Joudet y Rauger (2022), la serie le permitió al cineasta «crear un auténtico personaje audiovisual» y sus participaciones —en la introducción y el epílogo— daban «pie a un sainete burlesco que le permite utilizar un humor a veces misántropo y macabro, en ocasiones bajo un disfraz o en una situación absurda».
En total, dirigió veinte de los 268 episodios de Alfred Hitchcock Presents y para sus participaciones —de acuerdo con Spoto (1984)— «una semana de tanto en tanto, Hitchcock era conducido durante uno o dos días a los estudios de la Revue Television, en los terrenos de la Universal Pictures, donde filmaba los prólogos y epílogos para diez o doce próximos programas». Por otra parte, en los papeles protagónicos de su película en desarrollo, que sería llamada The Wrong Man, el director escogió a Henry Fonda, un actor con el que deseaba colaborar desde hacía tiempo y que había tratado infructuosamente de involucrar en trabajos previos —como Foreign Correspondent y Saboteur—, y a Vera Miles, con quien firmó un contrato exclusivo por cinco años tras verla en un episodio de la serie Pepsi-Cola Playhouse y considerarla un potencial reemplazo de Grace Kelly. Para ese momento, Anderson ya había enviado a revisión una primera versión del libreto, mientras que, a mediados de octubre, Alfred y Alma partieron a Europa para supervisar el doblaje de Trouble with Harry, pero que acabó por convertirse en una vacación, extendida hasta enero de 1956 —con lo que dio tiempo a Anderson de hacer las modificaciones al guion que Hitchcock le había pedido—.
Para The Wrong Man, ocupó su equipo de Paramount —Coleman, Herrmann, Tomasini y Burks— y mantuvo un encuentro, junto con los actores, con la familia Balestrero. Hitchcock le dijo a Truffaut que «con la intención de lograr una autenticidad absoluta, todo fue minuciosamente reconstituido con la colaboración de los héroes del drama, rodando todo lo posible con actores desconocidos y, algunas veces, incluso, para los papeles episódicos, con quienes vivieron el drama. Y todo en los lugares mismos de la acción». En este sentido, MacPhail y Coleman visitaron las diversas locaciones en Nueva York y, finalmente, las filmaciones se llevaron a cabo entre marzo y mayo siguientes; durante esas semanas, Hitchcock pasaba de ocho a nueves horas ensayando con Miles, a la que le enviaba continuamente dos docenas de rosas y «extrañamente ardientes felicitaciones», con lo que la actriz «se mostró muy pronto en un estado de furioso resentimiento». El 22 de mayo, se estrenó en California The Man Who Knew Too Much y resultó ser un éxito entre la audiencia; al cabo de una semana, era ya el filme más taquillero del año.

##### Últimas películas con Paramount

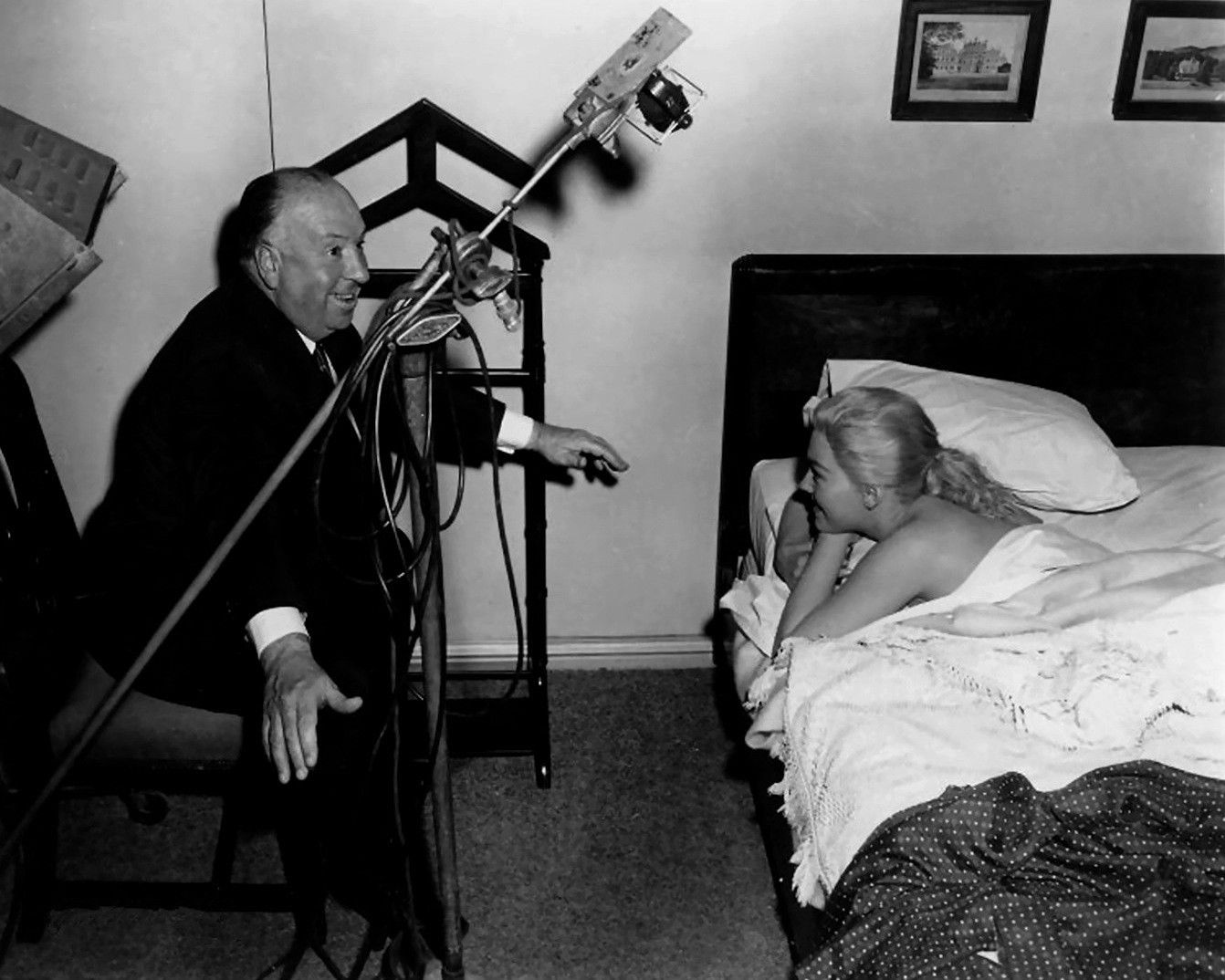
Hitchcock y Kim Novak en el plató de Vertigo. En 1982, entró en el listado de las mejores películas de la historia que cada década hace la revista británica Sight & Sound. Treinta años después, alcanzó la primera posición.

Poco después, ya con The Wrong Man finalizada, entre el 19 y el 24 de junio de 1956, los Hitchcock, Burks, Coleman y MacPhail viajaron a distintos puntos del sur de África para definir los sitios de filmación del que sería el siguiente largometraje del cineasta, una adaptación de Flamingo Feather de Laurens van der Post. Su idea era que los protagonistas fueran James Stewart y Grace Kelly —ya princesa de Mónaco—, para lo que tendría que convencerla de regresar del retiro. Sin embargo, el proyecto no avanzó luego de visitar las potenciales locaciones y valorarlo, en última instancia, «muy arriesgado» —a lo que se añadía la poca cooperación que podría esperarse de las autoridades de Sudáfrica—. Por tanto, el viaje se extendió y se convirtió en una vacación más, a la que se añadió su hermana, Nellie; para el 10 de agosto, los Hitchcock ya estaban de regreso en Estados Unidos. El cineasta estaba interesado en otro libro, D’entre les morts, de los franceses Pierre Boileau y Thomas Narcejac, que para Truffaut «fue escrito especialmente para usted [Hitchcock]». Para octubre, Anderson estaba trabajando en la adaptación, con lo que la historia se trasladó de París y Marsella a San Francisco, y se había planteado que los protagonistas serían Stewart y Vera Miles. Empero, Hitchcock rechazó la versión del libreto de Anderson —titulado Darkling I Listen— y comenzó a buscar nuevos escritores. Por otra parte, el inicio de la producción se retrasó a petición de Gloria Hatrick, esposa de Stewart.
Antes de que Anderson se retirara de los trabajos, sin embargo, el cineasta y el escritor habían esbozado una escena introductoria con una persecución en una azotea en la que se presenta al detective y la acrofobia que sufre. El escritor Alec Coppel retomó la labor, pero Hitchcock se mantenía insatisfecho. Mientras tanto, el 22 de diciembre, se estrenó en Nueva York The Wrong Man, otro fracaso en la taquilla. A lo largo del siguiente mes, enero de 1957, la salud del director empeoró y, finalmente, fue ingresado en el Hospital Cedros de Líbano e intervenido quirúrgicamente por la hernia umbilical que tenía. Durante su recuperación, empezaron sus sesiones de trabajo con el escritor Samuel Taylor para el libreto de la película, provisionalmente llamada From Amongst the Dead, y ya había pactado una única película con Metro-Goldwyn-Mayer —algo permitido en su contrato con Paramount—, para la que consideraba el libro The Wreck of the Mary Deare de Hammond Innes. También acordó con la NBC, producto del éxito de Alfred Hitchcock Presents, un nuevo programa denominado Suspicion, del que dirigió su primer episodio —Four O'Clock— e igualmente producido por Joan Harrison y Shamley Productions.

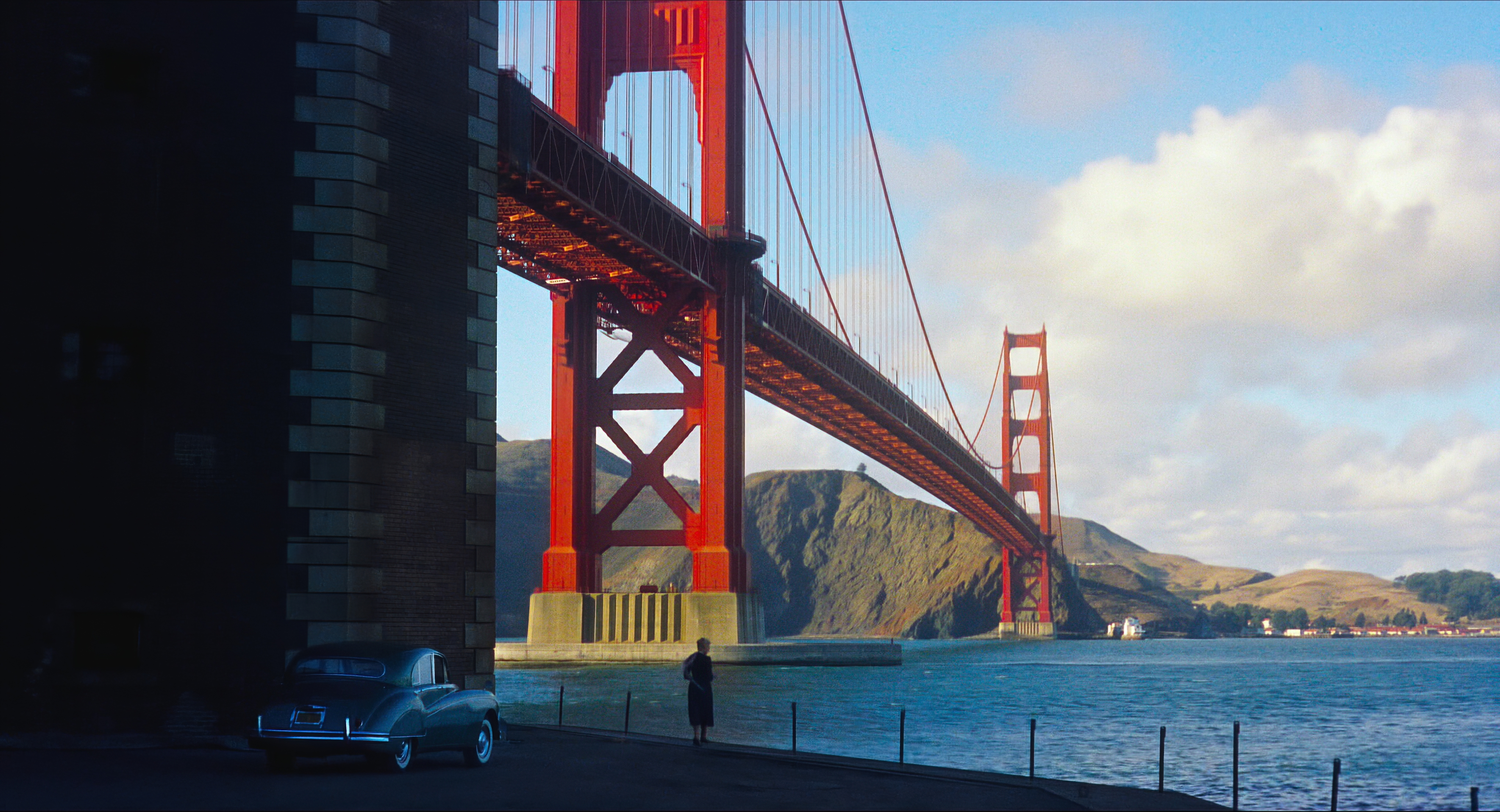
Fotograma de Vertigo. Con esa película, Hitchcock introdujo el travelling compensado, la combinación de un travelling hacia atrás y un zum hacia adelante, usados para representar el miedo a las alturas del protagonista.

No obstante, su salud volvió a empeorar, y el 9 de marzo fue trasladado de urgencia nuevamente al Hospital Cedros de Líbano, donde se le diagnosticó colelitiasis y, dos días después, se le practicó una colecistectomía. Su antiguo mentor, Michael Balcon, aprovechó las circunstancias y buscó reconciliarse con él; sobre sus problemas de salud, Hitchcock le escribió: «Para alguien que siempre ha presumido de nunca haber estado enfermo, esta vez me saqué la lotería: hernia, ictericia, extirpación de la vesícula biliar, y dos hemorragias internas [Hitchcock aseguró que tras la colecistectomía sufrió dos hemorragias internas], y todo en doce semanas». Le dieron el alta hospitalaria el 9 de abril y, a finales de mes, regresó a trabajar en la Paramount. Hitchcock también había perdido a su protagonista, pues Miles había anunciado que estaba embarazada y no podría participar en el filme; según Spoto (1984), «el resentimiento [del cineasta] hacia lo que consideraba una irreflexiva ingratitud por parte de Vera Miles no se apagaría nunca». Finalmente, se optó por Kim Novak —recomendada por Lew Wasserman y Stewart—, con quien el director tuvo algunos problemas iniciales por sus desacuerdos con el vestuario y sus constantes peticiones de indicaciones. Sin embargo, de acuerdo con Taylor (1980), mantuvieron una relación «cordial, aunque distante». El 30 de septiembre de 1957, iniciaron las grabaciones principales ya con el guion terminado y renombrado Vertigo.
Poco antes, en agosto, el guionista Ernest Lehman —a quien le había encargado iniciar los trabajos en el guion de la película de Metro-Goldwyn-Mayer— se reconoció incapaz de adaptar la historia, por lo que Hitchcock optó por buscar otra. Vertigo gira en torno a Scottie —Stewart—, un exdetective acrofóbico enamorado de la mujer a la que le pidieron seguir, Madeleine —Novak—. Su obsesión incrementa cuando la mujer aparentemente muere al caer del campanario de una iglesia. El rodaje se llevó a cabo en sitios como Fort Point, junto al Golden Gate, el Golden Gate Park, el Palace of the Legion of Honor, la Misión San Juan Bautista, las secuoyas de Big Basin y la Misión Dolores. Con esta producción, Hitchcock recontrató a Peggy Robertson como supervisora del guion, luego de su breve colaboración en Under Capricorn (1948) y Stage Fright (1950), y la mantuvo en su equipo hasta el fin de su carrera. Las grabaciones finalizaron el 10 de diciembre siguiente e incluyeron la introducción del travelling compensado, la combinación de un travelling hacia atrás y un zum hacia adelante —efecto que, según Hitchcock, había querido hacer desde Rebecca (1940)— para representar la acrofobia del protagonista. Poco después, los Hitchcock y Wasserman y su esposa viajaron de vacaciones al Caribe y Jamaica, al tiempo que Lehman le envió una versión inicial del libreto para la película con Metro-Goldwyn-Mayer, titulada provisionalmente In a Northwesterly Direction. El cineasta retornó a Hollywood el 3 de febrero de 1958 y volvió a reunirse con el guionista, con la idea de que el protagónico sería para Cary Grant; en abril siguiente, se le diagnosticó cáncer cervical a Alma y se le sometió a cirugía.

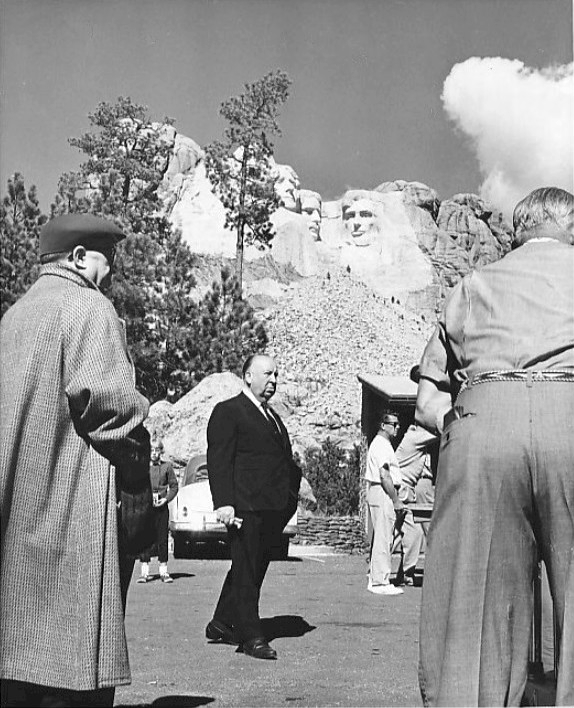
Hitchcock frente al Monte Rushmore durante las grabaciones de North by Northwest. Para Truffaut, la película fue una especie de resumen de la obra estadounidense del director.

De acuerdo con Taylor (1980), Alfred continuó con su trabajo en el estudio y posteriormente se dirigía al hospital «llorando y temblando convulsivamente», para ver a su esposa. La intervención fue exitosa y, producto de esa experiencia, posteriormente donó dinero y tiempo a esa causa; en 1959, participó en el programa educativo Tactic, obra de la NBC y la Sociedad Estadounidense contra el Cáncer. En mayo de 1958, se estrenó Vertigo, con críticas mixtas y resultó un fracaso en la taquilla; en contraste, años después, la crítica —«casi universalmente»— pasó a considerarla una «obra maestra», al punto en que, en 2012, alcanzó la primera posición en el listado de las mejores películas de la historia que cada década hace la revista británica Sight & Sound. Finalmente, el 2 de junio siguiente, el cineasta comenzó a trabajar oficialmente en Metro-Goldwyn-Mayer. El filme en desarrollo fue renombrado North by Northwest a recomendación del jefe de guionistas del estudio, Kenneth MacKenna, y el 27 de agosto, iniciaron las grabaciones en localización en Nueva York, Chicago y Rapid City. El elenco, junto con Grant, lo completaron Leo G. Carroll —en su sexta participación en un filme de Hitchcock—, Jessie Royce Landis, James Mason y Eva Marie Saint, en el protagónico femenino, a insistencia de Alfred.
Se construyeron réplicas del Monte Rushmore y del interior de la sede de la Organización de las Naciones Unidas para la película, que narra la historia de Roger Thornhill —Grant—, confundido con un agente que, en realidad, es una falsa identidad creada para distraer a los villanos de la verdadera persona que los infiltró, Eve Kendall —Saint—. Otros sitios para la filmación fueron el Hotel Plaza, el número 650 de la avenida Madison y la Grand Central Terminal, entre otros; las grabaciones finalizaron el 17 de diciembre y el presupuesto del filme ya se había elevado de tres millones a 4.3 millones de dólares —el más caro del director hasta ese momento—. El resultado final fue un largometraje de 136 minutos, el más largo hasta ese momento de Hitchcock, y aunque el estudio le pidió recortarlo, su contrato estipulaba libertad total en la edición final, por lo que no pudieron obligarlo. Para Truffaut, y con lo que concordó Hitchcock, North by Northwest fue «un poco como el resumen de su obra [estadounidense]», de la misma forma que The 39 Steps (1935) lo fue con la británica. Para su próximo proyecto, Hitchcock planteaba alejarse del Technicolor y basarse en No Bail for the Judge de Henry Cecil, la historia de un juez erróneamente acusado del asesinato de una prostituta y los esfuerzos de su hija por encontrar al verdadero responsable.
Para ello viajó en abril de 1959 —mientras se volvían a grabar exteriores y una sugestiva escena de un tren entrando en un túnel para North by Northwest— a Londres con Samuel Taylor, Herbert Coleman y Henry Bumstead para valorar locaciones y estudiar procedimientos judiciales. La película se grabaría en Inglaterra, con un gran presupuesto, y con Audrey Hepburn dentro del elenco. Aunque inicialmente Paramount aceptó la idea, la adición de la escena de una violación desanimó a los directivos, a lo que posiblemente se sumó el embarazo de la actriz para que, finalmente, se abandonara el proyecto. Prontamente encontró otra obra potencial para adaptar, tras leerla un fin de semana en su casa de Bellagio Road: Psycho de Robert Bloch, la que acordó con Wasserman sería su siguiente película. Generó, sin embargo, todavía más preocupaciones a los directivos de Paramount ante los temas que trataba y el desafío que representaría frente al código Hays. Mientras tanto, el 1 de julio, se estrenó North By Northwest y fue un éxito en la audiencia y entre la crítica, inmediatamente se le reconoció como uno de los mejores filmes de Hitchcock y también uno de los mejores del año. Luego de descartar una versión inicial del libreto de Psycho de James Cavanagh, el cineasta acudió con Joseph Stefano; en esas semanas, también se redefinió a uno de los personajes, Norman Bates, que sería interpretado por Anthony Perkins.

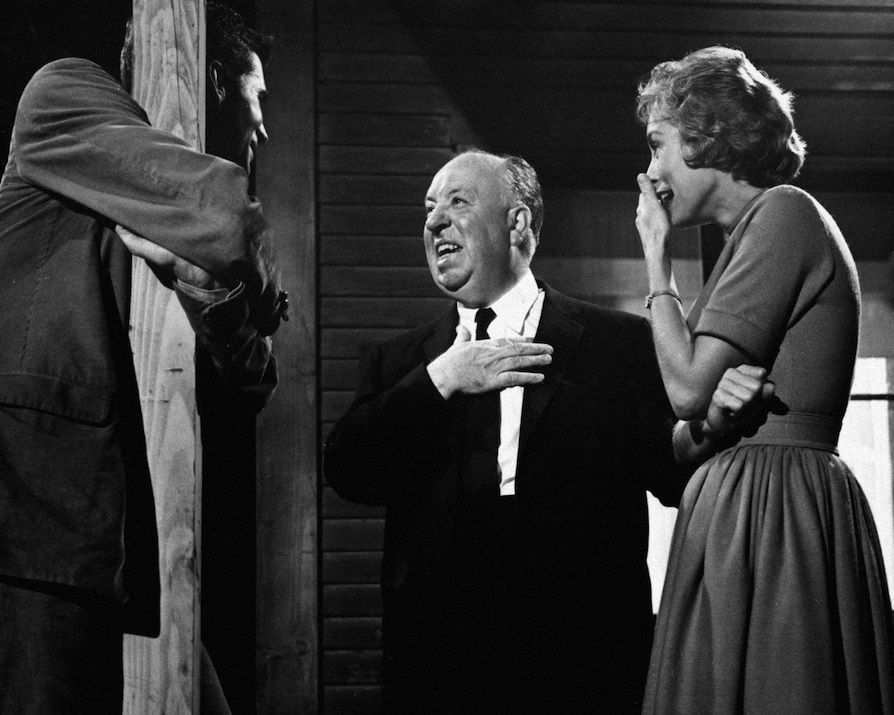
Hitchcock, Anthony Perkins y Janet Leigh en el plató de Psycho. La producción contenía escenas especialmente polémicas para los censores, como la apertura, la escena del homicidio del personaje de Leigh y una toma sin precedentes de la descarga de un inodoro.

Completaron el elenco Janet Leigh, John Gavin y Vera Miles —aún bajo contrato con Hitchcock—, en su mayoría artistas de Paramount, pues la idea del director —según Spoto (1984)— era hacer «la película tan barata como fuera posible», de manera similar a los filmes de suspenso «de bajo presupuesto que estaban floreciendo aquel año». En octubre, con el guion en desarrollo, los Hitchcock viajaron a Europa para el estreno de North By Northwest en Inglaterra y Francia. Por esas fechas, el cineasta se enteró de que Coleman dejaba su equipo y recibió mal la noticia. Por otra parte, el asunto con el estudio se resolvió cuando Hitchcock propuso hacerla con el equipo de su serie de televisión, en Universal —a propuesta de Wasserman— y sin salario, a cambio del 60 % de la posesión y de que Paramount la distribuyera y promocionara. Además, usó de su grupo a Saul Bass, Bernard Herrmann y George Tomasini, pero no a su director de fotografía Robert Burks —al que reemplazó con John L. Russell— y el director artístico Robert Boyle, que estaban ocupados en otra producción. En un periodo de varias semanas, entre noviembre de 1959 y enero de 1960, se llevó a cabo la filmación, en condiciones de «máximo secreto», como hacer jurar a los actores y al equipo que no revelarían nada de la trama y el uso de nombres clave como «Wimpy» y «producción 9401». También se efectuaron grabaciones en exteriores en Phoenix y Fresno.
En Psycho, Marion Crane —Leigh— le roba cuarenta mil dólares a su jefe y huye para encontrarse con su amante. Con creciente culpa se aloja en el Motel Bates y, luego de hablar con el tímido administrador, Norman Bates —Perkins—, decide regresar el dinero, pero es asesinada cuando se está bañando, aparentemente por la madre de Norman. La escena del homicidio, programada entre el 17 y el 23 de diciembre de 1959, implicó un cuchillo retráctil de utilería, jarabe de chocolate como sangre, una bailarina profesional para ciertas tomas y a Leigh vistiendo tela color piel. Además, para el sonido de las cuchilladas se apuñalaron melones verdes. A indicación de Hitchcock se añadieron dos tomas: el apuñalamiento del abdomen de Crane —logrado con una toma invertida y acelerada— y el agua ensangrentada fluyendo por el desagüe. Asimismo, fueron necesarios siete días para concretar las 78 piezas de filme individuales que conformaron la escena y se repitió en veinte ocasiones la parte en que el ojo de Marion mira fijamente a la cámara antes de que Hitchcock quedara satisfecho con el resultado. De acuerdo con Herrmann, la idea original del cineasta era que la escena estuviera acompañada únicamente de los gritos de la actriz y el sonido del agua, pero accedió a conservar la música luego de escucharla con la escena.

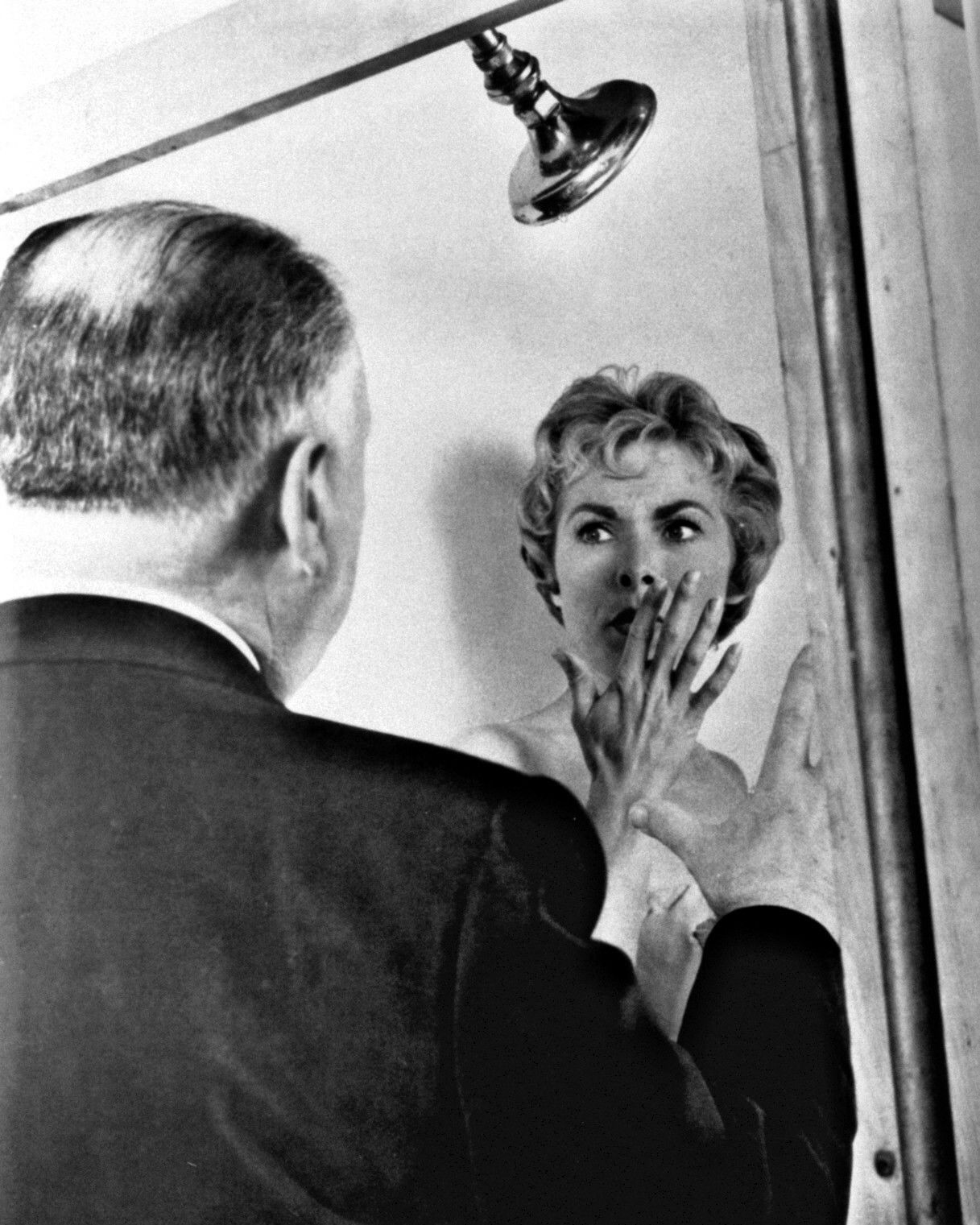
Hitchcock y Janet Leigh durante la filmación de la escena del asesinato en la ducha de Psycho. Fueron necesarios siete días para concretar las 78 piezas de filme individuales que la conformaron.

Entre marzo y abril de 1960, la producción se enfrentó a los censores de Hollywood, especialmente críticos con la apertura, la escena del homicidio de Crane y una toma sin precedentes de la descarga de un inodoro. Sin embargo, acabaron cediendo ya fuera por concesiones del propio Hitchcock o porque el cineasta les convencía de la necesidad de las escenas para la trama. Con la película editada y musicalizada, Wasserman y Hitchcock se reunieron para planear su promoción, que comenzó desde antes de la filmación con varias declaraciones «provocativas» del director. También se contrató a James Allardice para que escribiera un avance, protagonizado por el propio Alfred en un tour por el escenario, además de que se decidió excluir a los críticos de las proyecciones anticipadas —supuestamente para impedir que revelaran el final— y se instruyó a los cines rechazar la entrada a los espectadores una vez iniciada la película.
Para Hitchcock, su «principal satisfacción es que la película ha actuado sobre el público [...] el argumento me importa poco, los personajes me importan poco; lo que me importa es que la unión de los trozos del [filme], la fotografía, la banda sonora y todo lo que es puramente técnico podían hacer gritar al público. [...] Lo que ha emocionado al público era el [cine] puro». Luego de unas vacaciones en abril, en las que visitó junto con su esposa sitios como Honolulu, Tokio, Sídney y Londres, retornó a mediados de junio a Estados Unidos para el estreno de Psycho. El largometraje obtuvo críticas mixtas, en su mayoría negativas, pero rompió récords de taquilla en varias partes del mundo y acumuló, frente a un presupuesto de ochocientos mil dólares, unos quince millones de dólares en ganancias. En palabras de Ackroyd (2015), fue una de las inversiones más redituables del director, que, para 1960, era ya el cineasta más famoso y más rico del mundo. Schatz (2015) afirma que Psycho marcó también otra «transición clave» en la carrera de Hitchcock y dio inicio a dos décadas en las que su obra tuvo «rendimientos comerciales y artísticos decrecientes» y evidenció una «decadencia constante».

#### Decadencia

##### Traslado definitivo a Universal

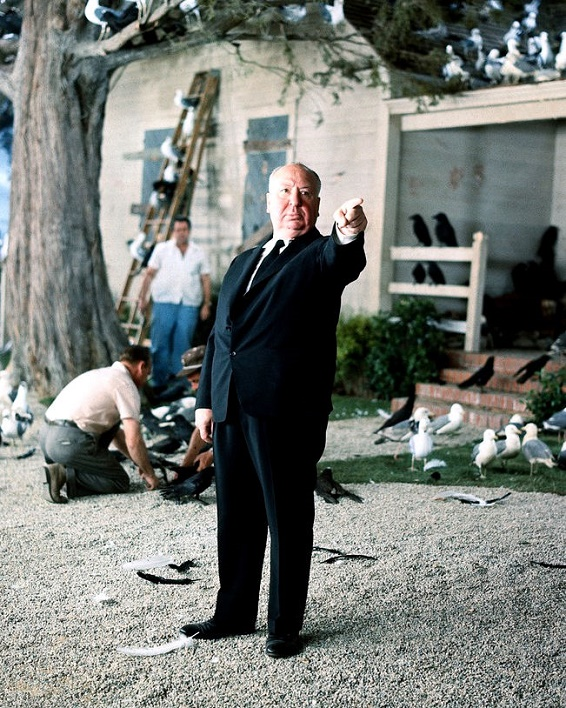
Imagen publicitaria de The Birds, película en la que Hitchcock hizo múltiples e inusuales improvisaciones de último minuto, incluido el cambio por un final abierto que no explicaba el motivo del comportamiento de las aves.

Spoto (1984) dice que la mayor parte del año 1961 fue «tranquilo y solitario para los Hitchcock. Pasaron numerosos fines de semana al norte de California». Mientras tanto, en búsqueda de su siguiente trabajo el director consideró diversas opciones, como un historia original llamada Blind Man, que sería protagonizada por James Stewart en el papel de un pianista ciego que recupera la visión con una cirugía y, en Disneylandia, descubre que lleva «los ojos de un hombre asesinado», por lo que sigue el rastro del homicida. Empero, no continuó la idea dado que Stewart se retiró del proyecto y Walt Disney afirmó que nunca permitiría al cineasta filmar una película en su parque. Otras consideradas fueron la obra teatral francesa Piège pour un homme seul de Robert Thomas o Village of Stars de Paul Stanton. Sin embargo, en última instancia, se decidió por Marnie de Winston Graham, por lo que comenzó a trabajar con Joseph Stefano en el guion. Para la película, Hitchcock esperaba tener a Grace Kelly, a lo que la princesa se mostraba dispuesta, pero hasta 1963 o 1964, lo que retrasó la continuación del proyecto.
En agosto de 1961, leyó en el Santa Cruz Sentinel sobre un ataque de pájaros en Santa Cruz —con el título «Una invasión de pájaros marinos golpea los hogares de la costa»—, lo que le recordó la novela corta The Birds de Daphne du Maurier con una temática similar. Decidido a que ese sería su siguiente filme, recurrió a Evan Hunter para el guion, luego de la negativa de Stefano de participar. Al establecerse que la trama se desarrollaría en Bodega Bay, al norte de San Francisco —a diferencia del original Cornualles de du Maurier—, el director y el guionista dieron inicio a sesiones diarias de trabajo y visitaron las locaciones. Ese verano, durante un corte comercial del programa Today, Alfred notó a una modelo rubia en un anuncio de una bebida, Tippi Hedren. La contactó a través de una agencia y se le plantearon algunas pruebas de imagen, tras lo que se externó el interés del cineasta en contratarla y, finalmente, firmó un acuerdo de siete años por quinientos dólares semanales.
Una noche, invitada a la casa de los Hitchcock, se le ofreció el papel de Melanie, la protagonista de The Birds. A finales del año, Alfred continuó sus sesiones de trabajo en el libreto en los estudios de Paramount y viajó, con su esposa, a Sankt Moritz por las vacaciones decembrinas. A su regreso, a lo largo de enero de 1962, revisó el primer borrador e hizo múltiples comentarios. En este sentido, según Spoto (1984), «un estudio de estas críticas deja la clara impresión de que el director estaba cuidando más el desarrollo de aquel argumento que de cualquier otro» desde Vertigo. La película, para la que el cineasta contaba con su director de fotografía Robert Burks, el editor George Tomasini y el diseñador de producción Robert Boyle, tendría escenas que necesitaban cientos de pájaros, motivo por el que se llevaron a cabo varias fallidas pruebas técnicas. Decidido a usar animales reales, Hitchcock optó por sobreponer los pájaros en algunas escenas. Asimismo, contrató al animador Ub Iwerks y le encargó la supervisión de la impresión óptica, para la que se usó el proceso de vapor de sodio. Igualmente, por esas fechas se incluyó en el reparto a Rod Taylor y a Suzanne Pleshette —en los papeles de Mitch y Annie, respectivamente—, así como a Jessica Tandy —en el rol de la madre de Mitch—.
Se planeó una banda sonora sin música, dominada por los sonidos naturales y efectos electrónicos, así como un presupuesto de 3.3 millones de dólares —el más alto para Hitchcock hasta ese momento—. Finalizado el guion, se inició un «complejo proceso de producción», con múltiples e inusuales improvisaciones de último minuto, no solamente en los diálogos, sino también en «ideas visuales que cada vez más enfocaban el subjetivo punto de vista de Melanie». 1962 fue también el año en que su programa televisivo Alfred Hitchcock Presents se transformó en The Alfred Hitchcock Hour, y en el que se trasladó definitivamente al estudio Universal, comprado por la MCA y encabezado por Lew Wasserman. Este traslado incluyó la venta de los derechos de las series de televisión y de varios largometrajes, lo que le permitió a Hitchcock convertirse en el tercer mayor accionista de la empresa. En los estudios Universal montó el «bungaló Hitchcock», un «lujosamente decorado complejo», con oficinas, comedor privado, sala de visionado y habitaciones de trabajo, que también sería la nueva sede de Alfred J. Hithcock Productions Incorporated.

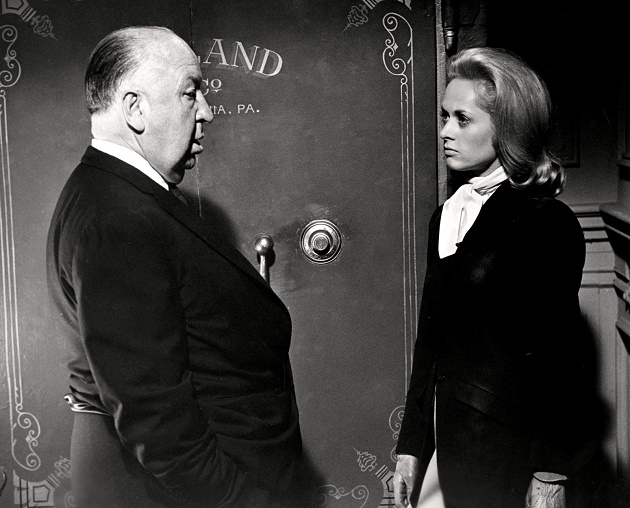
Imagen promocional de Marnie con Hitchcock y Tippi Hedren. Su relación profesional, caracterizada por la obsesión del cineasta con la actriz, terminó después de esa película.

Las grabaciones —«cansadas y problemáticas»— para The Birds comenzaron el 5 de marzo en localización y se extendieron veinte semanas hasta inicios del verano. Por el uso de pájaros vivos, muchas personas sufrieron picotazos y arañazos. Sin embargo, una de las escenas más desafiantes fue también una de las últimas programadas y en ella Melanie es atacada en un ático. De último minuto Hitchcock optó por animales reales y requirió una semana para terminarse; en palabras de Hedren, fue «la peor semana de mi vida». Igualmente, a última hora, el cineasta decidió eliminar varias páginas de diálogos y guion gráfico al decantarse por un final abierto en el que los protagonistas abandonan lentamente en automóvil un paisaje repleto de aves, sin explicar los motivos del comportamiento de los pájaros. Para el guionista Hunter ese cambio fue una traición. Por otra parte, Hitchcock mantuvo un constante estado de «tensión y malestar», a la vez que se obsesionó con su protagonista femenina, a la que ordenó mantener constantemente vigilada. Años después, Hedren insistió en esa obsesión del director y aseguró que, al rechazar sus avances sexuales, la amenazó con arruinar su carrera.
Para ese momento, Hitchcock había anunciado prematuramente que Kelly sería la protagonista de Marnie, lo que motivó a los monegascos a exigir que la princesa terminara las negociaciones. Al respecto, dice McGilligan (2003): «Independientemente del rostro público que Hitchcock haya puesto frente a este revés, en privado estaba destrozado. Él y Hollywood habían perdido a Kelly, para siempre». La misma semana en que la otrora actriz se retiró del proyecto, el cineasta François Truffaut le propuso a Alfred grabar una extensa entrevista que abarcara toda su carrera, cuya transcripción se publicaría en forma de libro. Con The Birds, Hitchcock mantenía «ambiciones artísticas», por lo que optó para el estreno europeo del filme por el Festival de Cannes, así como un preestreno en el Museo de Arte Moderno.
No obstante, tras su estreno en marzo de 1963, recibió críticas mixtas y ganancias modestas en la taquilla, muy lejanas a las de Psycho. Durante la posproducción de The Birds, en el segundo semestre de 1962, Hitchcock tuvo sus primeras entrevistas con Truffaut —y Helen Scott, que actuó como traductora—, a la vez que consideró varias actrices para el protagónico de Marnie, aunque finalmente se decidió por Hedren. Mientras tanto, Hunter continuaba sus trabajos en el guion de la película y expresaba su rechazo a una escena que el cineasta quería añadir, una violación conyugal. Al concluirlos, en abril de 1963, se le comunicó que estaba despedido. Posteriormente, Alfred acudió con la guionista Jay Presson Allen, al considerar que sería necesaria una visión femenina para la película, que abordaría la historia de la cleptómana Marnie Edgar, traumatizada por una experiencia infantil y forzada al matrimonio por Mark Rutland, víctima de uno de sus robos. En esos primeros meses de 1963, Hitchcock se dedicó a la promoción de The Birds con una gira en varias ciudades de Estados Unidos, la presentación en Cannes y entrevistas con personajes como Peter Bogdanovich y Oriana Fallaci.
Hitchcock y Allen mantuvieron una buena relación; entre junio y septiembre, la guionista desarrolló el libreto y entregó, en octubre, la versión final. Para ese momento, ya se había decidido que el protagónico masculino era de Sean Connery, además de que ya se habían rodado exteriores en Filadelfia, Baltimore y Hartford. La filmación, que se produjo entre octubre de 1963 y febrero de 1964, estuvo marcada nuevamente por la creciente obsesión del cineasta con la actriz; según Ackroyd (2015), ninguno de los dos disfrutó el trabajo y Alfred, además, «estaba tomando más que nunca y era común que se quedara dormido después del almuerzo. Tenía una sensación general de mala salud y solía mostrarse alterado o ansioso». Según una versión, luego de que le rechazara a Hedren un fin de semana libre, la intérprete respondió «sarcásticamente haciendo referencia al peso del director», por lo que, hacia el final de las grabaciones, ambas partes no se hablaban entre sí —el asistente de dirección Hilton Green negó esto último—. Varias fuentes también mencionan que, por esas fechas, Hitchcock le habría hecho proposiciones sexuales a Hedren. De cualquier forma, esta fue su última colaboración juntos —en el otoño de 1965 se rescindió su contrato con la actriz— y la producción resultante fue el primer «fracaso total» del cineasta en al menos diez años.

##### Pérdida de colaboradores
Duncan (2019) argumenta que, a partir del inicio de la década de 1960, Hitchcock, sin algunos de sus protagonistas principales, como Cary Grant o James Stewart, comenzaba a perder el control de sus actores, intérpretes de una nueva generación, adeptos de la actuación del método que ponía en el centro al desarrollo de los personajes. El autor sostiene que la calidad de sus películas sufrió de la erosión causada por la constante reducción de su equipo cercano. En este sentido, Marnie fue el último trabajo que compartió con el director de fotografía Burks, el editor Tomasini y el compositor Herrmann.
De acuerdo con Spoto (1984), Hitchcock pasó la primavera de 1964 en un «hosco semiaislamiento, emergiendo del retiro de su casa y de Alma solamente para echar un vistazo a un rollo o dos de Marnie y para dar la impresión» de estar trabajando en su siguiente proyecto. A la par que aumentaba su fortuna —entre ganancias e inversiones—, también lo hacía su «fanática adhesión a la rutina». En mayo, los Hitchcock viajaron a Europa, donde visitaron a los príncipes de Mónaco y a Ingrid Bergman en París, sitio en el que Alfred se reunió nuevamente con Truffaut; a finales del año, también visitaron Sankt Moritz e Italia. Dado el «desastre» de Marnie, los ejecutivos de Universal ahora le exigían emplear «grandes nombres» y someter a su consideración guion, diseño y costos de producción. Para ese momento, el cineasta consideraba cuál sería su próximo largometraje, entre los que barajaba adaptaciones de Mary Rose de James Matthew Barrie y The Three Hostages de John Buchan, así como R.R.R.R.R., idea original que giraría en torno a un hotelero italiano y su familia, que resulta ser una banda de ladrones, empero, los trabajos iniciales de esta última propuesta no tuvieron resultados.
McGilligan (2003) dice que, para Hitchcock, los funerales —incluyendo el de su editor Tomasini en noviembre de 1964— comenzaban a «acumularse» y «pese a la alegre máscara (y uniforme) de funerario» que usaba en sus apariciones públicas, «la enfermedad y la muerte lo conmovían», al tiempo que tenía una preocupación creciente con su propia salud. En 1964, también trabajó con Joan Harrison y Norman Lloyd en la temporada final de su programa televisivo, que ahora duraba una hora por episodio, y al que había aceptado «silenciosamente» terminar. Los médicos le recomendaron reducir sus actividades y disminuir su ingesta de alcohol y comida, además de que habría comenzado a recibir inyecciones de cortisona. Para su siguiente largometraje optó por otro planteamiento, emanado del éxito internacional de James Bond: en noviembre de 1964, se acercó a Vladimir Nabokov con la idea de un científico estadounidense que deserta en Europa Oriental, pero que es realmente un doble agente. Aunque el novelista rechazó tomar el trabajo, el proyecto avanzó con Brian Moore al frente del libreto de lo que resultaría Torn Curtain.

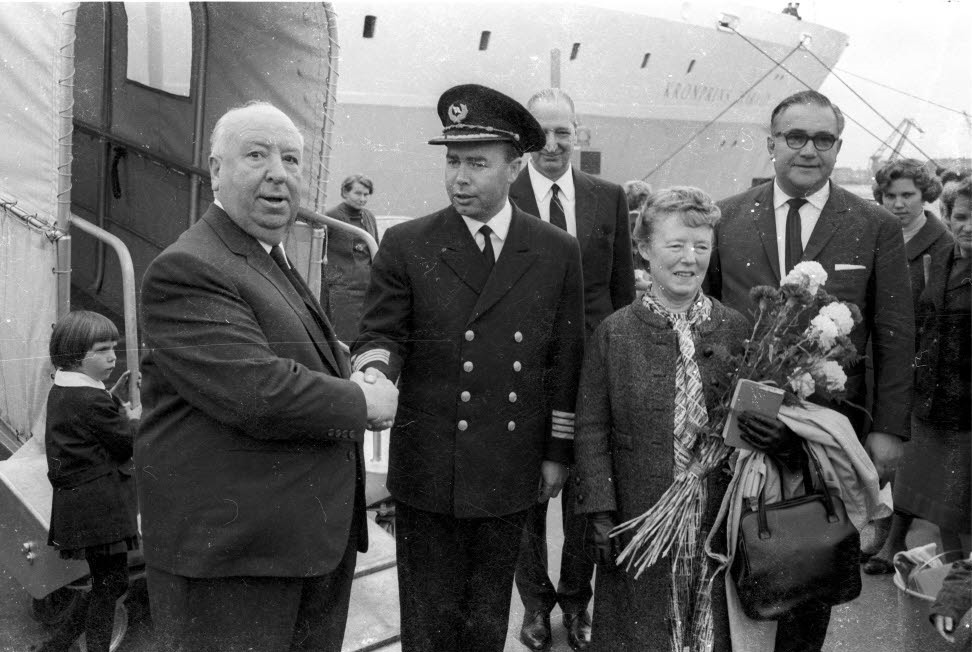
Hitchcock y Reville durante su viaje a Europa en septiembre de 1966. Para ese momento, en cuanto a su carrera, el cineasta acumulaba una hilera de «desastres» y se encontraba en la «posición más inestable» en años.

El 7 de marzo de 1965, Hitchcock recibió el premio Milestone del Producers Guild of America por su «contribución histórica a la industria cinematográfica» de Estados Unidos. Con respecto a Torn Curtain, el guion resultó ser un elemento problemático; Moore trabajó en él los primeros meses del año, pero prontamente consideró que «estábamos en problemas», pues aseguró que Hitchcock «no tenía absolutamente ninguna idea de lo que significaba la palabra personaje» y que el libreto «se estaba convirtiendo en una mezcolanza de efectos y recursos viejos». Según el propio guionista, en un punto le dijo al director que «si se tratara de un libro que yo estuviera escribiendo, o lo rompería o volvería a escribirlo». Tras ello, terminó su colaboración y Alfred acudió con Keith Waterhouse y Willis Hall para reescribir el trabajo de Moore, aunque en realidad solo hicieron modificaciones menores. Sumado a lo anterior, durante el rodaje ambos protagonistas —Paul Newman y Julie Andrews por insistencia de Universal— no se mostraron satisfechos con la forma de dirigirlos de Alfred.
Asimismo, cuando Newman le escribió señalando algunos problemas con el guion, Hitchcock lo asumió como una ofensa. Concluidas las grabaciones para febrero de 1966, Herrmann desarrolló la música del filme que, sin embargo, iba en contra de las instrucciones de Hitchcock y la Universal —que pedía música popular y no sinfónica—; cuando se la mostró al primero y le cuestionó por los pretendidos cambios —«¿Qué es lo que quieres de mí? Yo no escribo música pop»—, el cineasta terminó su relación con el compositor. Finalmente, esa parte de la producción quedó a cargo de John Addison. Terminado el proyecto y previo al estreno a mediados del verano, Alfred viajó a Londres, donde asistió a la Sociedad Cinematográfica de la Universidad de Cambridge y se reunió nuevamente con Truffaut, así como a Orbetello, Italia. También el 7 de julio, recibió la medalla de honor cultural de la ciudad de Nueva York y, en esas fechas, se le dieron menciones o reconocimientos en las universidades de Harvard, Boston y la Comunidad de Massachusetts. El 27 de julio, se estrenó Torn Curtain, que resultó ser «una segunda caída, más costosa», para el director.
En palabras de McGilligan (2003): «Marnie fue un revés, pero Torn Curtain fue un profundo fracaso que indicaba una condición más crónica, un malestar». Pese a su lugar en la empresa, el director se encontraba en la «posición más inestable» en años, ante los crecientes presupuestos de los filmes y la hilera de «desastres» que enfrentaba. En suma, su carrera estaba en «crisis». En agosto, en Londres se hizo un homenaje en su honor a iniciativa de la Universal, cuyo anfitrión fue Michael Balcon. Además, impulsada por este último, la London Film Society «había decidido olvidar las viejas heridas» ocasionadas por su traslado a Estados Unidos en 1939. A lo largo de los dos meses siguientes, Alfred y Alma tomaron unas vacaciones y visitaron varias ciudades, como Tel Aviv, Copenhague, Estocolmo, Múnich y París. En febrero de 1967, Benn Levy —involucrado en el guion de Blackmail— comenzó a trabajar, a petición del director, en el libreto de un nuevo proyecto, denominado en ese momento Kaleidoscope Frenzy, sobre un asesino psicópata.

##### Obras finales

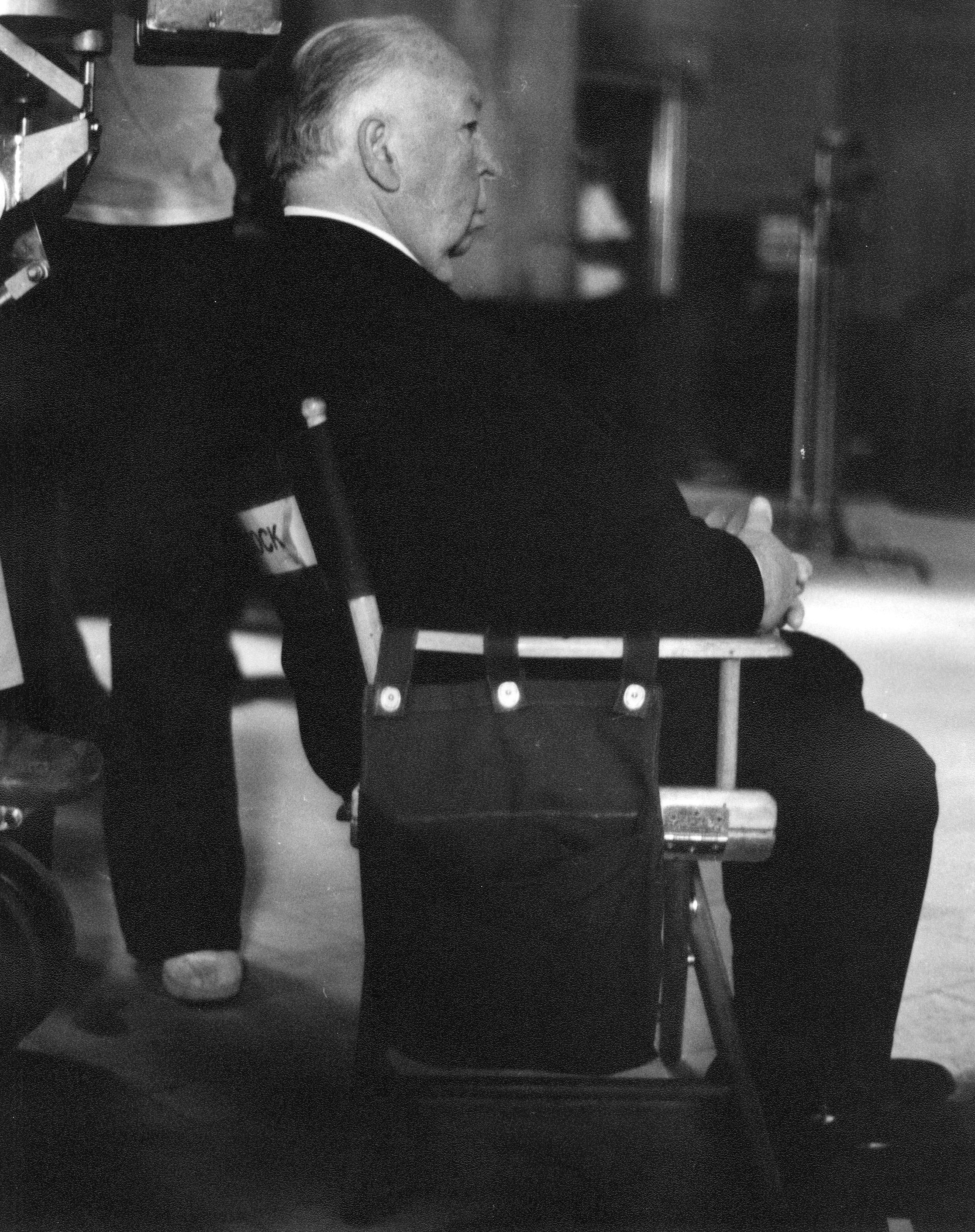
Según Chandler (2005), durante las grabaciones de su último filme, Family Plot, en 1975, Hitchcock estaba aquejado por dolor físico constante y tenía temores de sufrir una caída por sus debilitadas piernas. «Creía que un director no podría dirigir si perdía su dignidad».

Cuando el tratamiento de Kaleidoscope Frenzy llegó a un punto muerto, pasó a manos de Howard Fast. A este último Hitchcock le presentó una rara confesión de que el cine moderno lo había rebasado: «Acabo de ver Blow-Up de Antonioni. ¡Estos directores italianos me llevan un siglo de ventaja en términos de técnica! ¡Qué he estado haciendo todo este tiempo!». La idea del director era integrar a su filme algunas de las técnicas de los cineastas italianos, como la grabación con cámara en mano o el uso de luz natural. No obstante, una vez terminado el proyecto se lo presentó a Universal, pero fue rechazado; Hitchcock «estalló en lágrimas» ante la negativa. 1967 fue otro año de inactividad para Alfred que, según Spoto (1984), vivió un periodo de «profunda inquietud y depresión». A inicios del siguiente año, tras retornar de unas vacaciones con Alma, aceptó hacerse cargo de la adaptación cinematográfica de Topaz de Leon Uris, cuyos derechos había adquirido Universal. Aunque el escritor había sido contratado para redactar el guion —entregó un borrador y terminó su colaboración en julio de 1968—, sus desacuerdos con Hitchcock llevaron a este último a optar por Samuel Taylor, con quien había colaborado en Vertigo, para los trabajos del libreto.
En ese mismo 1968, el director fue galardonado con el premio en memoria de Irving Thalberg de la Academia de Artes y Ciencias Cinematográficas, «por el más consistente alto nivel de producción conseguido por un productor individual». Taylor (1980) y Spoto (1984) lo describen como un galardón de consolación dado que nunca recibió el Óscar a la mejor dirección; durante la ceremonia, su discurso de agradecimiento consistió en un único «Gracias». El 3 de mayo, anunció a la prensa su nueva película y, poco más de un mes después, recibió un doctorado honoris causa de la Universidad de California en Santa Cruz. El 10 de julio, planteó una última defensa de Kaleidoscope Frenzy, empero, el resultado fue «humillante» y ese proyecto quedó pospuesto indefinidamente, mientras que se aprobó un presupuesto de cuatro millones de dólares para Topaz, el más grande de su carrera. Para el filme, optó por actores relativamente desconocidos con los que, sin embargo, no logró entablar una buena relación; el resultado final, una trama de espías ambientada en la crisis de los misiles de Cuba de 1962, fue un «desastre total».
Se filmó en Copenhague, Wiesbaden, París, Washington D. C., Nueva York y en los estudios Universal de Hollywood, a la vez que, de acuerdo con el guionista Taylor, algunas escenas se escribieron horas antes de grabarse. Por su parte, Ackroyd (2015) sostiene que Hitchcock estuvo «ansioso y desanimado» durante el proceso, cuando no «francamente aburrido». La película se estrenó el 19 de diciembre de 1969 y, para su promoción, el director visitó cincuenta ciudades, apareció en 93 programas televisivos y ofreció más de cien entrevistas. No obstante, en palabras de Spoto (1984), tanto la audiencia como la crítica estuvieron de acuerdo en que la producción mostraba que «Hitchcock había perdido la fe en sus héroes [...] la fe en su propia habilidad de hacer buenas películas». En los primeros meses de 1970, mientras buscaba su siguiente proyecto, se le envió una copia de Goodbye Piccadilly, Farewell Leicester Square de Arthur La Bern, con una historia similar a la de su pretendida Kaleidoscope Frenzy: un asesino, impotente sexual, que asedia a las mujeres del centro de Londres y al hombre acusado equivocadamente de esos crímenes. El cineasta se decidió a filmar el largometraje en Londres, para el que reutilizó el título de su fallido proyecto. Por su parte, el estudio le concedió un presupuesto de 2.8 millones de dólares luego de advertirle que los gastos millonarios de Topaz no se repetirían a menos que hubiera «seguras garantías en guion, reparto y control de producción».
Hitchcock le pidió, en diciembre de 1970, al escritor Anthony Shaffer que asumiera los trabajos del libreto. Las actividades de Frenzy comenzaron poco después, a inicios de 1971, cuando Shaffer completó un primer borrador de guion y se comenzó la búsqueda de locaciones. En este sentido, buena parte de la trama se ambientó en Covent Garden. A mediados de junio, se le nombró a Alfred caballero de la Legión de Honor francesa, a la vez que se entrevistó con los actores teatrales londinenses en busca de su elenco, que quedó conformado por Barry Foster, en el papel del asesino, Jon Finch, el hombre erróneamente acusado, Anna Massey, como la pareja de Finch, y Alec McCowen, como el inspector jefe. Al principio, el cineasta se mostraba interesado en los detalles y de buen humor, sin embargo, ese mismo mes, Alma sufrió un accidente cerebrovascular, lo que le ocasionó parálisis en un brazo y problemas en la marcha. Cuando se pudo recuperar lo suficiente, se le trasladó a California para continuar su tratamiento, mientras que iniciaron las filmaciones en julio. Los problemas de salud de su esposa terminaron con el interés de Hitchcock en el largometraje, salvo por tres escenas, y le llenaron de ansiedad, a la vez que aumentó considerablemente su consumo de alcohol y alimentos.

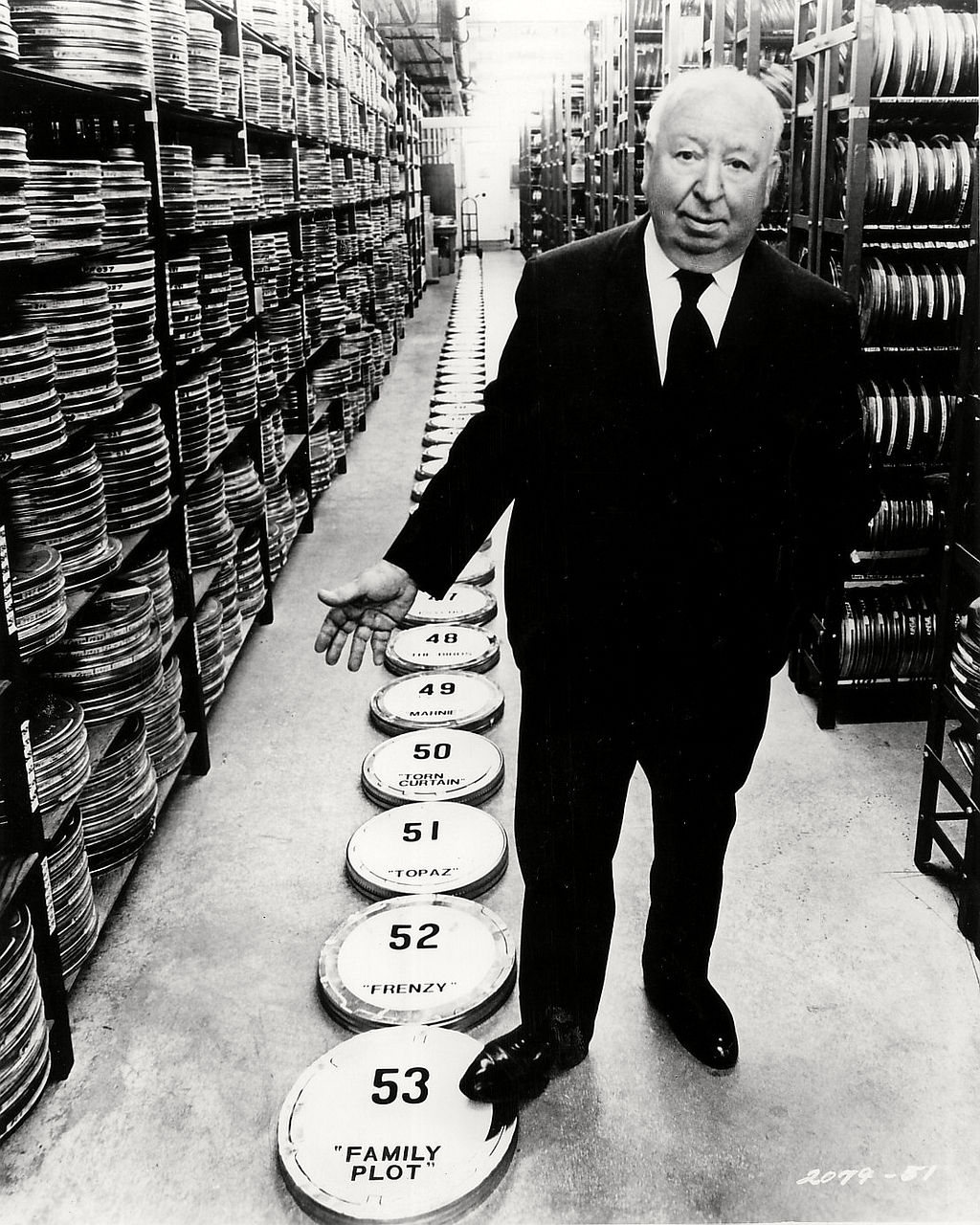
Imagen promocional de Hitchcock de 1976 que muestra las cintas de los 53 largometrajes que dirigió. Aunque trabajó algún tiempo en un siguiente proyecto —The Short Night—, en mayo de 1979 optó por terminar su carrera.

Las grabaciones se extendieron hasta octubre siguiente, momento en que retornó a Estados Unidos y en el que iniciaron los trabajos de posproducción, a los que se pudo integrar una casi completamente recuperada Alma. Uno de los «trabajos de Hitchcock más seguro de sí mismo en años» y un retorno a la temática del hombre equivocado, Frenzy se estrenó el 25 de mayo de 1972 en Londres, luego de presentarse poco antes en el Festival Internacional de Cine de Cannes. En este último, el cineasta —según Truffaut— se veía «envejecido, cansado y tenso», sin embargo, recibió una ovación de pie al término de la proyección y, una semana después, «se veía quince años más joven». El largometraje fue un éxito, recaudó 16 millones de dólares y recibió buenas críticas —de acuerdo con McGilligan (2003), «Hitchcock no había visto críticas así de buenas en años»; el mismo autor sostiene que el filme «resucitó su reputación en el ocaso de su carrera»—. Poco después, todavía sin la idea del retiro en la mente, comenzó a buscar su siguiente proyecto, para lo que, en 1973, adquirió los derechos de The Rainbird Pattern de Victor Canning y le pidió a Shaffer que trabajara en una adaptación. Para este momento, su consumo de alimentos y alcohol era mayor «al que recomendarían los doctores» y su peso se convertía en una «creciente carga».
Durante febrero de ese mismo año, el Museo de Arte del Condado de Los Ángeles, en colaboración con el American Film Institute, presentó una retrospectiva de su carrera, con la proyección de veintiún de sus filmes y nueve de sus programas de televisión. A lo largo de ese año, la vida del cineasta, que ahora se enfrentaba también a una «incipiente artritis», consistió en una «monótona sucesión de viajes a la oficina», intercalados por sesiones de lectura en su casa y ocasionales invitaciones a cenar a un escritor o actor. Empero, en octubre de 1973, «empezó a mostrarse lo suficientemente aburrido de su vida» como para iniciar las sesiones de trabajo para su siguiente producción, titulada en ese momento One Plus One Equals One. Descontento con la labor de Shaffer, acudió con el guionista Ernest Lehman, con quien había colaborado en North by Northwest, para el desarrollo del libreto. Spoto (1984) asegura que las grabaciones de las sesiones de trabajo de Hitchcock y Lehman muestran a un «director alternativamente tenso, desinteresado y enraizado en su pasado [...] pero con ocasionales estallidos de visión y energía». El guionista completó un primer borrador en abril de 1974, momento en que el proyecto se denominaba Deception, mas los problemas de salud de Alfred retrasaron la terminación del guion.
En el otoño de ese año, luego de sufrir mareos, que evidenciaron una patología cardíaca, se le colocó un marcapasos artificial, lo que le ocasionó varias complicaciones, como fiebre y dolor. Tuvo un nuevo ataque agudo de gota, colitis, fue intervenido quirúrgicamente por litiasis renal y, en torno al día de Acción de Gracias, sufrió la primera de varias caídas relacionadas con su artritis, sus fármacos y su alcoholismo. Pese a todo, a inicios de 1975, retomó los trabajos de su largometraje; rechazando las recomendaciones de Universal —que abogaban por Liza Minnelli y Jack Nicholson para los protagónicos—, optó, por motivos económicos, por Barbara Harris y Bruce Dern, a los que se sumaron Karen Black y William Devane para completar el elenco de lo que terminó por llamarse Family Plot, cuya historia gira en torno a una fraudulenta médium —Harris— contratada para encontrar al heredero de una enorme fortuna. Ayudada de su novio —Dern—, emprenden la búsqueda de quien resulta ser un acaudalado joyero —Devane— que comete secuestros con su pareja —Black— a cambio de rescates pagados con joyas. Las filmaciones —llevadas a cabo en San Francisco y en los estudios de Universal— iniciaron en mayo y, durante ellas, entabló amistad con Dern, que fungió como «su animador cuando la fatiga se asentaba». Ackroyd (2015) plantea que el actor notó el compromiso del cineasta con el filme y que «no había alguien más atento [a los detalles] en el plató».
En contraste, durante esas épocas, corrió el rumor de que Alfred dirigía desde su automóvil por su desinterés en el proyecto, frente a lo que Chandler (2005) detalla que el director sufría de dolor físico persistente y tenía temores de sufrir una caída por sus debilitadas piernas; Hitchcock estaba convencido de que «un director no podría dirigir si perdía su dignidad» y le aseguró a la autora que «[m]i dignidad es una carga pesada que llevar». Al final de su colaboración, el director y Lehman no se hablaban, salvo por mensajes, pues constantemente estaban en desacuerdo. Una de sus principales «diferencias de opinión» fue la escena final, en la que Harris guiña directamente a la cámara. Para julio, exhausto, aceleró los trabajos para terminar las grabaciones, un comportamiento «errático» con el que «simplificaba escenas y sacrificaba la claridad en aras de la velocidad»; poco después, dejó la posproducción a sus asistentes, salvo por la supervisión de la banda sonora, que quedó a cargo de John Williams. A finales del año, Alma y Alfred, ambos con un estado precario de salud, tomaron unas vacaciones navideñas en Sankt Moritz y retornaron a inicios de 1976. El 21 de marzo siguiente, la Universal organizó una presentación en la Los Angeles International Film Exposition, cuyos organizadores le otorgaron el premio Filmex, creado especialmente para esa ocasión. Poco después, el 9 de abril, se estrenó la producción a nivel nacional. Family Plot no fue un éxito comercial y recibió críticas mixtas, aunque «generalmente cálidas».

### Últimos años

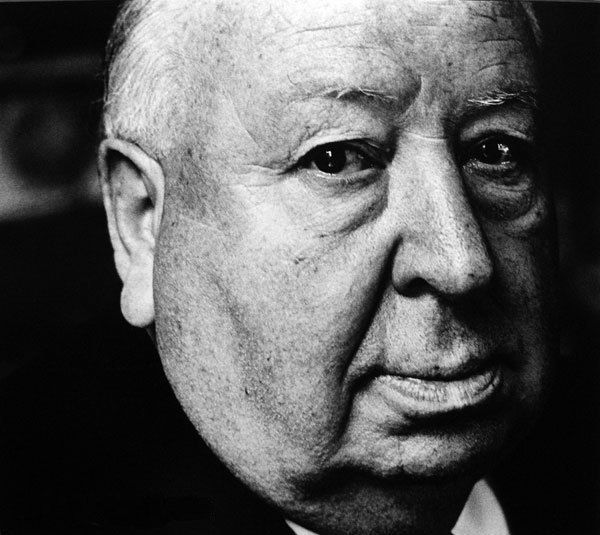
Hitchcock falleció el 29 de abril de 1980 en su residencia de Bel-Air. Sus últimos años estuvieron marcados por su deteriorada salud y por su insistencia en trabajar el guion de The Short Night.

Poco después del estreno de Family Plot, Alma sufrió un nuevo y grave accidente cerebrovascular que la confinó a su residencia en Bellagio Road; el resto de 1976, Hitchcock se encargó de arreglar sus cuidados. Tiempo después, su nieta narró que estaba tan «afectado» por la salud de Alma que, «con lágrimas en los ojos, preguntaba "¿Qué es lo que voy a hacer?"». A inicios de 1977, comenzó a considerar seriamente iniciar los trabajos de su siguiente producción; luego de descartar Unknown Man No. 89 de Elmore Leonard, se decantó por retomar su idea de filmar «un James Bond realista para lavar la mancha de sus fracasos previos», para lo que escogió The Short Night de Ronald Kirkbride —novela de suspenso y romance sobre un agente doble que logra escaparse de la prisión de Wormwood Scrubs—, cuyos derechos había adquirido Universal casi diez años antes. Pese a estar afectado por la artritis y con la vista y audición deteriorados, diariamente acudía a las oficinas en su bungaló a las diez de la mañana.
Durante el verano y el otoño siguientes, trabajó con James Costigan el libreto, sin embargo, no hubo resultados con esa colaboración, por lo que, en octubre, acudió con Lehman; ese también fue para el cineasta un periodo de resfriados, dolores de espalda e inyecciones de cortisona, ya aplicadas directamente a sus rodillas. Lehman se retiró del proyecto ante su desacuerdo con añadir la escena, solicitada por Hitchcock, de una brutal violación. Se reunió un equipo de producción —que incluía a Robert Boyle y Norman Lloyd, entre otros—, que viajó a Finlandia para fotografiar escenarios. Por otra parte, se consideraron varios actores para los papeles principales, aunque al final las cosas se orientaban hacia Sean Connery y Liv Ullmann. Sin guionista, le pidió ayuda a Shaffer y se disculpó con él «por lo que ocurrió con Family Plot», además de que le dijo: «¡Tony, todos me están traicionando! ¡Todos me abandonan! ¡Tiene que venir usted a rescatarme!», pero el escritor lo rechazó.
En este sentido, varias personas comenzaron a preocuparse por el deterioro de su salud física y mental, así como por su creciente alcoholismo. Lo anterior también aumentó las dudas respecto al proyecto que estaba desarrollando, dudas que incluso el propio Alfred llegó a externar. Aunque trabajó con Lloyd algún tiempo en el verano de 1978, cuando este consideró que no estaban listos para pasar del tratamiento al guion, Hitchcock lo apartó. Poco después, el director sufrió una fuerte caída en su baño, lo que lo forzó a utilizar un bastón y a colocar pasamanos en su residencia. Finalmente, entre diciembre de 1978 y mayo de 1979, trabajó con su último guionista, David Freeman; al respecto de su colaboración, Freeman detalló: «El tiempo que pasamos juntos fue siempre decoroso, frecuentemente placentero, ocasionalmente tenso», a la vez que describió a un Hitchcock «[a] la deriva en la senilidad y la depresión». El cineasta sentía «vergüenza y miedo»; en alguna ocasión, previo a una sesión de trabajo del libreto, le dijo a su asistente —Peggy Robertson— «que no podía continuar» y le preguntaba repetidamente: «¿Cuándo crees que me iré? ¿Cuándo?». En otro momento, durante una visita de Ingrid Bergman, según narró la propia actriz, «tomó mis manos, lágrimas corrieron por su cara y dijo "Ingrid, me voy a morir"».
| Ruego me permitan mencionar por nombre solamente a cuatro personas que me han dado el mayor cariño, aprecio, apoyo y constante colaboración. La primera es una editora, la segunda una guionista, la tercera la madre de mi hija Pat y la cuarta una buena cocinera que siempre hizo milagros en una cocina doméstica, y sus nombres son Alma Reville. —Fragmento del discurso de aceptación de Hitchcock del Life Achievement Award del American Film Institute. |

El 7 de marzo de 1979, se le entregó el Life Achievement Award del American Film Institute. Sin embargo, en el camino a la ceremonia, se negó a colaborar con los arreglos hasta casi una semana antes, pues, según Freeman «[t]odo lo relacionado con la cena se [había] vuelto fúnebre en su mente». En este sentido, el mismo día de la entrega, recibió un telegrama de felicitación de Frank Capra en el que se lamentaba por no poder acudir, «Hitch lo tomó en sus manos, lo leyó, lo releyó y lloró [...] porque [daba] fe de su propia muerte». Para la ceremonia se grabó previamente su discurso de aceptación, mas durante el evento se intercalaron las versiones grabada y en vivo. El 8 de mayo, anunció su determinación de cerrar sus oficinas en Universal, una decisión que enfureció a su equipo pues Hitchcock no les dio la noticia personalmente, no les dio un aviso previo y no había hecho preparativos considerando sus futuros, en lo que para algunos fue un «acto final de desconsideración o egoísmo».
Sin embargo, durante un breve periodo retornó a los estudios y reanudó sus actividades diarias en unas cuantas oficinas restantes en el bungaló. Para Freeman, Hitchcock era como «una enigmática figura inglesa-chejoviana, interpretando los últimos días de su Raj privado e imaginario». No obstante, poco después, aceptó que su obra había terminado. En diciembre, en la lista de honores del año nuevo de la reina Isabel II, se le nombró caballero comendador de la Orden del Imperio Británico, empero, imposibilitado de viajar a Londres, recibió los documentos oficiales en una ceremonia llevada a cabo el 3 de enero de 1980 en una oficina ficticia montada en un estudio de Universal. El 16 de marzo, realizó su última presentación pública con una introducción grabada a la ceremonia del Life Achievement Award que se entregó a James Stewart; poco después salió por última vez de su hogar para unos estudios en el Centro Médico Cedars-Sinaí. Según Ackroyd (2015), Hitchcock «[p]erdió el interés por el mundo. Se negó a comer y beber. Era frío, e incluso hostil, con los visitantes. Le gritó a su médico. Había vuelto la cara hacia la pared. Parecía haber olvidado que Alma seguía en la misma casa». A inicios de abril, disminuyeron sus dolores por la artritis, pero poco después presentó disfunciones renal, cardíaca y hepática; sus días finales permaneció prácticamente inmóvil en su cama. Falleció por insuficiencia renal el 29 de abril a las 09:17 horas en su residencia en Bellagio Road, Bel-Air.

## Vida privada
En su entrevista con Truffaut, Hitchcock aseguró que no leía «casi ningún periódico», salvo The Times —«porque es un periódico, muy seco, muy austero, con detalles muy ingeniosos»—, de igual forma que, dijo, no leía libros de ficción, únicamente «biografías de personajes contemporáneos y libros de viajes». También agregó que: «No me intereso por el estilo literario, excepto en Somerset Maugham, cuya sencillez admiro». Al preguntarle el cineasta si aceptaba que «se le considere como un artista católico», Alfred indicó: «Pertenezco a una familia católica y he recibido una educación religiosa muy estricta. [...] No creo que se pueda decir que soy un artista católico, pero sí es posible que la educación, que es tan importante en cualquier hombre, y mi instinto, aparezcan de alguna manera en mi trabajo». La guionista Jay Presson Allen lo describió como un «hombre muy eduardiano». Y añadió: «Se reprimía constantemente. Para exteriorizar sus represiones creaba un marco [...] su arte. Esta era su forma de [legitimarlo] todo y transformar sus sentimientos y represiones en algo creativo».

## Estilo cinematográfico

### Valoración crítica
En 1949, el crítico Lindsay Anderson escribió para la revista Sequence un reportaje sobre la obra de Hitchcock donde consideraba los filmes de la década de 1930 como sus más «memorables y disfrutables contribuciones al cine». Tomando como ejemplo The Lodger: A Story of the London Fog (1927), de la que destaca el «rápido e ingenioso estilo de narración» y el «realismo consciente de sus lugares y personajes», Anderson afirmó:

Esta inventiva y destreza visual formaría la base del estilo de Hitchcock; son las características de un narrador nato, de alguien que se deleita en sorprender y confundir las expectativas, para construir el suspenso hasta un clímax de violencia y entusiasmo.

Sin embargo, también en su artículo, Anderson afirmaba que Hitchcock «nunca ha sido un director "serio". Sus películas no son interesantes por sus ideas o por sus personajes». De acuerdo con Martínez Martínez (2011), la visión de Anderson —Hitchcock como «maestro técnico», pero director poco serio de obras con un «brillo superficial»— predominó dentro de la crítica en inglés durante la siguiente década. Años después comenzó la revaluación de su trabajo a partir de la llegada de la Nouvelle vague francesa y dentro de las páginas de la revista especializada Cahiers du Cinéma, así como con el primer libro dedicado a su obra Hitchcock (1957), escrito por Éric Rohmer y Claude Chabrol. La postura de los franceses se basaba en la teoría de autor —promovida también por François Truffaut— y que hacía del director «un creador, un artista en el máximo sentido de la palabra». Por tanto, la década de 1960 fue un «periodo crucial de revaluación» de su trabajo; en esa década se desarrolló el primer libro al respecto en inglés, a cargo de Peter Bogdanovich, en 1963, y con base en una entrevista entre ambos.
Cinco años después, Andrew Sarris —promotor en Estados Unidos de la teoría del autor— planteó en Film Culture «la primera estimación apropiada del rol que Hitchcock tuvo en el cine estadounidense». En su libro The American Cinema escribió: «Alfred Hitchcock es el técnico supremo del cine estadounidense [...] [Su] reputación ha sufrido por el hecho de que le ha dado a las audiencias más placer del que es permisible para el cine serio. Nadie tan entretenido podría parecer profundo para esos puritanos intelectuales». Por su parte, Robin Wood escribió en 1965 su obra Hitchcock's Films, «el primer tratamiento analítico en inglés del trabajo de Hitchcock».

### Temáticas

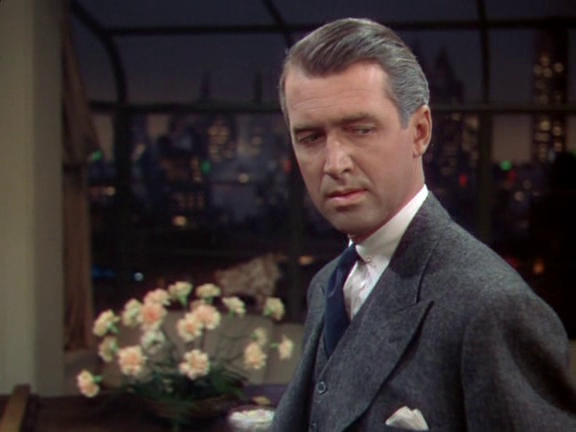
Al final de Rope (1948), el profesor Cadell acepta «el peso de un remordimiento que sus alumnos son incapaces de sentir». La «transferencia de la culpa» es un concepto frecuente en la literatura sobre la obra hitchcockiana.

De acuerdo con Walker (2005), los sentimientos de culpa y el impulso de confesar que se presentan en las películas de Hitchcock condujeron a Cahiers du Cinéma a «identificar un discurso católico» en su obra: «Los matices católicos están presentes en la estructura narrativa: casi siempre, después de la confesión, un personaje debe enfrentarse a una prueba, como si fuera necesario hacer penitencia antes de lograr la redención en la forma secular de un final feliz». En este sentido, McGilligan (2003) asegura que el demonio hitchcockiano «es muy católico, un demonio omnipresente, encerrado en una eterna lucha con el bien». Coincide en que la «tensión entre crimen y castigo en sus películas casi siempre la resuelve, curiosamente, el criminal, no la policía» y la culpa obliga a un «final confesional», que se convierte en una «especie de perdón o absolución».
En su libro sobre la obra hitchcockiana —que abarcó hasta The Wrong Man (1956)— Rohmer y Chabrol (1979) plantean que «no hay una sola película de Hitchcock que no esté, más o menos, marcada por las ideas y símbolos cristianos», y añaden: «La noción de la Providencia las atraviesa como filigrana y se materializa en algunos signos dispersos, como la Biblia de Hannay en The 39 Steps o el súbito descubrimiento del barco en Rebecca. Casi sale a la superficie en la segunda versión de The Man Who Knew Too Much y es la base misma de The Wrong Man». Para los autores, el diablo se reconoce en personajes como Bruno de Strangers on a Train, el ama de llaves de Rebecca o el tío Charlie de Shadow of a Doubt, pero se aleja de Mefistófeles: «Son, más que demonios, personas "poseídas". Siempre se les ofrece una oportunidad; conservan su ambigüedad humana».
Por otra parte, un elemento central de su obra —de acuerdo con los críticos de Cahiers du Cinéma— es la «transferencia de la culpa». Rohmer y Chabrol (1979) hablan de una «comunidad en pecado» —un «recto ético o religioso» que pasa, «en la forma de "transferencia"», a un «verso estético y psicológico»—, que ejemplifican con la forma en que Henrietta de Under Capricorn (1949) asume la culpa del crimen real y moral de su esposo, de igual forma que el profesor Cadell en el final de Rope (1948) acepta «el peso de un remordimiento que sus alumnos son incapaces de sentir». A su vez, en El cine según Hitchcock, François Truffaut le dijo al director que: «Casi todas sus películas cuentan la historia de un intercambio de asesinato. Tenemos generalmente en la pantalla a quien ha cometido el crimen y al que hubiera podido cometerlo. [...] es indiscutible que casi todos sus [filmes] cuentan la misma historia».

Cada ser necesita verse en el reflejo de la consciencia de alguien más; pero en este universo en el que la salvación brilla solamente a la luz de la Gracia, lo que tal ser mira en ese espejo es su propia imagen expuesta y deforme. La sospecha que dirigió contra su homólogo se le regresa como búmeran y le abruma con remordimiento. Asume perpetuamente una responsabilidad ajena y, al hacerlo, se le devuelve a su propia soledad. Esta es la esencia de la tragedia, una que, nacida de miradas, gestos y silencios, le debe todo a la dirección, a la música con la que Hitchcock sazona hábilmente sus libretos.
Rohmer y Chabrol (1979).

Coincide Haeffner (2005), que apunta a que esa transferencia de la culpa es un «motivo clave» en el trabajo de Hitchcock. Sin embargo, el «aborrecimiento católico del pecado» se profundiza en sus filmes, de tal forma que los héroes son castigados tanto por sus actos como por sus «deseos pecaminosos». Así, Guy Haines —Strangers on a Train (1951)— se alinea con Bruno Anthony «no por acción, sino por pensamiento». Žižek (1990) plantea que en los largometrajes de Hitchcock «el asesinato nunca es simplemente un asunto entre asesino y víctima, siempre involucra a un tercero, una referencia a un tercero. [...] Por tanto, ese tercero se encuentra en deuda, cargado con culpa, aunque no conozca nada o, más precisamente, se niegue a saber algo sobre el asunto». El filósofo habla de una «trilogía de la transferencia de la culpa» —Rope (1948), Strangers on a Train (1951) y I Confess (1953)—, pero Walker (2005) retoma su idea de la «tercera parte» y la aplica a varios otros filmes, tan tempranos como The Lodger: A Story of the London Fog (1927). No obstante, esta última fuente también afirma que hay cierta ambigüedad dado el término empleado por los críticos franceses —«culpabilité»— y por los ejemplos que usaron, de tal forma que algunos autores se han referido a esa culpa como el «sentido psicológico de sentirse culpable» y otros al «sentido legal de culpabilidad», al que se adhiere Walker.
También Zavala (2016) sostiene ese planteamiento cuando detalla que la «fórmula» de la transferencia de la culpa «significa que los Personajes (P) creen que alguien (a) es culpable de un crimen (c), pero el Espectador (E) sabe que el verdadero culpable (c) es otro (b)» —por ejemplo, en Saboteur (1942)—, empero al referirse a Strangers on a Train (1951) admite que se encuentran «distintos grados de ambigüedad moral en cada uno de estos personajes, lo que terminará provocando más de una transferencia de culpa». En las películas de Hitchcock es común que haya «cierta equiparación entre el inocente y el culpable, que puede asumir diferentes formas. Por ejemplo, el protagonista hitchcockiano, al enfrentarse a criminales, puede verse obligado a recurrir a los mismos métodos de éstos,  [sic] e incluso llegar al asesinato [...]». Así, en la lucha contra el mal, el protagonista puede mancharse y perder su inocencia. No obstante, esa culpabilidad también puede ser previa, al ser «el supuesto inocente quien desencadena sus propios problemas en razón de alguna falta inicial, por lo que bien podemos suponerle culpable, al menos parcialmente, de las desventuras que habrá de sufrir».
Haeffner (2005) asevera que no está claro el alcance de las actitudes católicas ante la sexualidad femenina en sus obras, pero que da cuenta de representaciones particularmente misóginas, como Downhill (1927). El «impulso católico» en sus películas acabó por reducirse conforme avanzaba en su carrera, resalta Walker (2005), y North by Northwest (1959) es la última en incluir la «estructura narrativa» plena; los trabajos subsecuentes carecen de la redención cristiana. Por tanto, para Frenzy (1972) «concluiríamos probablemente que Hitchcock había dejado de creer o, al menos, era un creyente desesperado».

### Técnica
En repetidas ocasiones, Hitchcock externó su creencia en el «cine puro», al que definió así:

El cine puro son piezas fílmicas complementarias unidas entre sí, como notas musicales que forman una melodía. Hay dos usos primarios de la edición o montaje en el cine: montaje para crear ideas y montaje para crear violencia y emociones.
Hitchcock a Bogdanovich.

En su periodo británico, se consideró que Hitchcock sufrió un «serio declive» a partir de Waltzes from Vienna (1934) del que, sin embargo, logró recuperarse y desarrollar lo que Burton (2017) denomina un «sexteto de suspenso clásico» que inició con The Man Who Knew Too Much (1934) y finalizó con The Lady Vanishes (1938). Tales obras supusieron la base del estatus del director en el cine británico, de su reputación dentro del género y de las obras que engendró en su periodo estadounidense. El autor ahonda: «Las películas, por tanto, marcan un significativo punto de desarrollo en la formación de "Hitchcock" y de lo hitchcockiano». Por tanto, afirma, es a partir de sus obras tardías dentro de su periodo británico en que comienza a discutirse lo que John Grierson definió como «toque Hitchcock». En este sentido, a inicios de la década de 1930, Grierson utilizó el término «toque Hitchcock» al identificar el frecuente uso que el director hacía de una «floritura estilística» —«elementos de la técnica cinematográfica que muestran el potencial del medio y que tienen la capacidad de llamar la atención sobre el artificio involucrado en una película narrativa»—.
Belton (2006) ahonda al señalar que el trabajo del británico muestra una «autoconciencia narrativa y formal»; «la audiencia entiende estos "toques [Hitchcock]" como elementos de un personaje narrativo, caracterizado por la macabra sensibilidad del director, su ingenio irónico y su presencia intrusiva como narrador». A partir de The Lodger (1926), Hitchcock se vio fuertemente influenciado por el expresionismo alemán y el constructivismo soviético. Incluso en 1973, el director aseguró: «Siempre he creído que puedes contar lo mismo con imágenes como con palabras. Eso es lo que aprendí de los alemanes». Tales características del cine alemán —«perspectivas claustrofóbicas y grandes sombras», «figuras espectrales», «extraños ángulos de cámara»—, que se han descrito en filmes como Shadow of a Doubt (1943) e incluso más tardíos como Psycho (1960), contribuyeron al desarrollo del estilo propio de Hitchcock.

## En la cultura popular
- En 2012, se realizó una película biográfica sobre él y cómo creó su obra maestra Psicosis, Hitchcock, donde fue interpretado por Anthony Hopkins
- En la película de televisión de 2012, The girl, que trata sobre el escándalo respecto a sus abusos contra la actriz Tippi Hedren, fue interpretado por Toby Jones.
- En la película biográfica de 2014 sobre Grace Kelly, Grace of Monaco, fue interpretado brevemente por Roger Ashton-Griffiths.

## Filmografía
Hitchcock dirigió 53 largometrajes a lo largo de su carrera como director, listado que inició con The Pleasure Garden (1925) y concluyó con Family Plot (1976). Veintitrés de esos filmes se produjeron en el Reino Unido —de The Pleasure Garden (1925) a Jamaica Inn (1939)—, antes del traslado del director a Estados Unidos, e incluyeron nueve películas mudas. Dentro de ellas se encuentra The Lodger: A Story of the London Fog (1927), su primera obra de suspenso y con algunos de los elementos característicos de su obra subsecuente. Su primer largometraje sonoro, Blackmail (1929), fue también el primero para el país europeo. Luego de su traslado a Estados Unidos, dirigió treinta producciones más —de Rebecca (1940) a Family Plot (1976)—.

## Premios y nominaciones
Hitchcock ganó numerosos premios y fue nominado a muchos otros. Recibió dos Globos de Oro, ocho Premios Golden Laurel, cinco premios a toda su trayectoria (entre ellos el BAFTA Academy Fellowship Award), además de cinco nominaciones al premio Óscar a mejor director (aunque no le concedieron ninguno). Su película Rebecca, que estuvo nominada a once premios Óscar, fue galardonada con el premio de la Academia a mejor película en 1940, año en que también estuvo nominada otra película suya, Foreign Correspondent. A Hitchcock están dedicadas dos estrellas en el Paseo de la Fama de Hollywood, una por su contribución a la televisión y la otra por su trabajo en el cine. En 1967 le concedieron el Premio Óscar honorífico (Premio en Memoria de Irving Thalberg) destacando así su enorme trayectoria como director. 

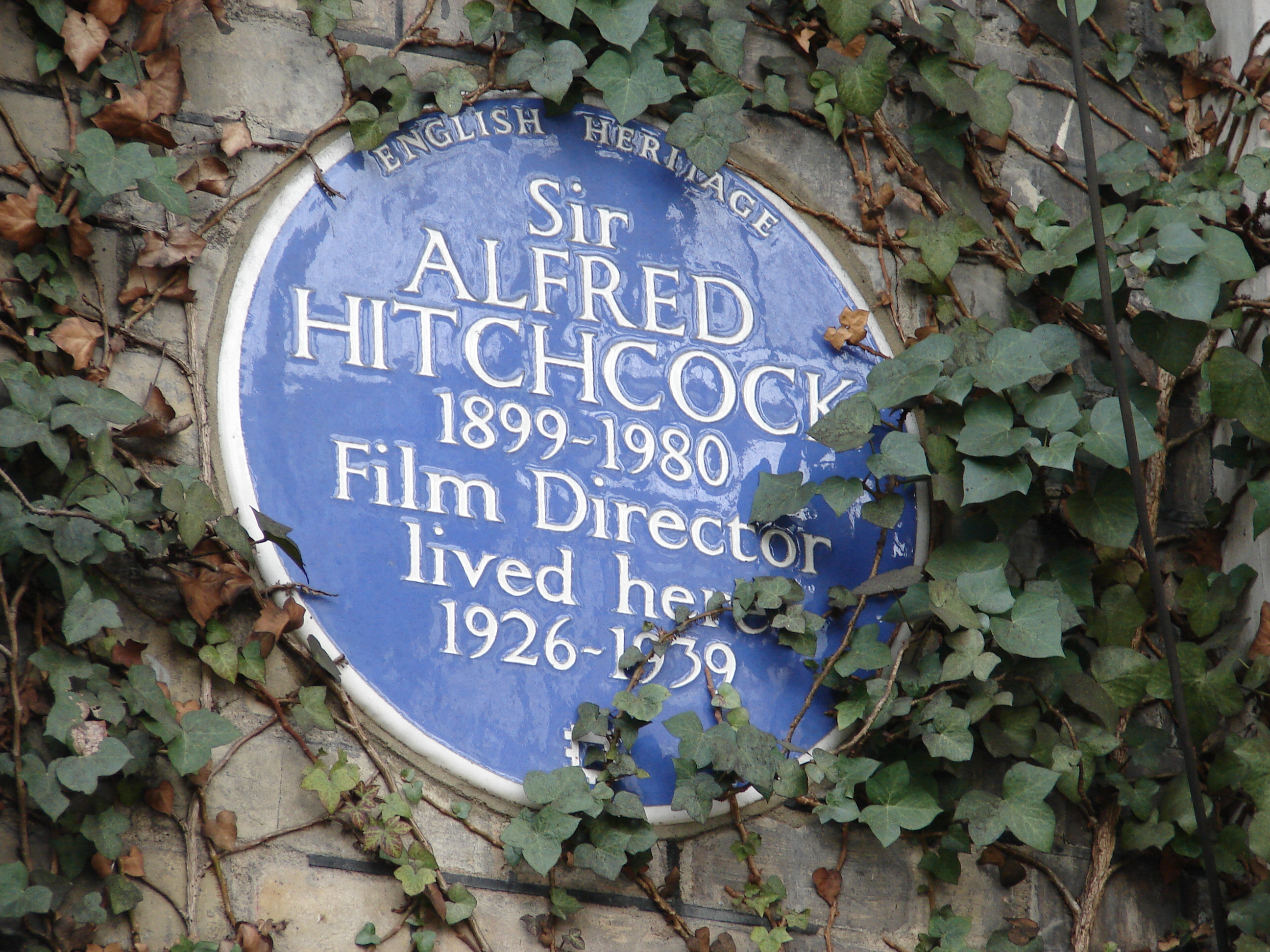
Placa azul del English Heritage en el 153 de la calle Cromwell, Londres, señalando el lugar de residencia de Sir Alfred Hitchcock.

Tras rechazar ser el título de Comendador de la Orden del Imperio Británico en 1962, Hitchcock fue nombrado Caballero de la Orden del Imperio Británico el 3 de enero de 1980 por la reina Isabel II. La institución English Heritage colocó en 1999 una de sus famosas placas azules en el número 153 de la calle Cromwell del municipio de Kensington y Chelsea de Londres en que nació el célebre cineasta. En 2002 la revista estadounidense MovieMaker nombró a Alfred Hitchcock como el director más influyente de todos los tiempos y en 2012 fue incluido por el artista Peter Blake como un icono cultural británico para aparecer en su nueva versión de la portada del mítico disco Sgt. Pepper's Lonely Hearts Club Band de The Beatles, con el cual homenajea a las figuras británicas que más admira.